# Batz-sur-Mer
Pour l’île du Finistère, voir Île de Batz.
Vous lisez un « article de qualité » labellisé en 2015.
Batz-sur-Mer (prononcé [bɑ syʁ mεʁ]) est une commune de l'Ouest de la France dans le département de la Loire-Atlantique, en région Pays de la Loire.
Elle est située sur une île qui, jusqu'aux environs du IXe siècle, demeure séparée du sillon de Guérande et de l'île voisine du Croisic. Le territoire de la commune fait aujourd'hui partie de la côte sauvage de la presqu'île guérandaise, avec des falaises rocheuses et des plages de sable du côté de l'océan Atlantique, et une large étendue de marais salants au nord-est et à l'est.
L'Homme a fréquenté ce territoire depuis le Paléolithique et l'Antiquité. En 945, le duc de Bretagne Alain Barbe-Torte, après avoir repoussé les Normands installés à Batz, en offre le territoire à l'abbaye de Landévennec qui y fonde un prieuré dédié à saint Guénolé. Les religieux qui s'y installent développent alors l'activité salicole de la paroisse, qui comprend les trèves du Croisic jusqu'en 1764, et du Pouliguen jusqu'en 1820.
Les marais salants font profondément partie de l'histoire de la localité et ont fortement influencé sa physionomie. Se reconnaît ainsi un style architectural propre à cette zone salicole, qui a été durant les années 1970 l'objet de convoitises immobilières et de projets d'infrastructures, déjà en maturation depuis l'avènement du tourisme balnéaire et de la connexion ferroviaire de la fin du XIXe siècle ; en réaction, les différents acteurs professionnels, environnementaux et politiques de la région ont élaboré et fait accepter un modèle prenant en compte l'activité salicole et une protection environnementale dont les actuelles zones naturelles d'intérêt écologique, faunistique et floristique (ZNIEFF) sont les héritières.
Outre les marais salants et ses côtes, qui ont attiré nombre d'artistes aux XIXe et XXe siècles, dont Honoré de Balzac et Jean Fréour, la commune présente un patrimoine civil et religieux dont certains éléments sont classés par le ministère de la Culture, telle l'église Saint-Guénolé.

## Géographie

### Localisation

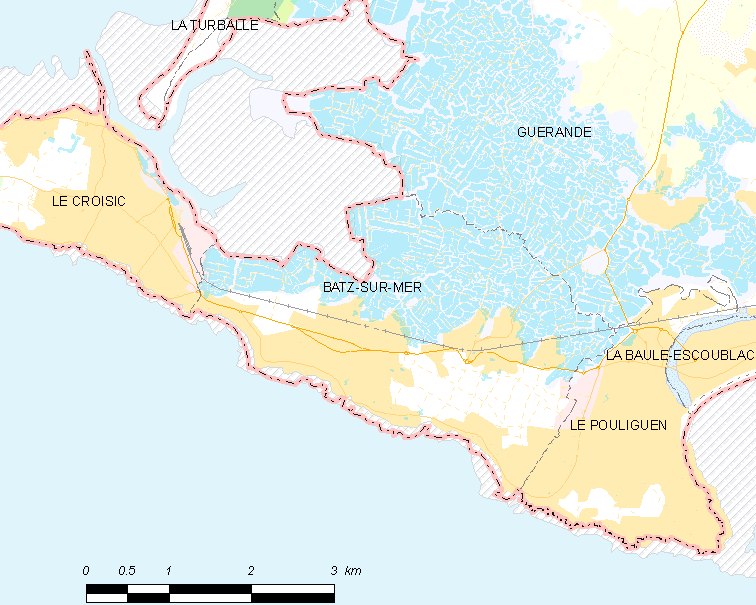
Frontières de Batz-sur-Mer avec les communes limitrophes.

Batz-sur-Mer se situe à l'ouest du département de la Loire-Atlantique, sur la façade atlantique ; elle est distante de 19,5 kilomètres, à vol d’oiseau de Saint-Nazaire, chef-lieu de l’arrondissement auquel appartient la localité.
Elle appartient à la presqu'île guérandaise et constitue la partie centrale de la presqu'île du Croisic qui sépare les marais salants de Guérande de l'océan.

### Communes limitrophes
Les communes limitrophes sont Le Croisic, Le Pouliguen et Guérande.
|            | Guérande         |              |
| Le Croisic | Batz-sur-Mer     | Le Pouliguen |
|            | Océan Atlantique |              |

### Géologie et relief

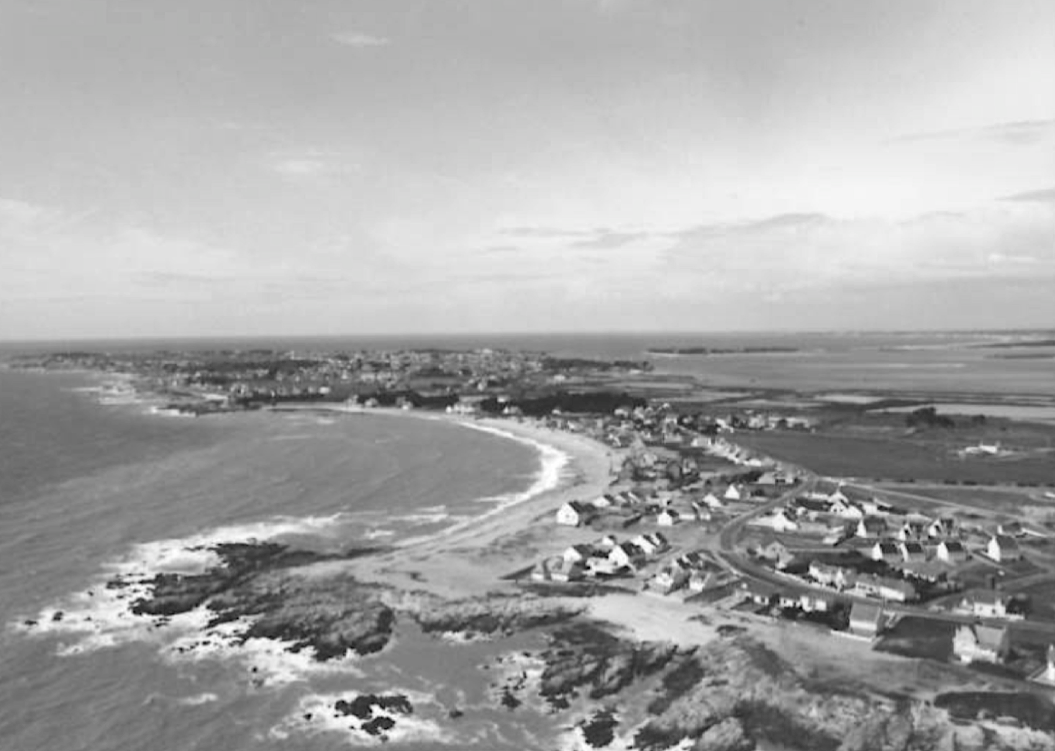
La plage Valentin réunissant l’île du Croisic, au fond, à celle de Batz, au premier plan.

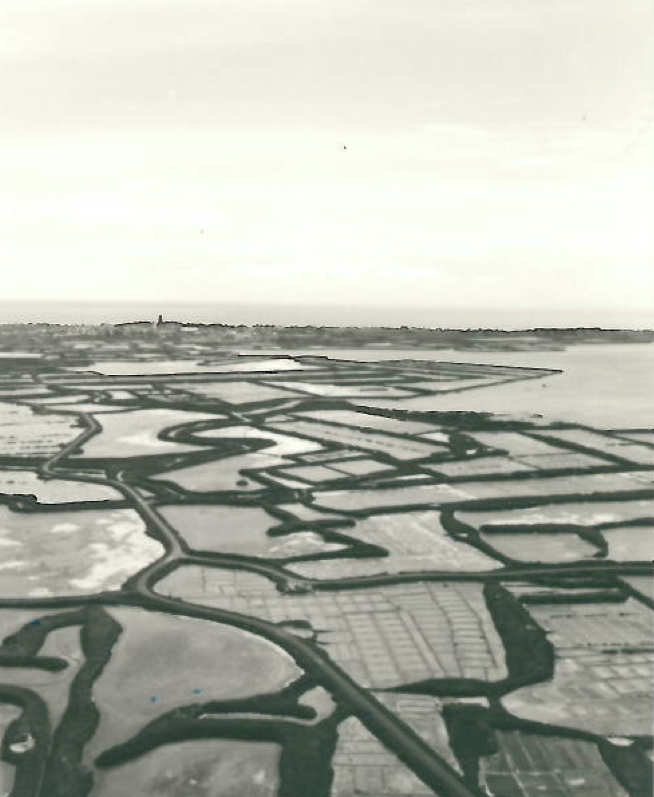
Les marais salants de Batz-sur-Mer (mai 1977). Le clocher de Batz se détache sous l’horizon.

La superficie de la commune est de 927 hectares ; son altitude varie entre zéro et vingt-et-un mètres.
La configuration actuelle du littoral jusqu’à Guérande est relativement récente. Au Pléistocène supérieur, entre 37000 et 24000 av. J.-C., c’est-à-dire à l'apogée du dernier stade glaciaire, les îlots rocheux de Saillé et de Lanclis sont rattachés au sillon de Guérande, par l’apport d’alluvions ; cette phase est contemporaine de la naissance de la presqu’île de Pen-Bron. Il y a 20 000 ans — soit 18000 av. J.-C. — la mer s’avance encore jusqu’au coteau de Guérande. Les dépressions du Massif armoricain — qui est, dans sa partie sud, en grande partie constitué de granites d'origine hercynienne — sont envahies par l’océan, soumis aux effets de la transgression flandrienne. L'accumulation de sédiments colmate l'avancée de la mer dans les terres méridionales. Enfin, à une période comprise entre la fin de la Préhistoire et le début de la Protohistoire de nouveaux apports sableux, tant maritimes que fluviaux, consolident la grande falaise de Pen-Bron et le cordon d’Escoublac. Le dépôt de sédiments fins va donner naissance aux prés salés argileux aujourd’hui utilisés pour la production de sel. La fin de la transgression semble intervenir à peu près au IIe siècle avant notre ère, et le niveau marin que nous connaissons aujourd’hui s’est probablement stabilisé au IVe siècle apr. J.-C..
Jusqu’au IXe siècle à peu près, les deux îles du Croisic et de Batz — éléments du sillon du Croisic, — étaient encore séparées par un bras de mer du littoral, constitué par le sillon de Guérande. Par la suite, plusieurs flèches sablonneuses se sont établies : celle de Pen-Bron à l'ouest est restée incomplète ; celle de la plage Valentin a réuni les deux îles ; celle des dunes d'Escoublac a créé la baie du Pouliguen. Le détroit de La Barrière relie aujourd’hui les deux îles, au point de séparation des deux communes du Croisic et de Batz-sur-Mer.
L’île de Batz est également rattachée à l’îlot granitique de Penchâteau, situé sur le territoire du Pouliguen. La plage de la Govelle, prolongée vers l’intérieur par la dépression de Toulen, souligne la faille entre les deux blocs.
La côte rocheuse présente des aiguilles de granite, recélant des grottes profondes — comme celle dite des Korrigans, aujourd’hui sur le territoire du Pouliguen — et des chaos rocheux, parsemés d’anses sableuses. La roche contient des veines de minéraux du groupe des silicates (zircons, béryls et tourmalines noires) ou des nésosilicates comme les grenats. Certains filons, qui s’enfoncent sous le niveau marin — essentiellement des sulfures et sulfosels suivant la classification de Strunz tels que stibine, chalcopyrite, galène, ainsi que du kaolin — ont été exploités dans le passé.
Une grande partie du territoire est constituée par des marais salants qui couvrent 459 des 927 hectares de la superficie de la commune. La limite entre Guérande et Batz est établie sur des ramifications des étiers principaux : l'étier de Curusson et la bondre — canal affluent d'un étier — du Yoro, qui dépendent de l'étier de Pen-Bron ; l'étier de Sigomo et la bondre de Laguecan qui dépendent de l'étier du Pouliguen. 
Le littoral sud fait partie de la Côte sauvage avec ses falaises rocheuses et ses nombreuses anses. 
D’ouest en est, c’est-à-dire du Croisic vers le Pouliguen, plusieurs baies se succèdent sur environ 4,5 km sur le littoral atlantique, à partir de la pointe du Fort qui ouvre la baie de la Barrière, au fond de laquelle s’étale sur 740 m la plage Valentin, close par la pointe de Casse-Caillou. La baie des Bonnes-Sœurs précède la plage Saint-Michel, puis viennent les baies du Grand-Mathieu, du Carbonet, du Dervin et celle du Manéric. La baie de Gentilly annonce la plage de la Govelle, longue de 520 m et qui s’appuie à l’est sur la Barre, juste avant la baie de Quiobert.
Les falaises de la côte s’élèvent à une hauteur moyenne de cinq mètres.

### Hydrographie

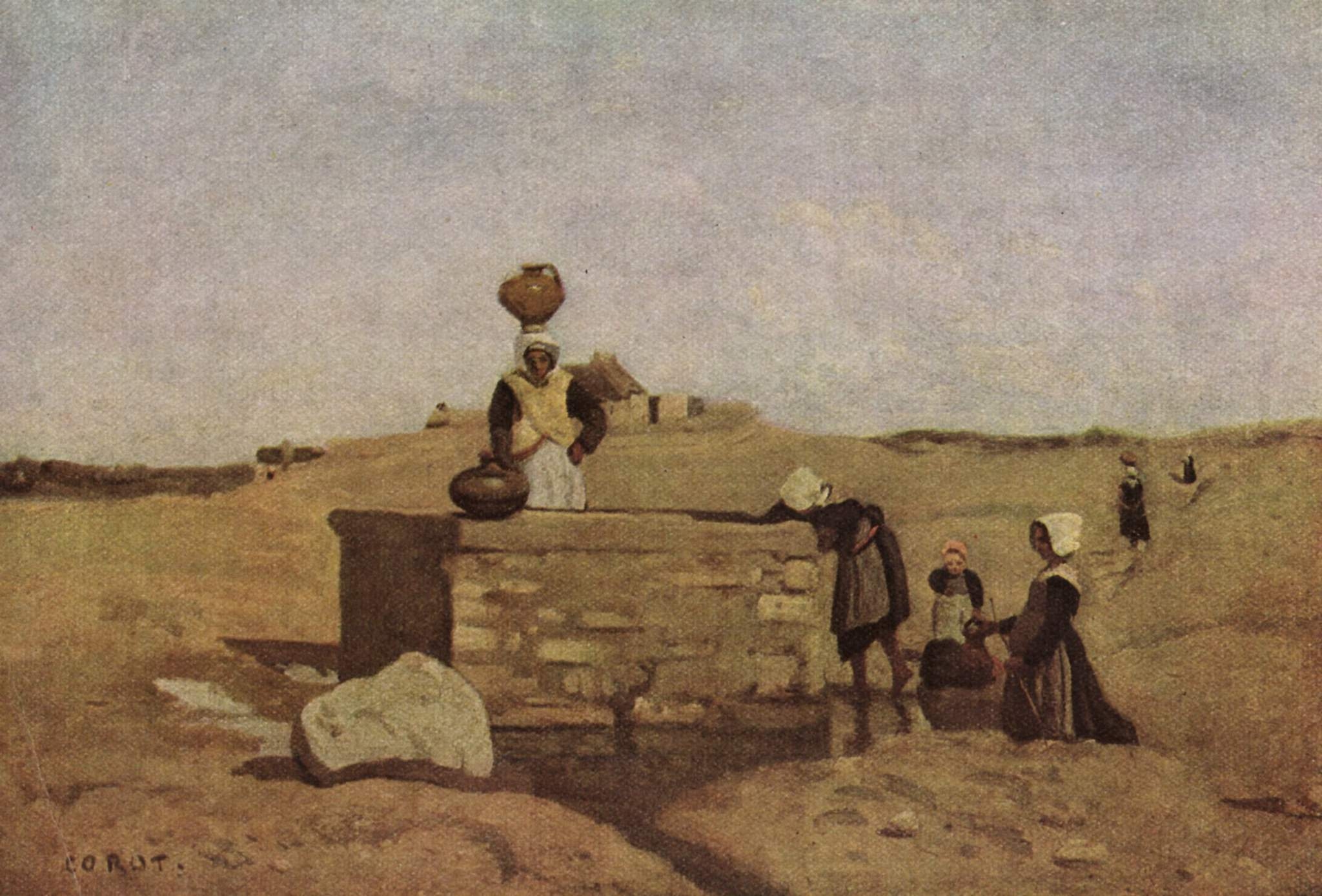
Camille Corot, Bretonnes à la fontaine, Bourg-de-Batz, propriété du musée du Louvre (Paris),.

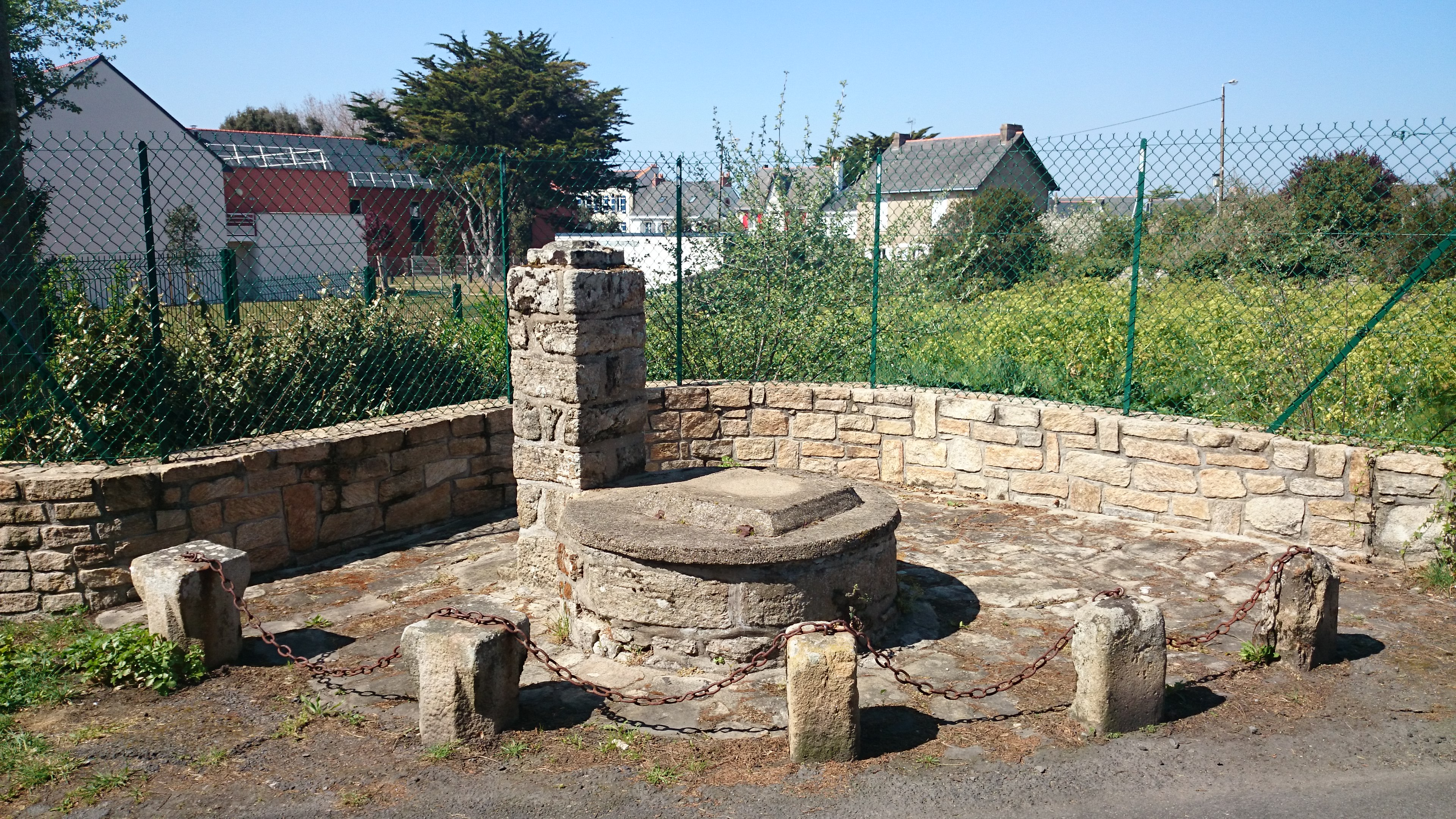
La fontaine d’à bas.

Aucun ruisseau ou cours d’eau douce n'irrigue la commune,. Plusieurs sources ont été utilisées par le village pour les besoins quotidiens, et servent encore à l’alimentation en eau de la commune. Ainsi, près de la plage Valentin, les sources de la Barrière, aujourd'hui sur le territoire du Croisic, ont longtemps appartenu à Batz-sur-Mer. À compter de ce point, et en se dirigeant vers le centre du village, on trouve la fontaine d’à bas et la fontaine neuve, puis la fontaine de la Bonne eau et la source de la Herpe. Les puits de Kerdour, de la Violette, de Ker Babon et de Kerland servent également de points d’eau, tout comme, en suivant la côte, les sources du Derwin et du Squale.

### Climat
Pour des articles plus généraux, voir Climat des Pays de la Loire et Climat de la Loire-Atlantique.
En 2010, le climat de la commune est de type climat océanique altéré, selon une étude du CNRS s'appuyant sur une série de données couvrant la période 1971-2000. En 2020, Météo-France publie une typologie des climats de la France métropolitaine dans laquelle la commune est exposée à un climat océanique et est dans la région climatique Bretagne orientale et méridionale, Pays nantais, Vendée, caractérisée par une faible pluviométrie en été et une bonne insolation.
Pour la période 1971-2000, la température annuelle moyenne est de 12,3 °C, avec une amplitude thermique annuelle de 12,1 °C. Le cumul annuel moyen de précipitations est de 795 mm, avec 12,3 jours de précipitations en janvier et 6,1 jours en juillet. Pour la période 1991-2020, la température moyenne annuelle observée sur la station météorologique de Météo-France la plus proche, « Pte de Chemoulin », sur la commune de Saint-Nazaire à 20 km à vol d'oiseau, est de 13,1 °C et le cumul annuel moyen de précipitations est de 595,3 mm,. Pour l'avenir, les paramètres climatiques de la commune estimés pour 2050 selon différents scénarios d'émission de gaz à effet de serre sont consultables sur un site dédié publié par Météo-France en novembre 2022.

## Urbanisme

### Typologie
Au 1er janvier 2024, Batz-sur-Mer est catégorisée petite ville, selon la nouvelle grille communale de densité à sept niveaux définie par l'Insee en 2022.
Elle appartient à l'unité urbaine de Saint-Nazaire, une agglomération intra-départementale regroupant 17  communes, dont elle est une commune de la banlieue,,. Par ailleurs la commune fait partie de l'aire d'attraction du Pouliguen, dont elle est une commune du pôle principal,. Cette aire, qui regroupe 3 communes, est catégorisée dans les aires de moins de 50 000 habitants,.
La commune, bordée par l'océan Atlantique, est également une commune littorale au sens de la loi du 3 janvier 1986, dite loi littoral. Des dispositions spécifiques d’urbanisme s’y appliquent dès lors afin de préserver les espaces naturels, les sites, les paysages et l’équilibre écologique du littoral, tel le principe d'inconstructibilité, en dehors des espaces urbanisés, sur la bande littorale des 100 mètres, ou plus si le plan local d’urbanisme le prévoit.

### Occupation des sols
L'occupation des sols de la commune, telle qu'elle ressort de la base de données européenne d’occupation biophysique des sols Corine Land Cover (CLC), est marquée par l'importance des zones humides (60,5 % en 2018), une proportion sensiblement équivalente à celle de 1990 (60,9 %). La répartition détaillée en 2018 est la suivante : 
zones humides côtières (60,5 %), zones urbanisées (23,3 %), zones agricoles hétérogènes (13,1 %), eaux maritimes (2 %), zones industrielles ou commerciales et réseaux de communication (1 %).
L'IGN met par ailleurs à disposition un outil en ligne permettant de comparer l’évolution dans le temps de l’occupation des sols de la commune (ou de territoires à des échelles différentes). Plusieurs époques sont accessibles sous forme de cartes ou photos aériennes : la carte de Cassini (XVIIIe siècle), la carte d'état-major (1820-1866) et la période actuelle (1950 à aujourd'hui).

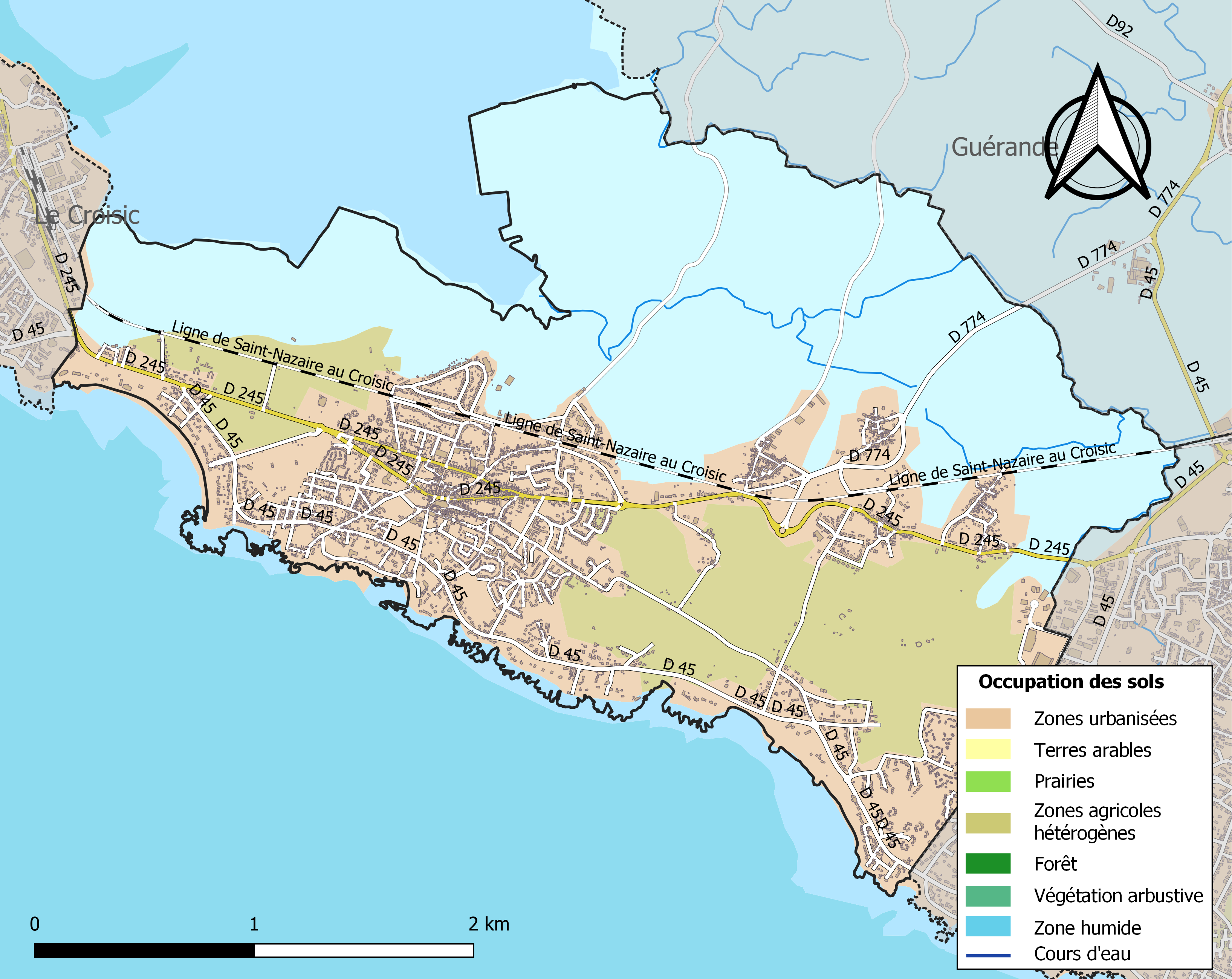
Carte des infrastructures et de l'occupation des sols de la commune en 2018 (CLC).
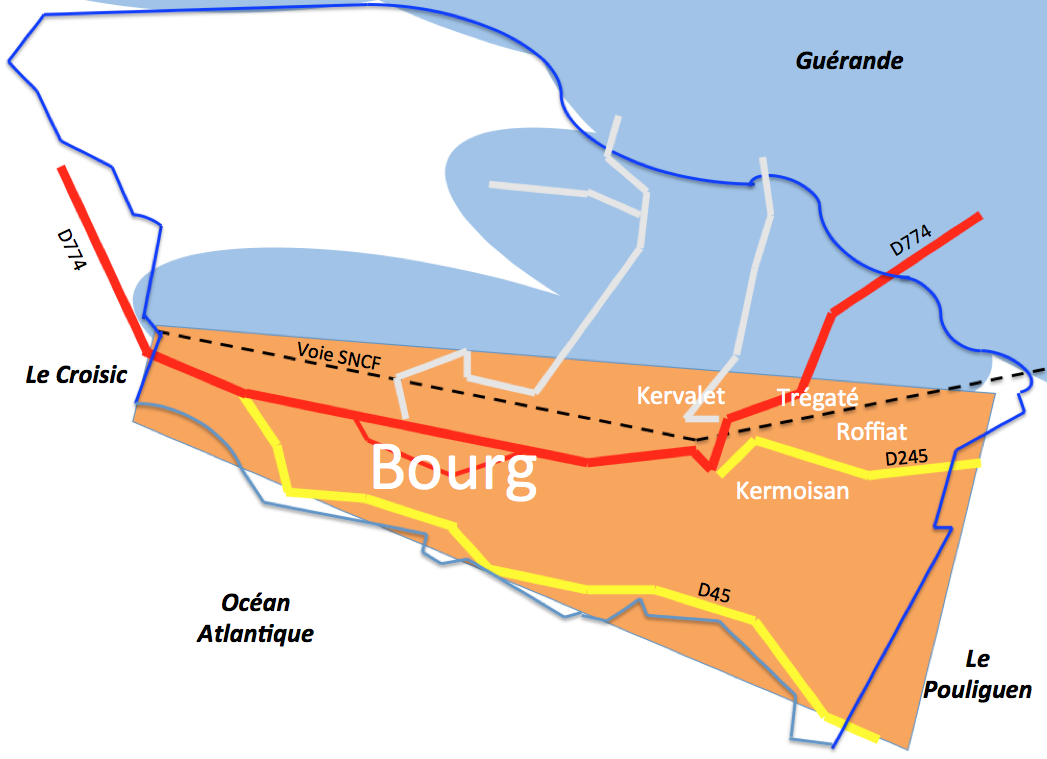
Morphologie urbaine de Batz-sur-Mer En bleu clair : les marais salants. En orange : l’emprise urbaine. Trait bleu foncé : limites territoriales.

### Morphologie urbaine
Le bourg s'étend actuellement des marais salants à la plage Saint-Michel et a absorbé de nombreux lieux-dits qui étaient antérieurement des hameaux tels Cornen, Keralan, Kermabon, Kermadic ou encore le Lesquin.
Batz-sur-Mer comprend cinq localités principales. Outre le bourg proprement dit, la commune compte quatre hameaux tous situés au nord-est de son territoire, près des marais salants, entre le bourg et Le Pouliguen : Kervalet, qui est un village paludier, Trégaté, Kermoisan et Roffiat, qui est le hameau le plus éloigné du bourg.
Kervalet, village paludier aux hautes maisons mitoyennes, a longtemps concurrencé le bourg proprement dit. En 1879 d’ailleurs, les paludiers proposent ce village — qui possède son propre lieu de culte, la chapelle Saint-Marc, dès le XVe siècle ; la messe y était célébrée durant l’intense période de récolte du sel pour éviter le parcours jusqu’au bourg — comme gare ferroviaire, s’opposant ainsi au choix du bourg.
Trégaté, hameau aux maisons blanches qui s’avance dans les marais, possède une place sur laquelle se dresse une croix de granit, deux fois brisée, lors d’accidents routiers et restaurée en 1960 — par Jean Fréour — et 2009.
Kermoisan recèle également une croix de granit, ornée jusque dans les années 1990 d'une châsse dédiée à Marie, ainsi qu’un moulin, aujourd’hui accolé à une maison.
Roffiat est un écart ouvert du côté sud, mais la partie orientée vers le marais est traditionnellement protégée par des murs souvent aveugles et des murs de pierres sèches.

### Voies de communication et transports

#### Anciennes voies de communication et arrivée du chemin de fer

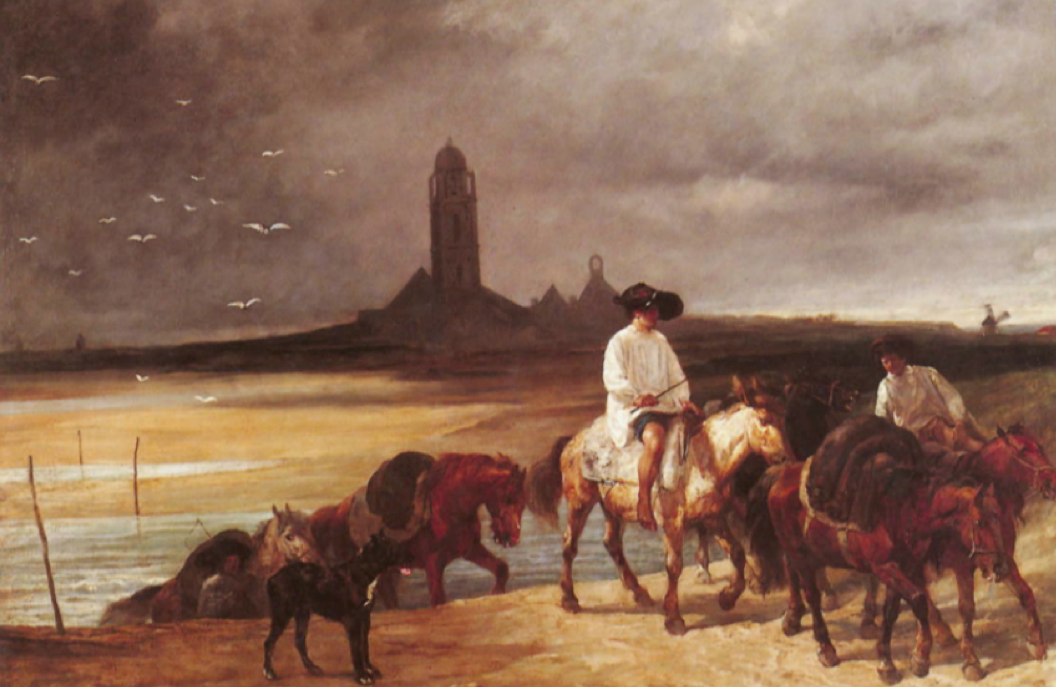
Le Gué au Bourg-de-Batz, huile sur toile de John-Lewis Brown (1829 - 1892), musée des beaux-arts de Brest.

Le village de Batz-sur-Mer a longtemps été le centre religieux et économique de l’île de Batz, Le Croisic et Le Pouliguen, situées à chacune de ses extrémités, n’étant que des trèves — mot provenant du breton et désignant des succursales — de la paroisse. Des chemins muletiers parcouraient les dunes instables, entre marais et mer, pour relier les deux extrémités, sur un chemin souvent inondé. Le Pouliguen n’était accessible au début du XIXe siècle que par un bac qui traversait l’étier ou à gué.

Le chemin de fer arrive à Batz en 1879 — le début de l'exploitation de la ligne de Saint-Nazaire au Croisic date du 11 mai 1879 — et participe au développement des bains de mer, en rapprochant Nantes et Paris de la côte atlantique. Le train constitue alors pour les Batziens une attraction, et ses passagers une source de revenus : 

« […] on allait à la gare accueillir les estivants. Certains avaient réservé mais je me souviens qu'il était courant de voir des voyageurs descendre en demandant où ils pouvaient loger ! C’était une aubaine pour les habitants de Batz, une occasion de gagner un peu d’argent en louant sa maison. Il n’y avait pas beaucoup de confort à l’époque, pas de douche et les wc dans le jardin […]. »

La gare est intégrée au réseau privé de la Compagnie du chemin de fer de Paris à Orléans en janvier 1884. En juin 1931, la gare de Batz est renommée gare de Batz-sur-Mer.

Greniers à sel de Batz-sur-Mer (sélection).
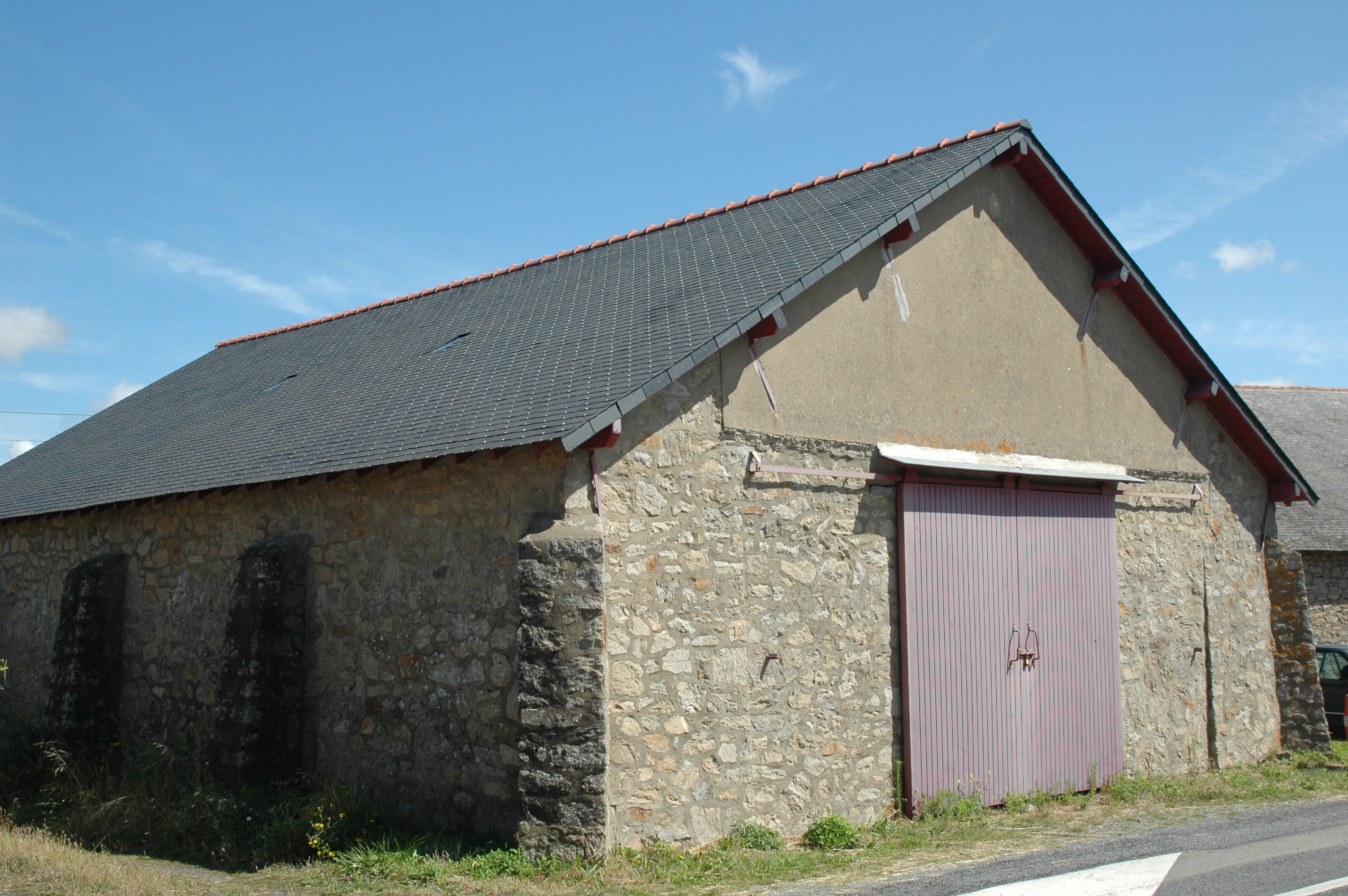
Magasin à sel.
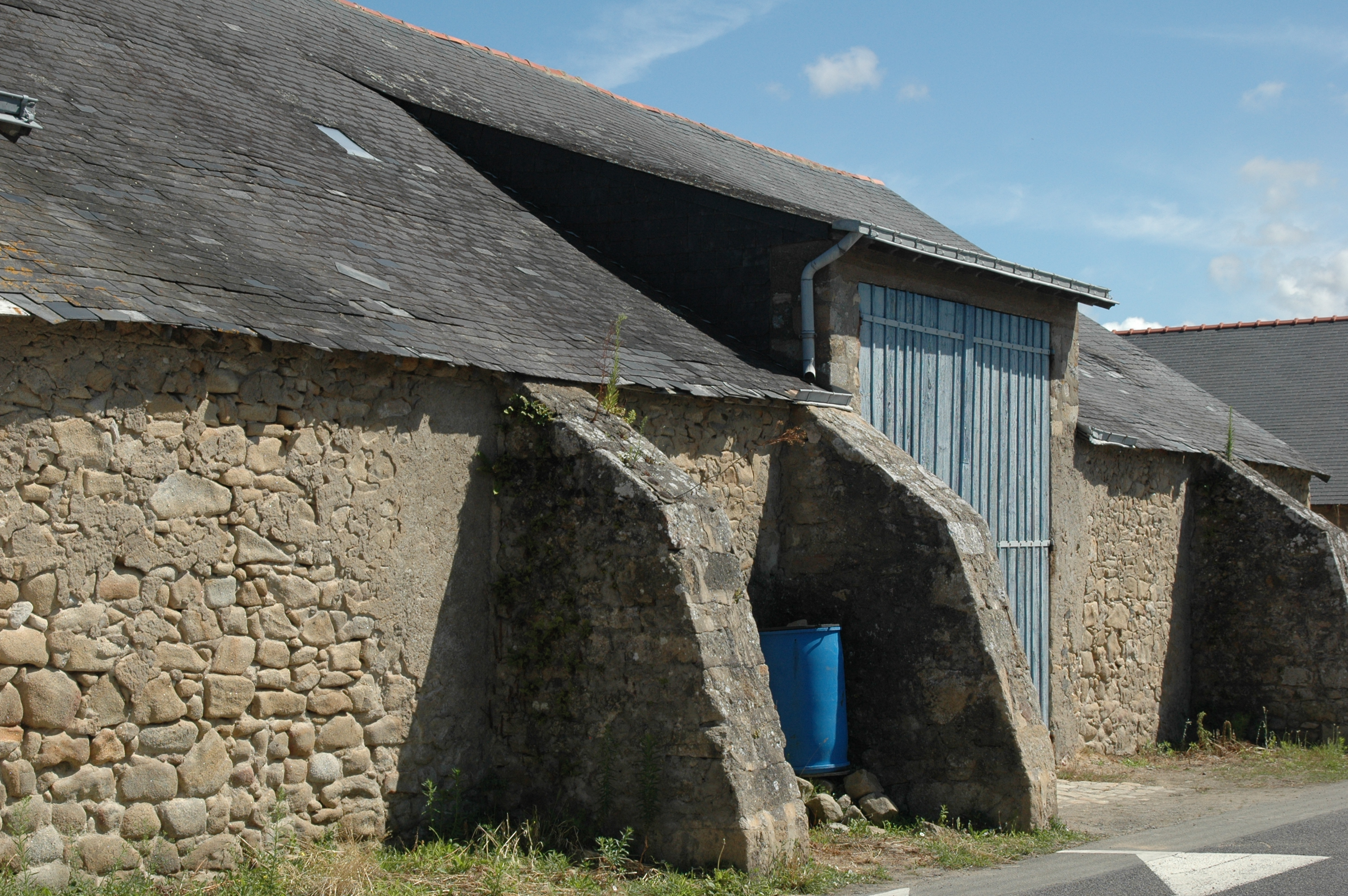
Contreforts.
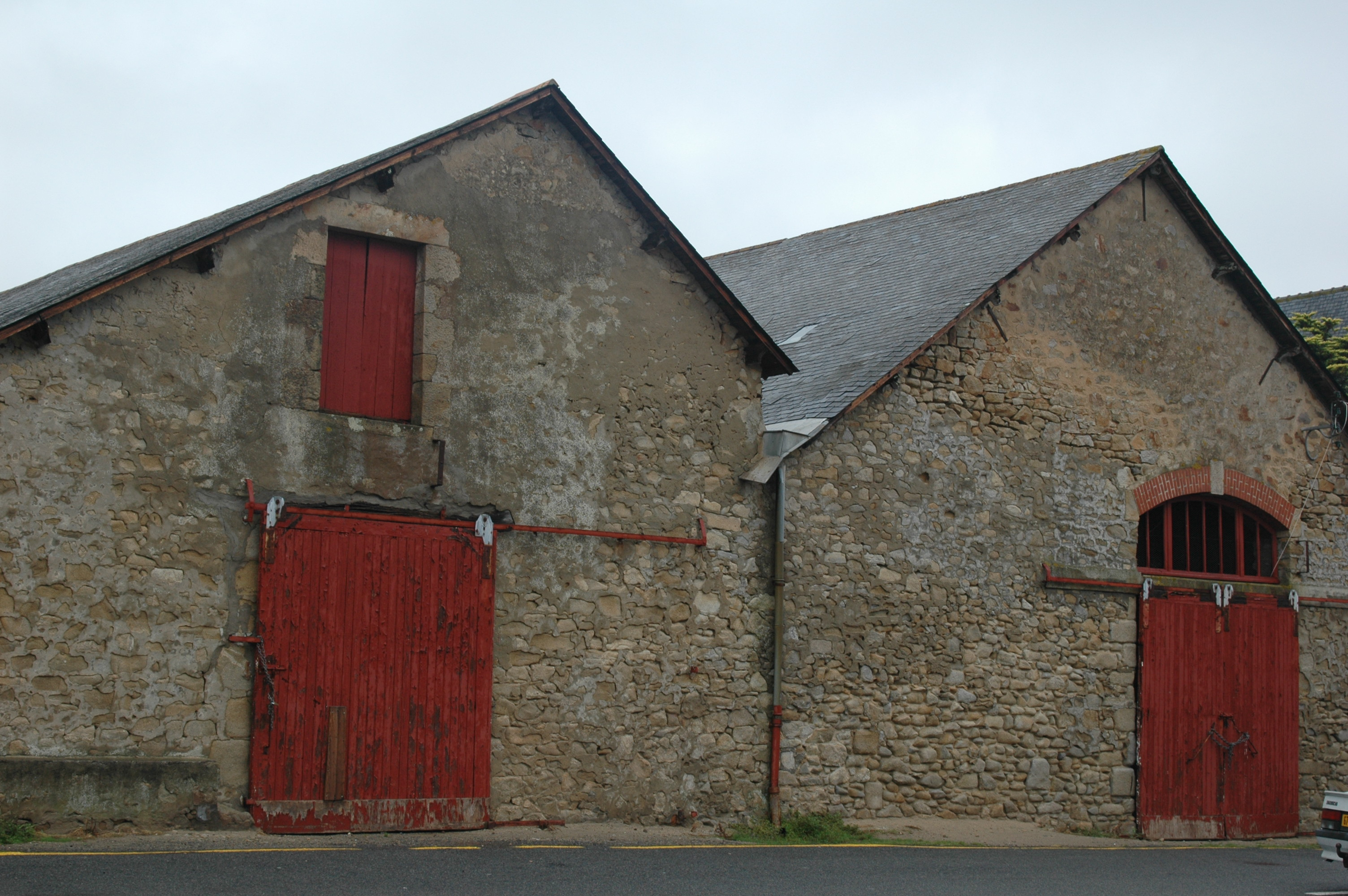
Magasins jumeaux.
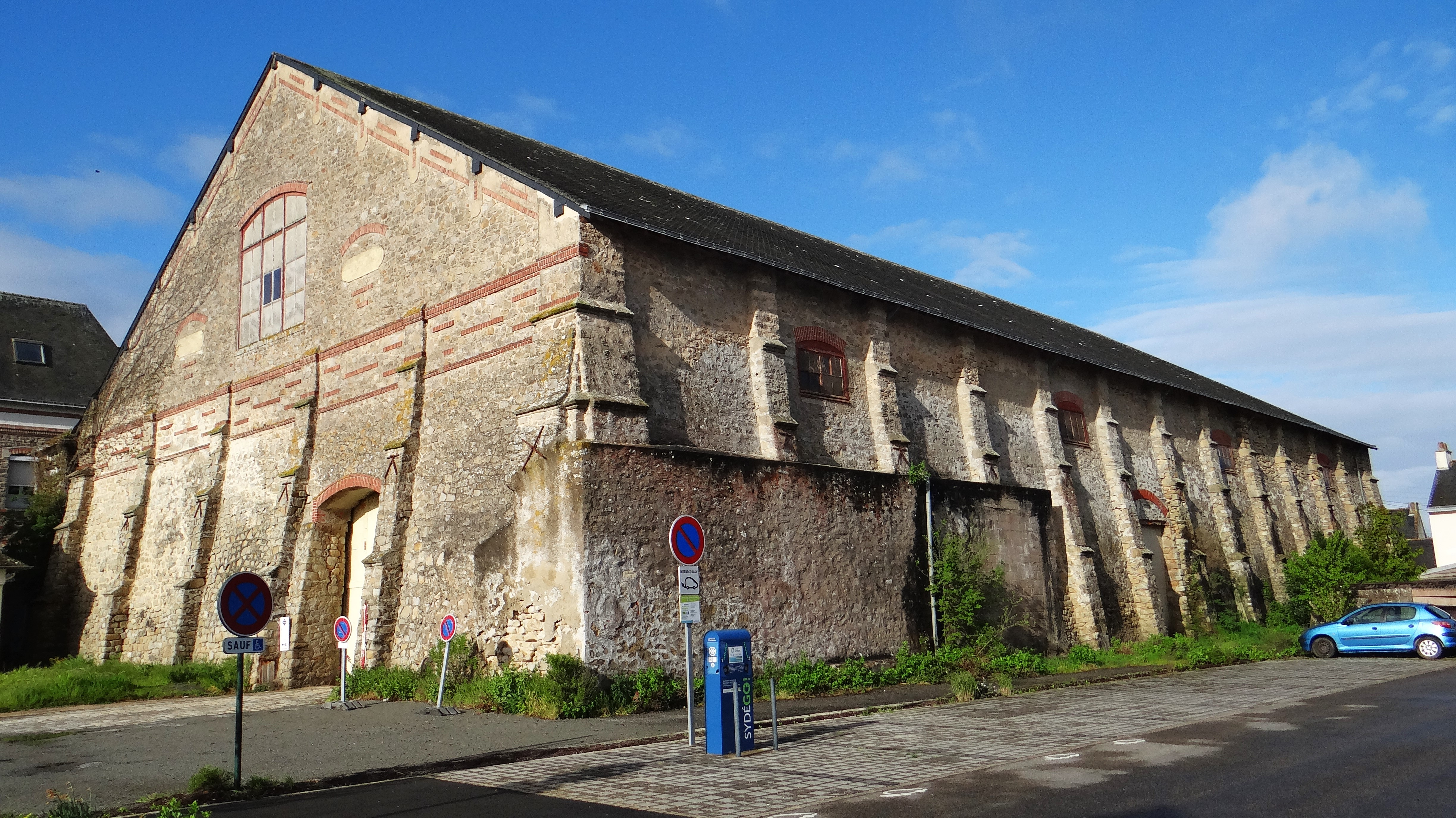
La Cathédrale du sel[Note 9].

L'arrivée du chemin de fer dans la presqu’île du Croisic, outre son influence sur l’architecture locale qui donne de beaux exemples de style balnéaire, va modifier les habitudes économiques, propulsant le transport du sel par le rail au détriment du cabotage maritime. Ainsi, la construction de salorges — entrepôts également nommés magasins ou greniers à sel —, rares avant 1850, s’intensifie à partir de 1865, lorsque la prolongation de la ligne ferroviaire jusqu’au Croisic est annoncée. Entre 1880 et 1891, une quinzaine de greniers sont édifiés sur la seule commune de Batz, avec leurs murs aux solides contreforts de pierre de nature à résister à la pression intérieure du sel stocké.

#### Voies de communication
Batz est traversée par la route départementale D 45, qui suit la côte et fait le tour du Croisic par la « côte sauvage », par la route nationale 171 — reliant Saint-Nazaire au Croisic, elle prend le nom de D 245 du Pouliguen au Croisic —, ainsi que par la D 774 en provenance de Guérande. Les départementales D 774 et D 245 sont classées routes à grande circulation au titre de la loi Barnier,.
Au niveau de la « plage Valentin », la D 45 et la D 245 empruntent la même chaussée sur environ 500 mètres, constituant le seul accès routier au Croisic sur une largeur d'environ 13 mètres, à la limite des deux communes entre l'océan et les marais salants. Les jours de grande affluence, cette situation est donc à l'origine de la formation d'embouteillages dans le bourg.
Les routes départementales D 45, D 138 et D 774 sont classées routes de desserte locale (RDL) au titre du schéma routier de développement (SRD).

#### Transports

La gare SNCF à un siècle d'écart.
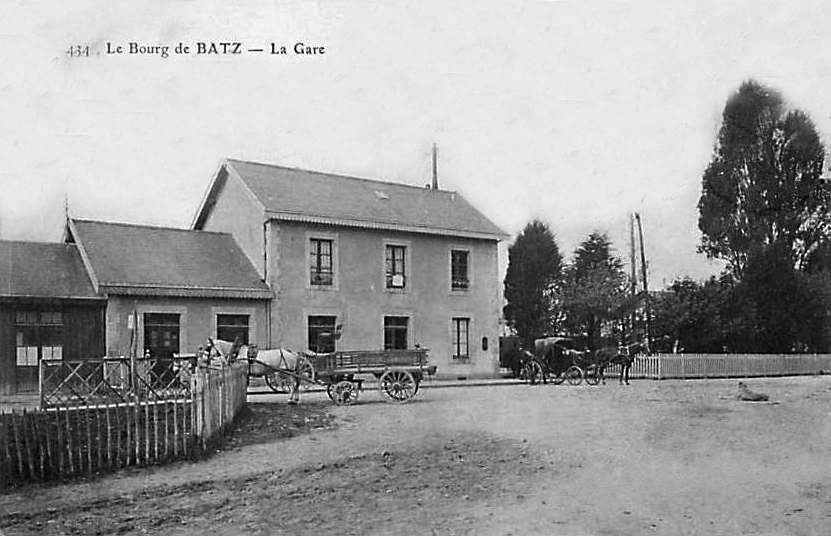
La gare côté route avant 1904.
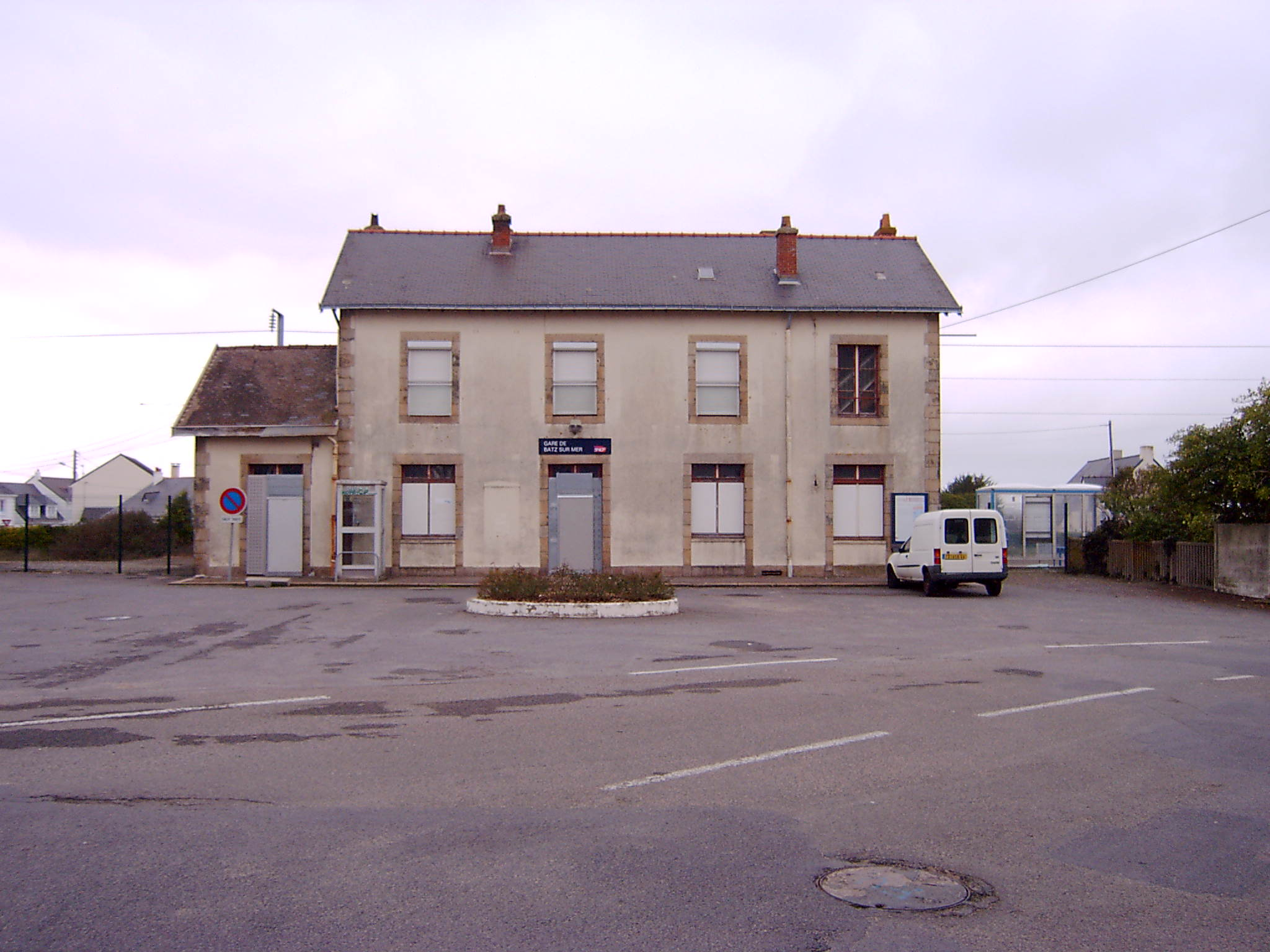
La gare côté route en 2012.
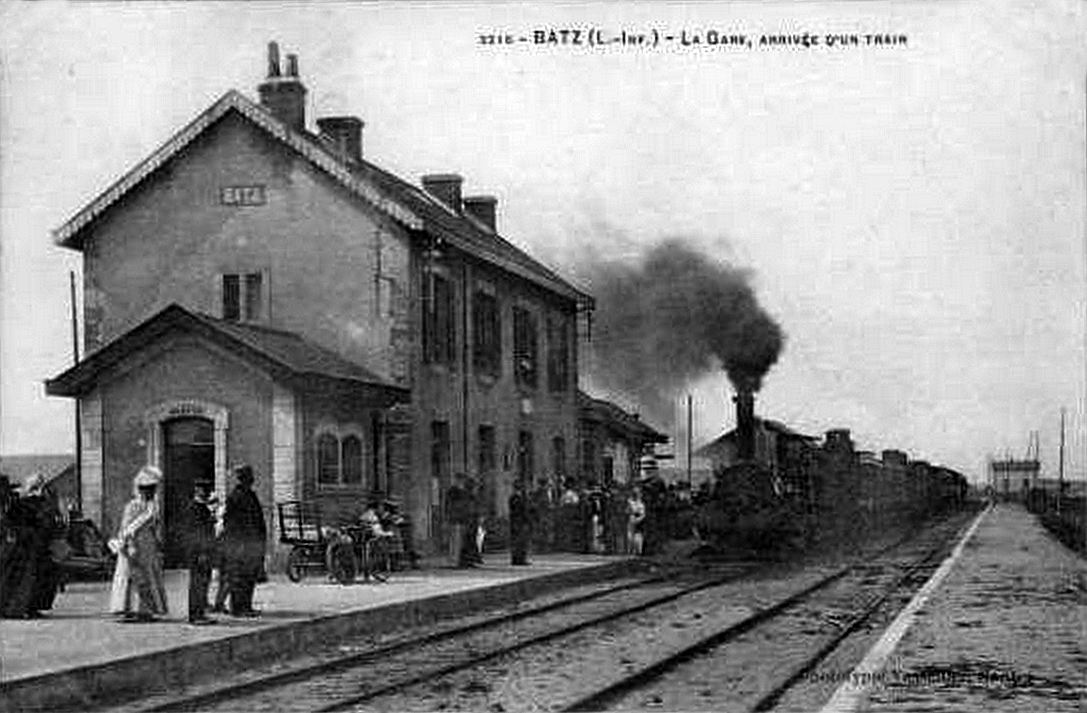
Arrivée d'un train en 1900.
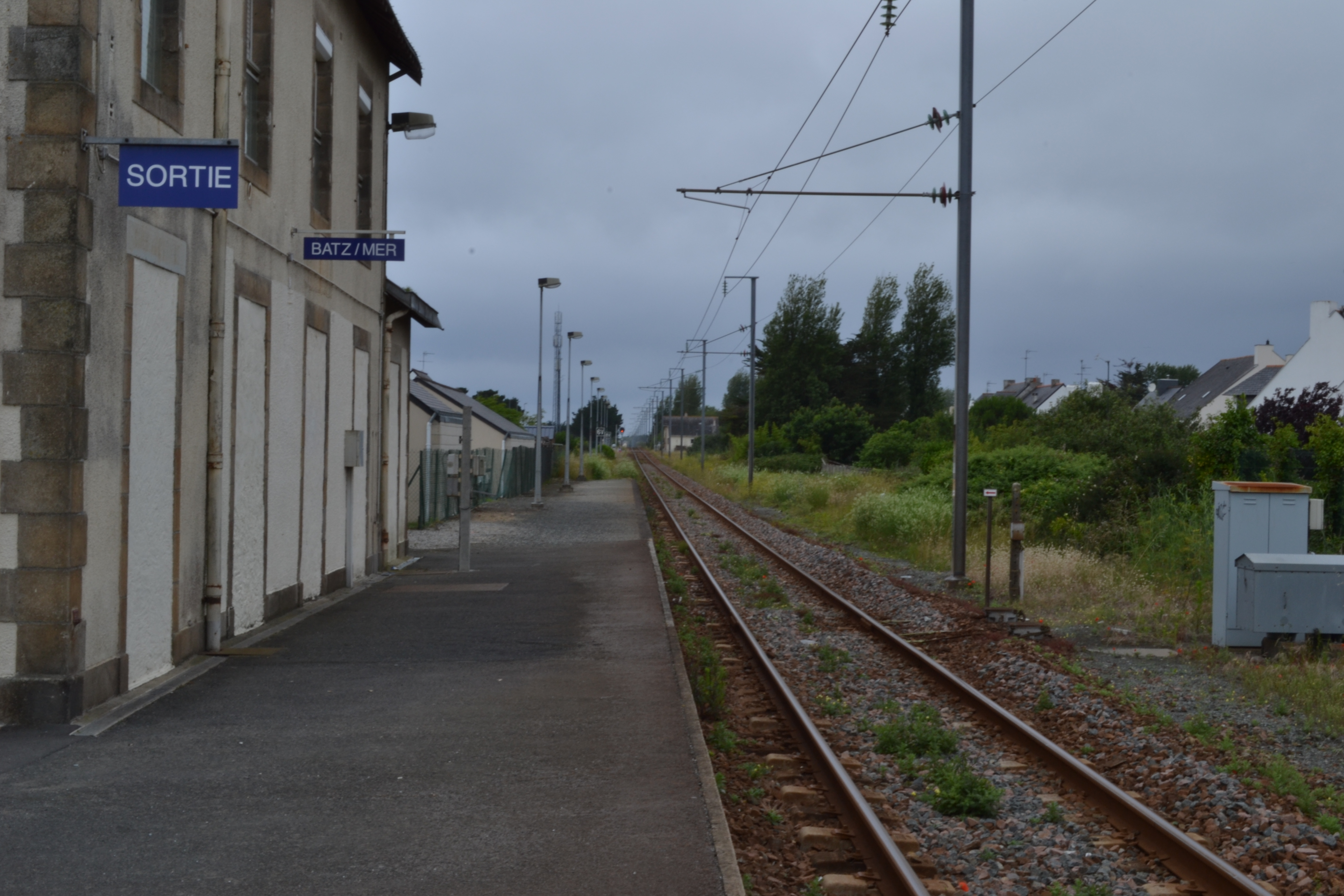
La gare côté rail en 2012.

Les autocars départementaux du réseau Lila, géré par le conseil départemental de la Loire-Atlantique — notamment la ligne E (Le Croisic - La Baule - Saint-Nazaire) — desservaient également les neuf arrêts situés sur le territoire de la commune,.
À partir de la rentrée 2015, le réseau Lila est remplacé par le réseau Lila Presqu'île dans toute la Presqu'île guérandaise. Batz-sur-Mer est alors desservi par les lignes 5 (Le Croisic - Batz-sur-Mer - Guérande) et 6 (Le Croisic - Batz-sur-Mer - La Baule-Escoublac).
La gare de Batz, un arrêt voyageurs de la SNCF, se trouve sur la ligne de Saint-Nazaire au Croisic ; elle est desservie par la ligne 1 du TER Pays de la Loire,.
La commune est également traversée par un itinéraire cyclable, baptisé Vélocéan, qui emprunte le littoral atlantique dans le département de la Loire-Atlantique.

### Logement

#### Habitat traditionnel
Si l'habitat des marais salants fait partie de la forme architecturale vernaculaire présente sur la façade atlantique entre les embouchures de la Loire et de la Vilaine, il se distingue par des toitures à fortes pentes — supérieures à 40° —, couverts d'ardoise. Ce caractère est relativement récent, le chaume ayant longtemps concurrencé l'ardoise au cours des siècles précédant le XIXe siècle,. Les différents témoignages connus confirment l’homogénéité d’utilisation de l’ardoise, et ce, dès le début du XIXe siècle : « […] la première chose qu'on observe, en parcourant le bourg et les nombreux villages qui en dépendent, c’est le genre de construction des édifices privés. Le chaume en est proscrit : les maisons bâties en pierre, couvertes en ardoise, n’ont jamais plus d’un étage […]. »

Niches de façade à Batz-sur-Mer (sélection).
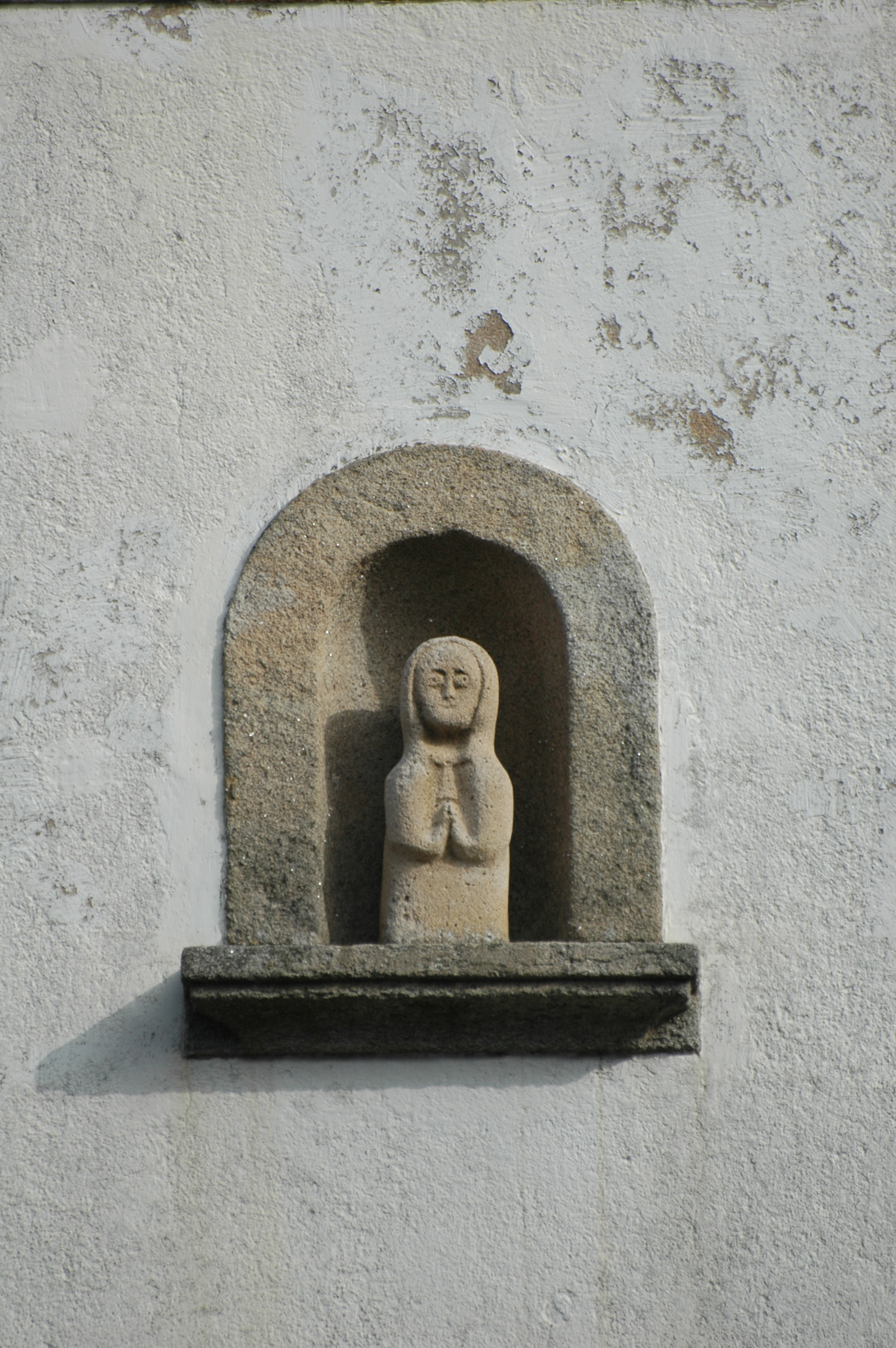
Rue Mauperthuis.
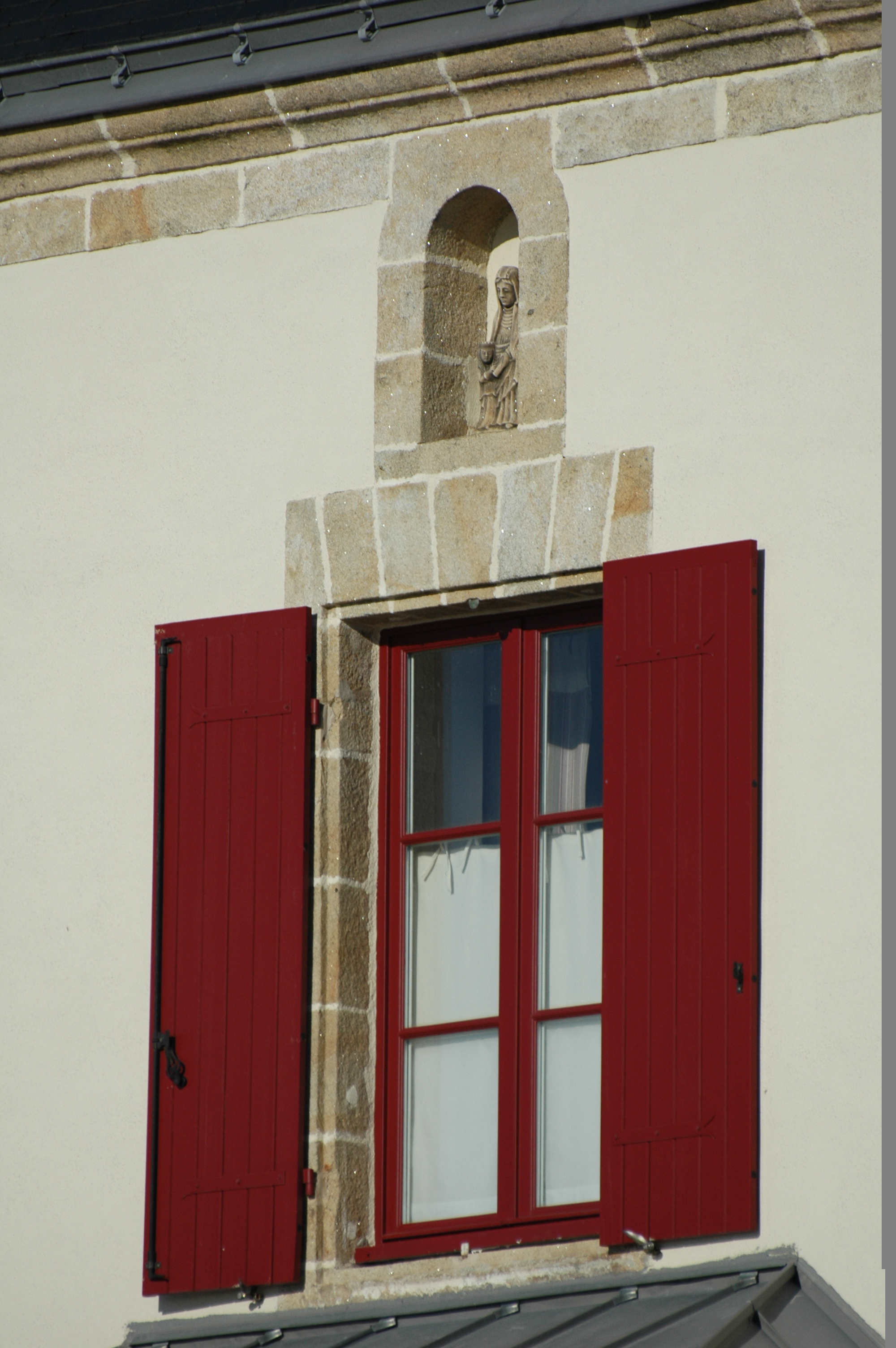
Plage Saint-Michel.
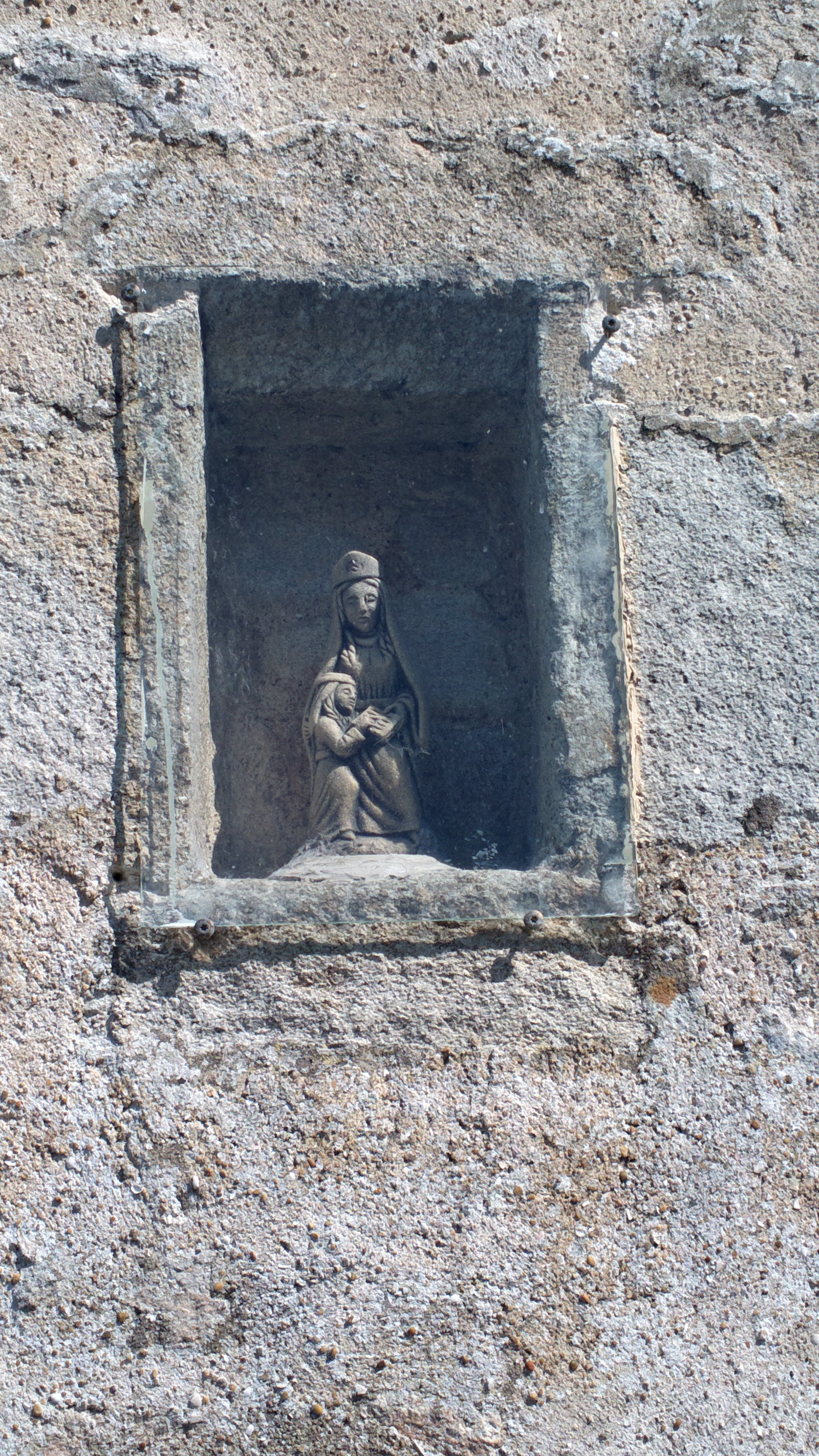
Niche à Kervalet.
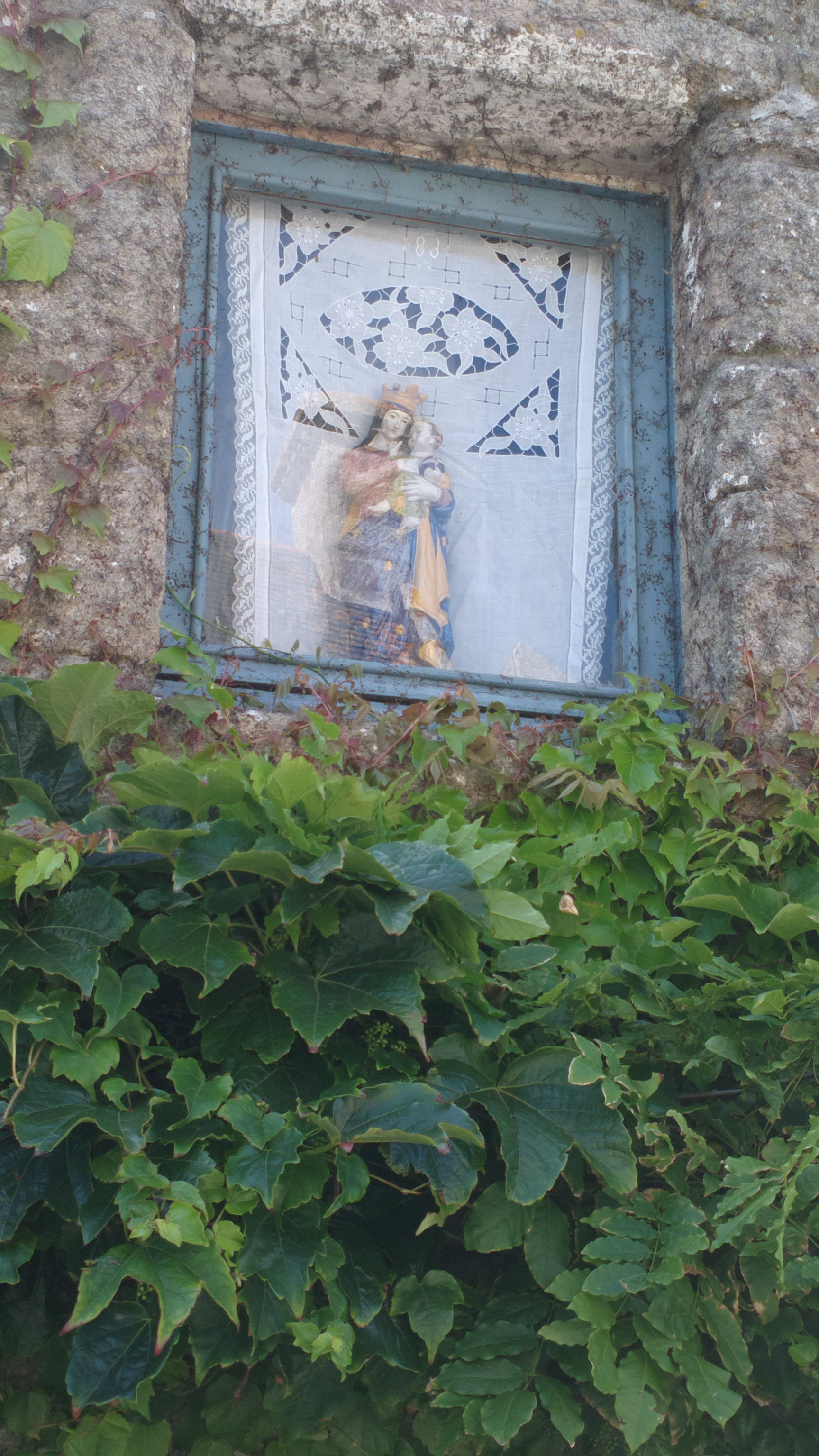
Niche à Kervalet.
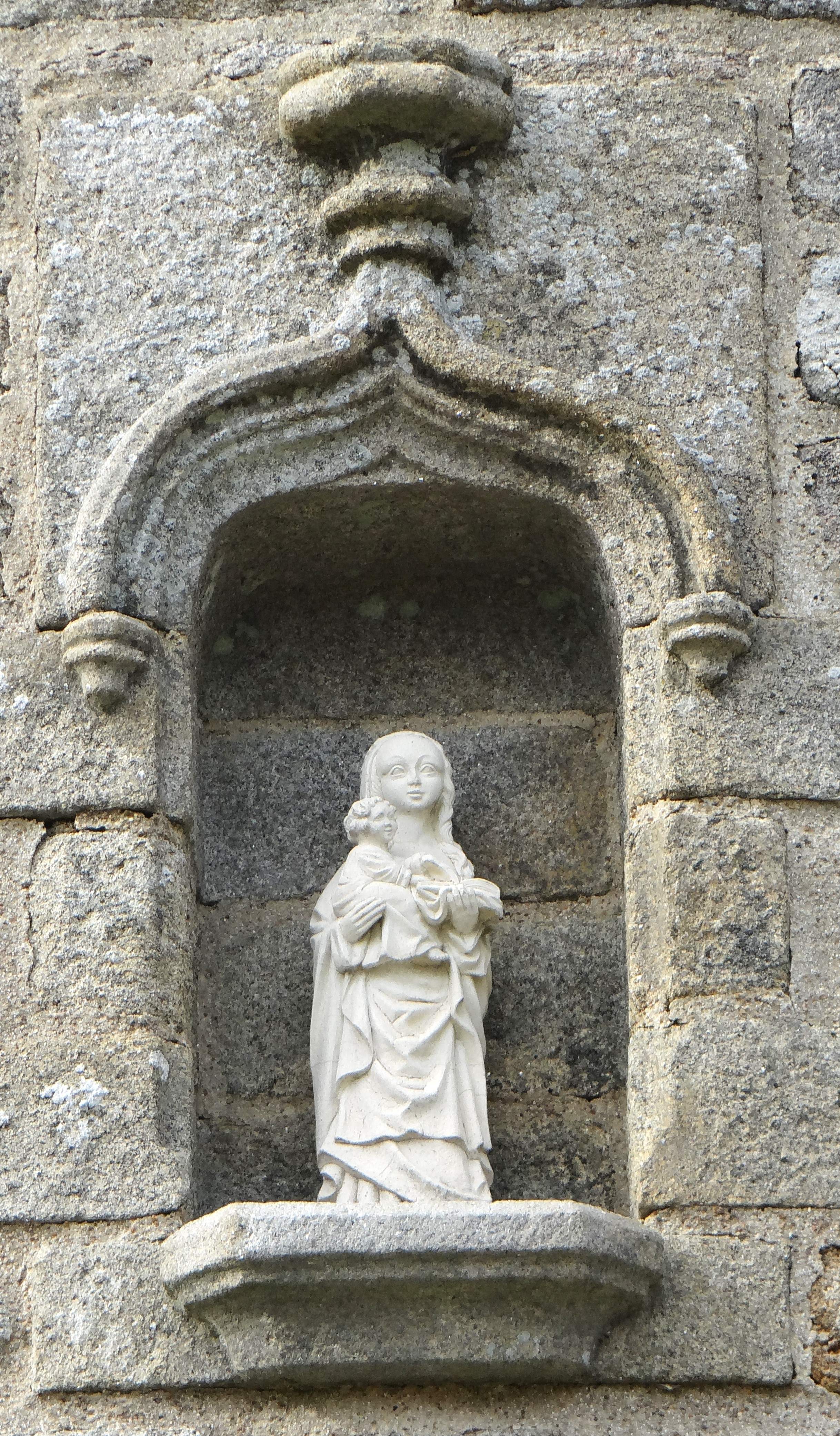
Niche au moulin de la Falaise.

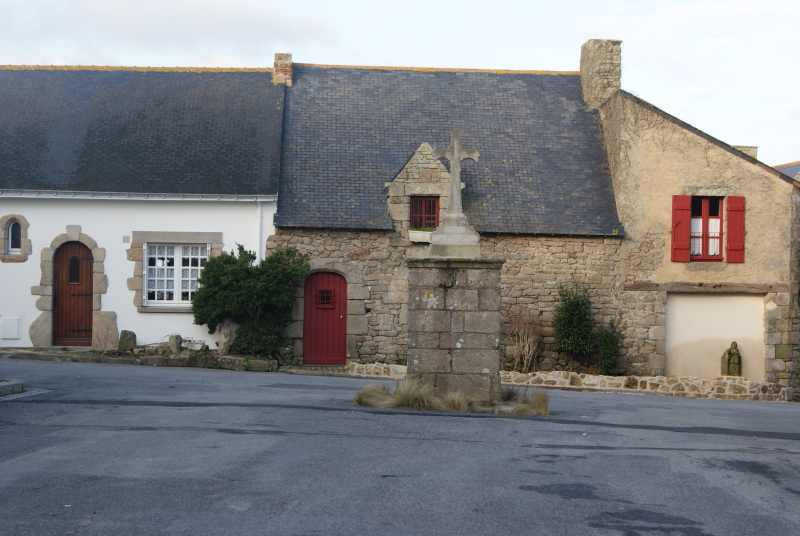
La rue de la Croix à Kervalet.

Les regroupements villageois en groupes compacts dans le marais, encore en partie visibles aujourd'hui et qui se distinguent du Bourg proprement dit, se justifient par la proximité immédiate des salines, appelées manufactures de plein air par le géographe Raymond Regrain. Au milieu du XIXe siècle, Batz n'a pas encore subi les conséquences du tourisme balnéaire ; les marais représentent alors 45 % du territoire de la commune et les dunes, 8 %. Le recensement de 1856 décrit un total de 530 maisons dont 347 sont établies dans neuf villages, dont 108 logements pour le seul Kervalet,. Tous ces hameaux — desquels Cornen, Le Nesquin et Kervarou ont disparu au cours du XVIIIe siècle — ont une existence attestée antérieurement au XVe siècle ; ils sont orientés vers le marais, tournant le dos à la côte rocheuse exposée aux vents et aux pluies d'ouest et de sud-ouest, et implantés sur les terres exondées et les îlots granitiques. L'organisation de l'habitat regroupe de façon très systématique le logement et un jardin potager clos de murs, définissant ainsi une cellule de base quasi incontournable pour assurer l'autosubsistance de la famille paludière. Ainsi, le mémoire du 12 juin 1481 mentionne-t-il : « […] une maison couverte d'ardoaise o son courtil & apartenances siise en Baz ou villaige de Kervalec ferante d'un bout sur le grant chemin qui maint du bourg de Baz en Guerrande et d'aultre bout a la maison Guillo le Canner & femme par cause d'elle […] ». De même, les archives départementales de la Loire-Atlantique conservent ce descriptif datant du 12 mars 1658 : « […] la moityé d’un logis couvert d’ardoizes sittué au bourcg de Batz advis l’esglize parochialle […] du costé vers le sud, consistant en une salle basse, chambre et grenier au-dessus & la moityé d’un jardin et petite escurie estant au derrière se desbournant ledict logis, la rue & pavé conduissant à Nostre Dame du Mûrier, par le derrière dudict jardin, le presbitaire, chemin entre d’eux […]. »
Le hameau type s’articule à partir de la structure de village-rue, se complexifiant par l’adjonction de venelles ou de places. Les maisons doubles, dites « sous même couverture » sont fréquentes, le pignon central s’arrêtant souvent au niveau du plancher du grenier, prolongé en hauteur par une cloison de sapin. Il arrive que des bâtiments soient en recul par rapport à l’alignement de la rue ; les maisons disposent alors d’une issue privative, formant une placette libre nommée porh en breton de Batz-sur-Mer, utilisée souvent comme aire de travail — stockage de fumier, battage du grain ou présence d'un appentis ou d’un puits —, pouvant donner naissance à une place quadrangulaire, parfois communautaire.

Pierre de taille et couverture d’ardoise à Batz-sur-Mer (sélection).
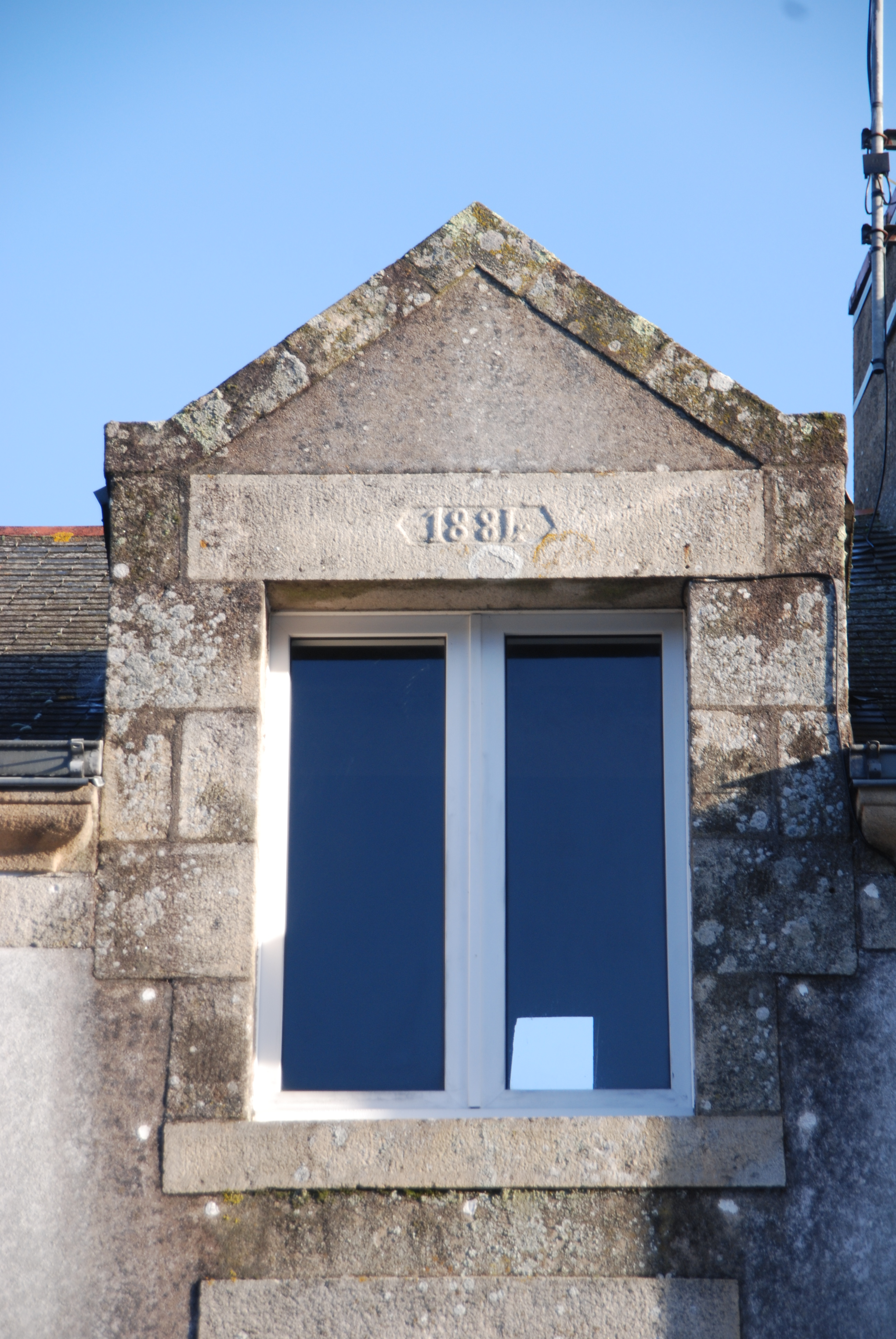
Lucarne de 1881.
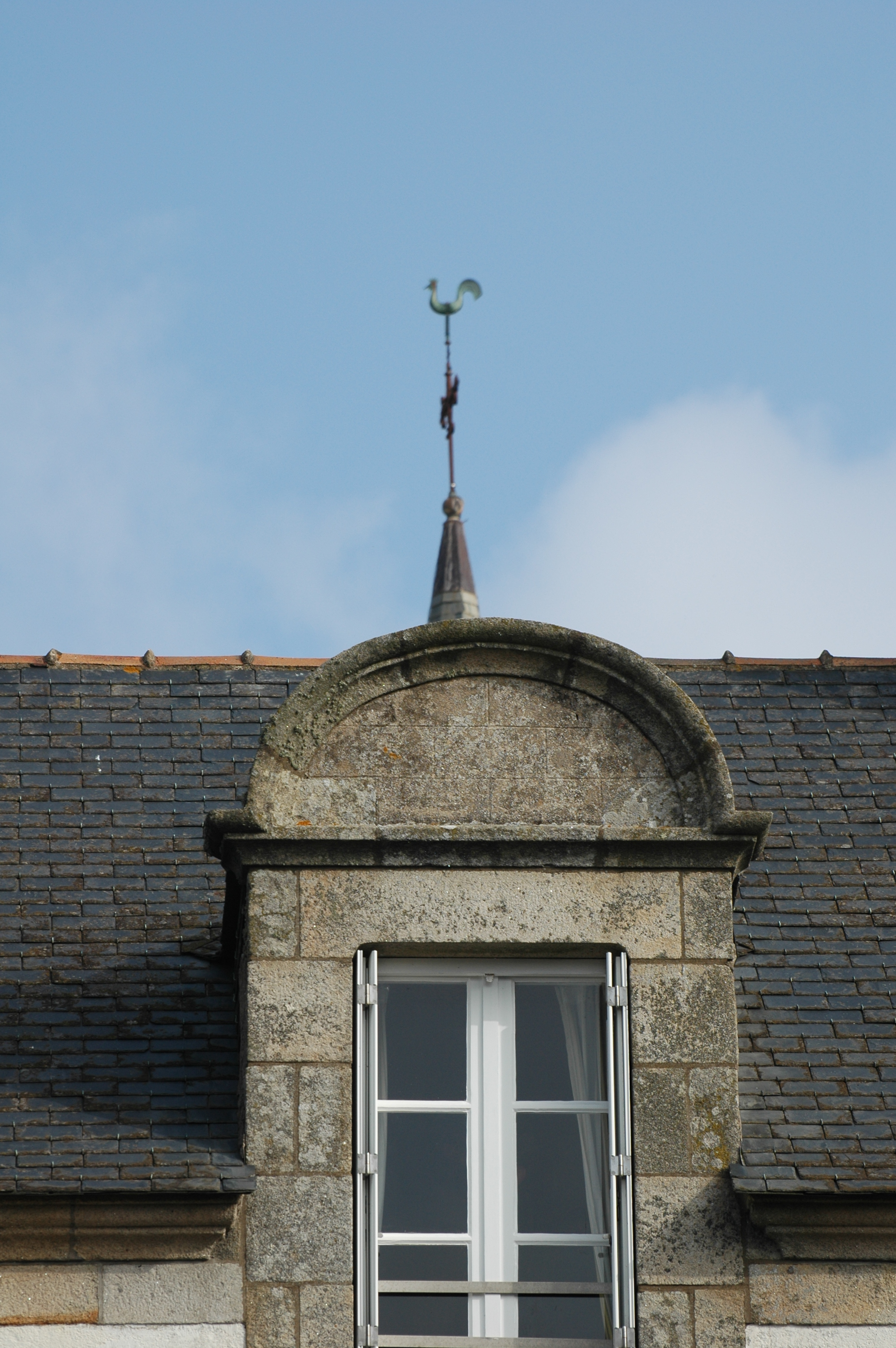
Lucarne et girouette.
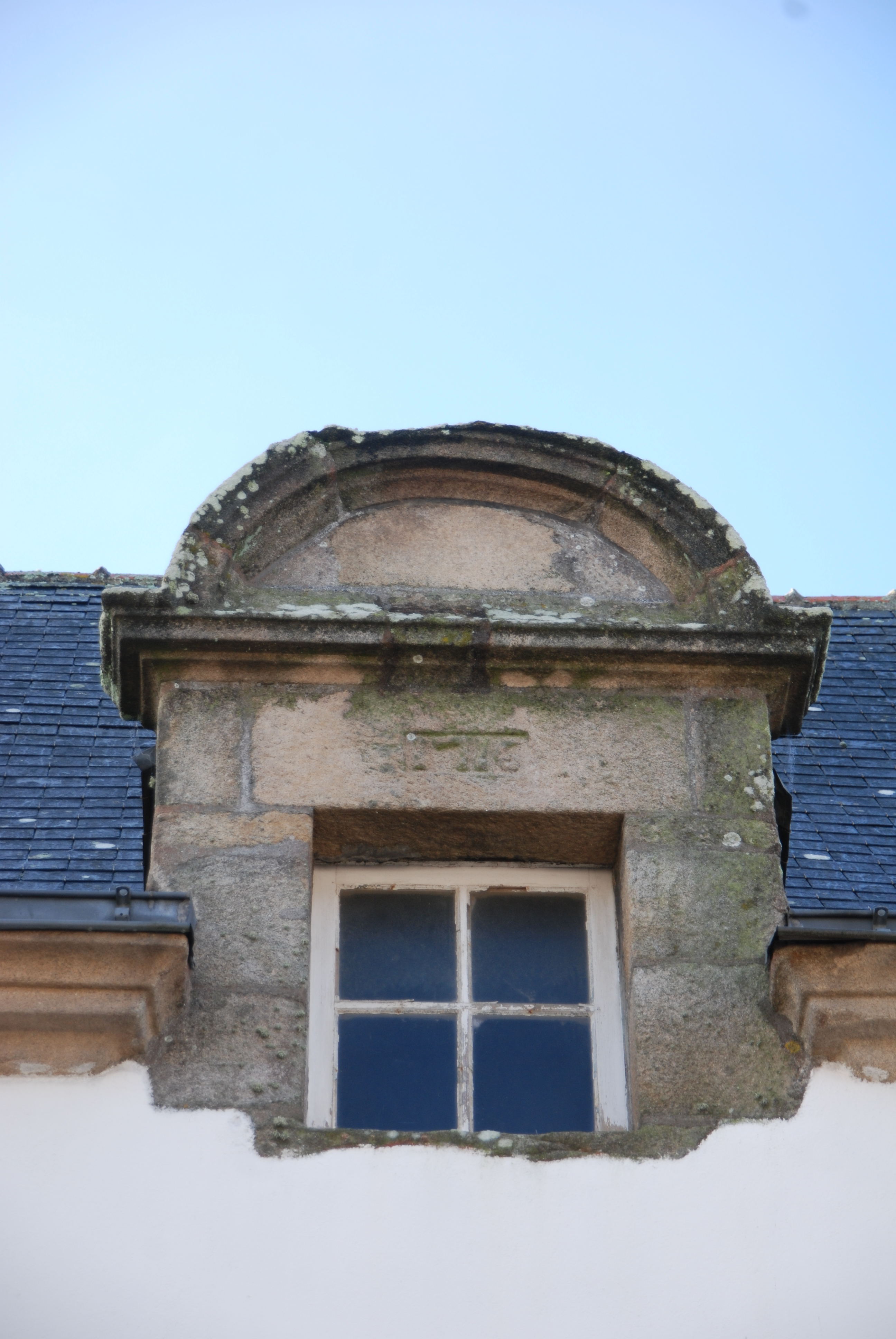
Lucarne de 1715.
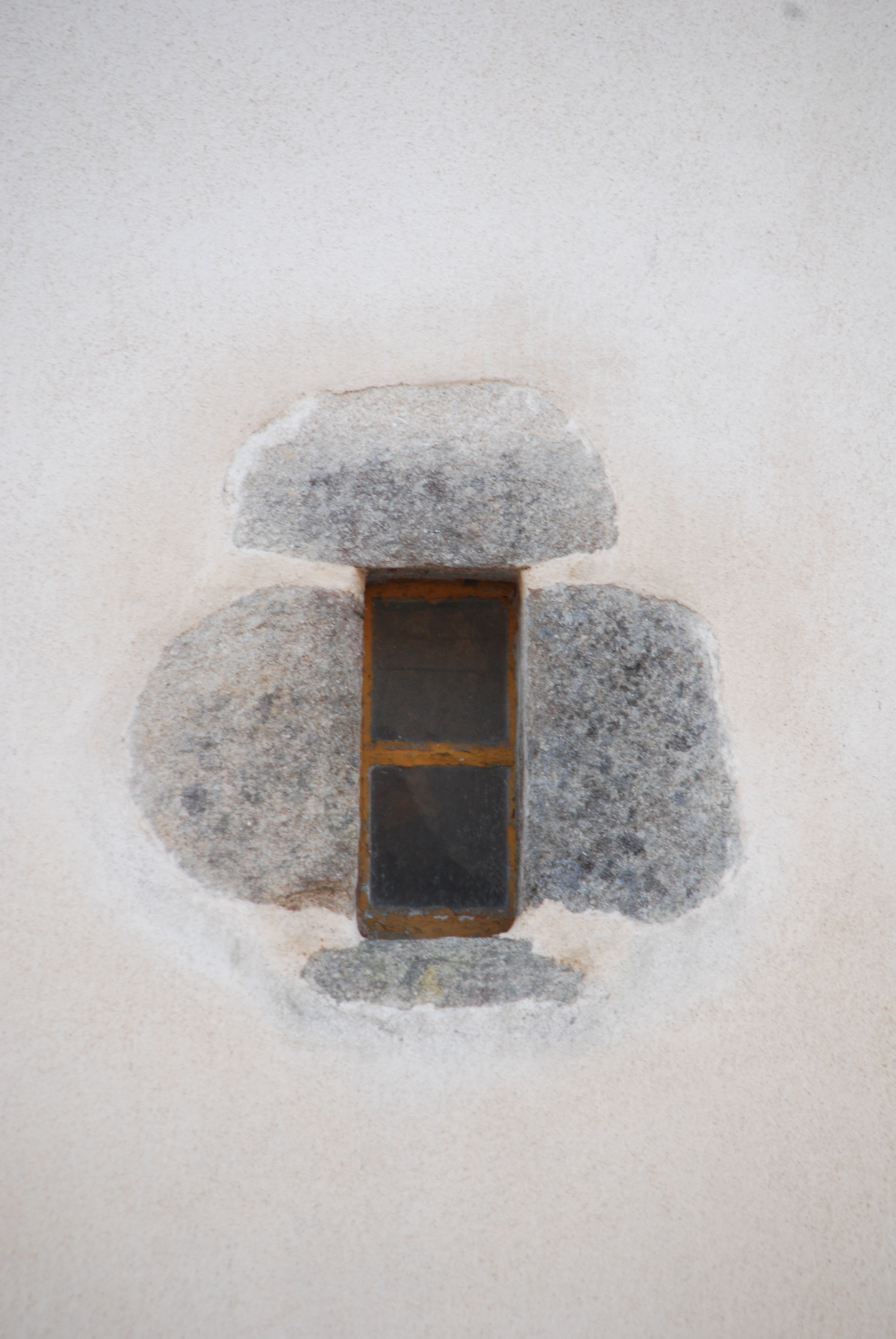
Petite fenêtre.
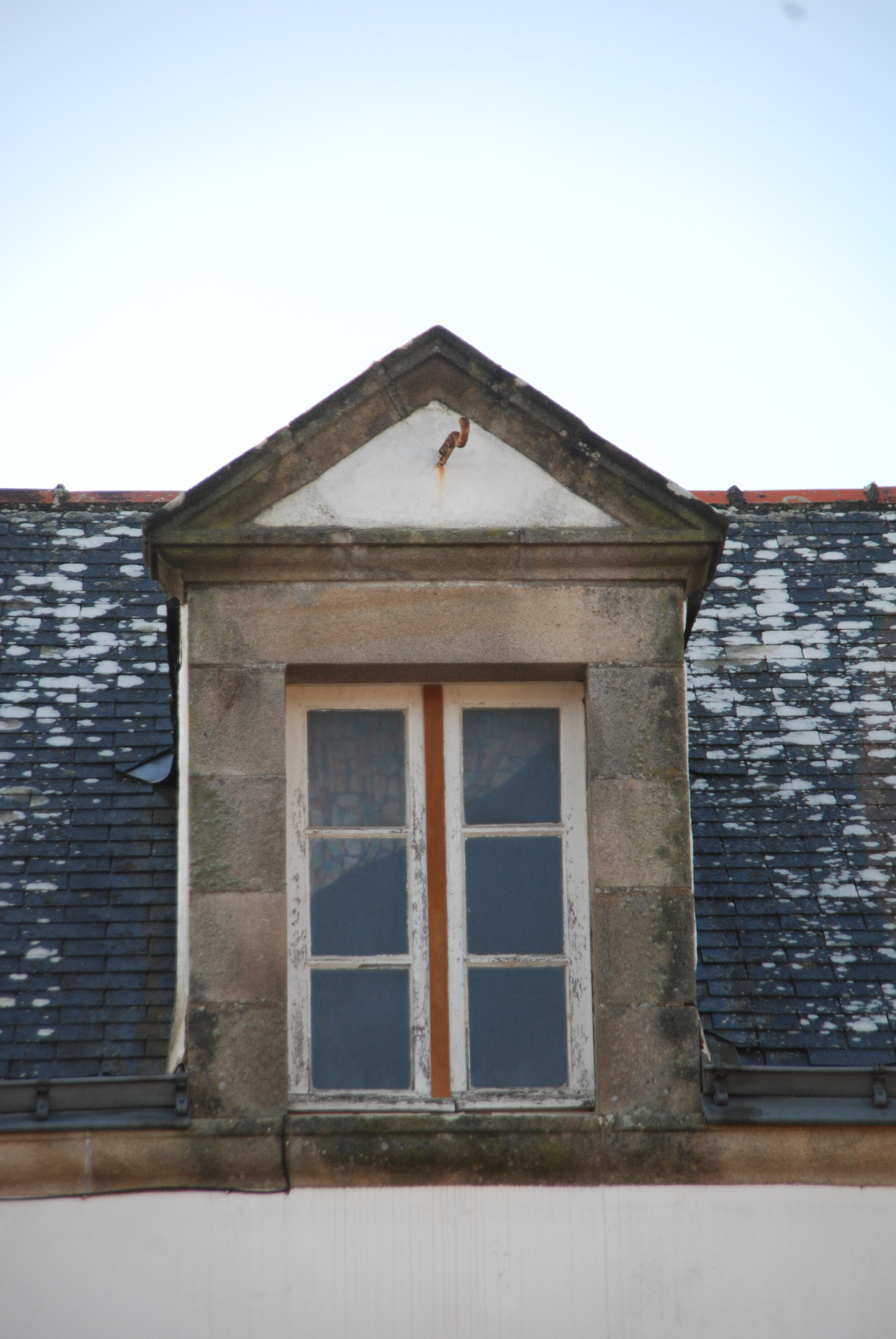
Lucarne de grenier.
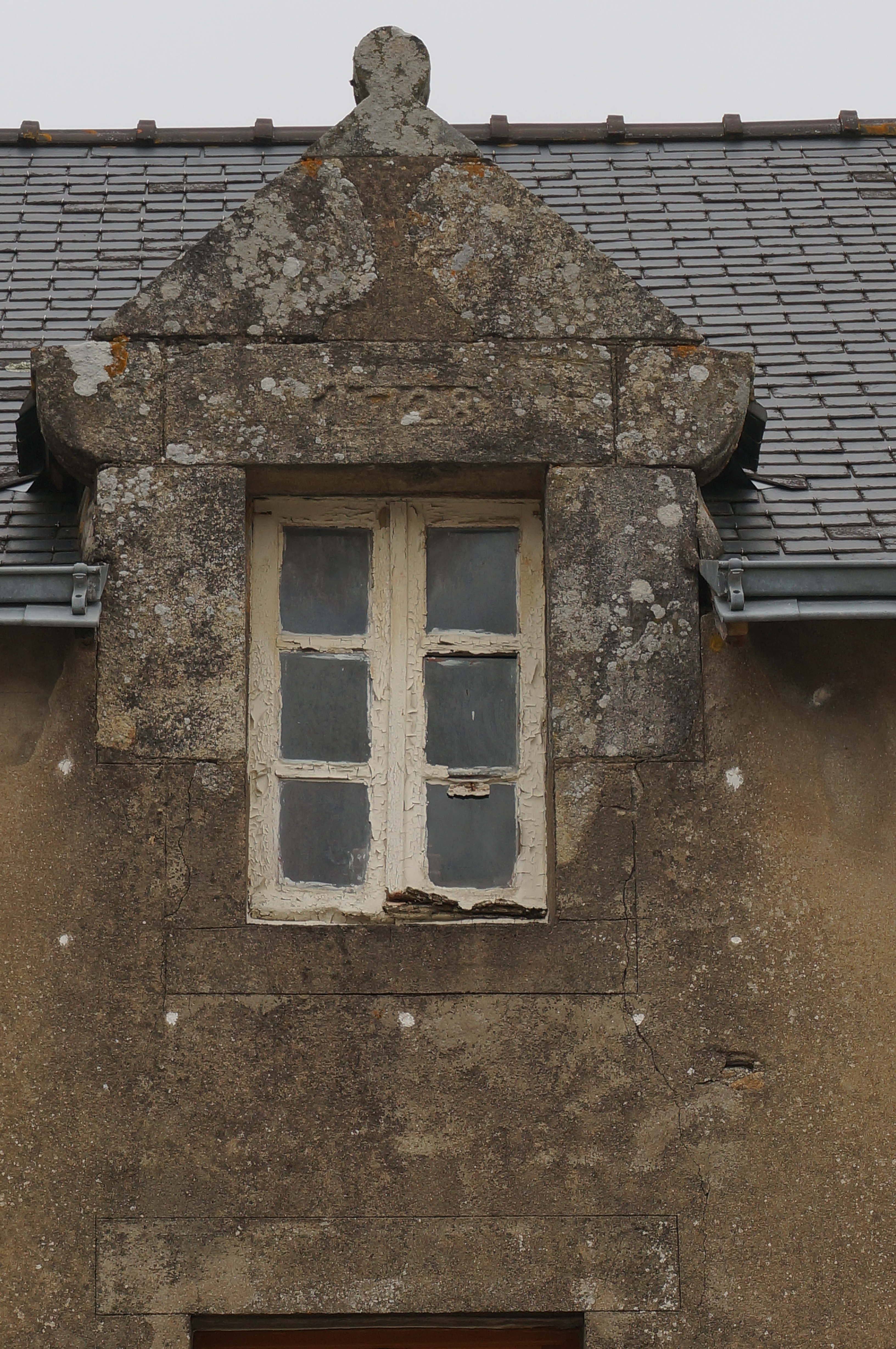
Lucarne de 1728.
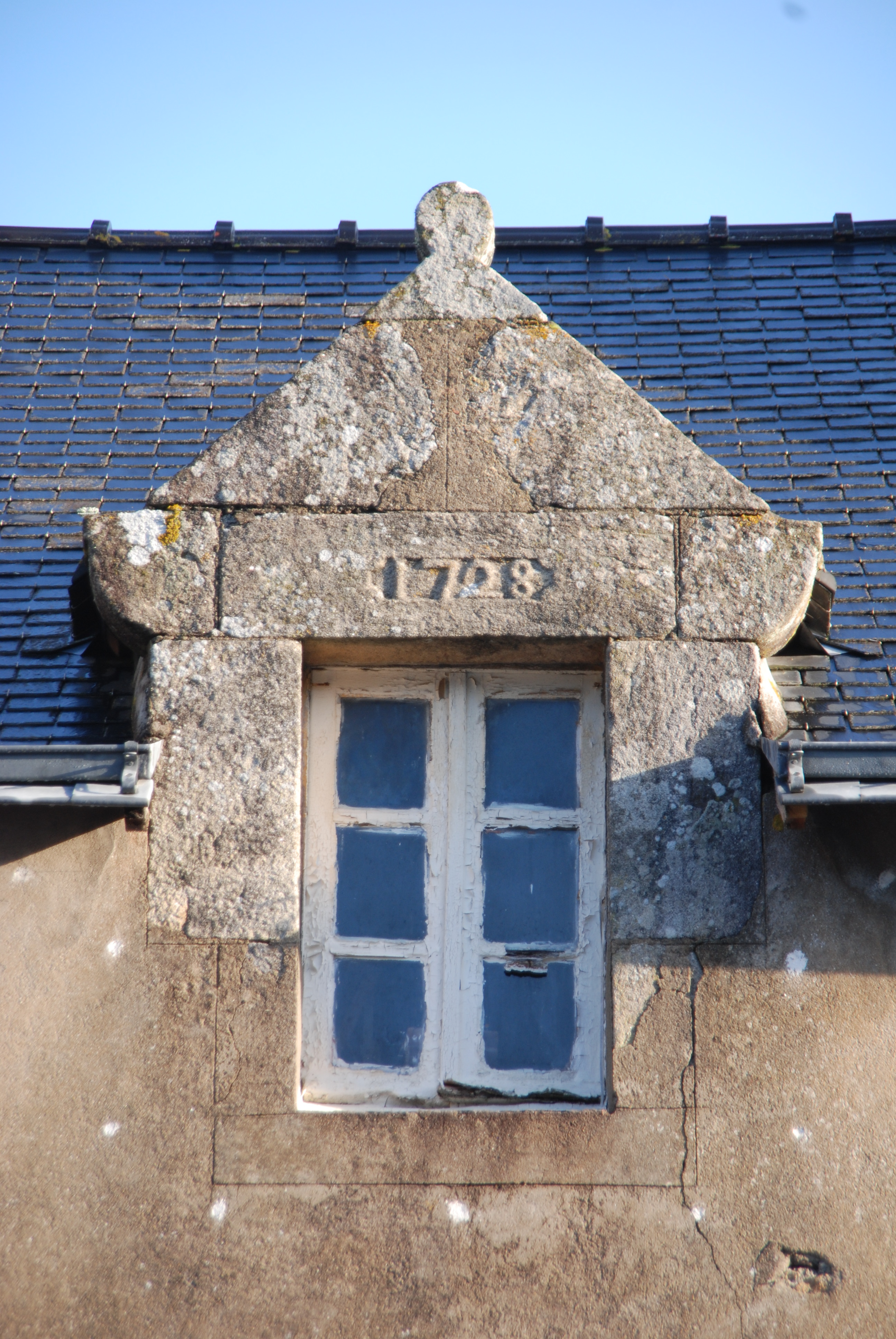
Lucarne de 1708.

Les maisons anciennes possèdent des murs dont l’épaisseur varie de 55 cm à 80 cm en fonction de l’époque de construction et du type de mur considéré, gouttereau ou pignon, ce dernier étant généralement aveugle. En revanche, le bâtiment en pierres de granit ne possède pas de fondation, érigé qu'il est sur un affleurement rocheux qui apparaît parfois à l’intérieur même du logement (Kervalet, Roffiat). Les murs extérieurs sont généralement blanchis à la chaux. Selon Gildas Buron, les murs gouttereaux ont été assez systématiquement protégés des infiltrations par une corniche depuis au moins 1716 à Batz-sur-Mer, la chapelle de Kervalet ayant adopté cette technique dès le XVIe siècle. Les édifices en pierre de taille sont peu courants ; la pierre apparente est réservée aux encadrements de portes, fenêtres et lucarnes, aux chaînages d’angle à compter du XVIIIe siècle et parfois à une niche de façade accueillant une statuette. Les lucarnes adoptent des formes variées ; les plus anciennes sont triangulaires, d’autres sont curvilignes ou semi-circulaires.
La maison paludière des XVIIe et XVIIIe siècles présente deux types distincts. L’un est un bâtiment bas à pièce unique, surmontée d'un grenier vaste destiné au stockage de la nourriture des animaux et du petit bois de chauffage. Le second type est représenté par des maisons à un étage, surmonté d’un grenier.
Les maisons des marais datées les plus anciennes sont situées à Trégaté (1634 et peut-être 1636).

#### Architecture balnéaire
Comme en Angleterre et dans d’autres villes françaises comme Biarritz, la mode de la villégiature balnéaire et du thermalisme — dont l’hydrothérapie est une variante — a été lancée par l’aristocratie, au XIXe siècle. Le Croisic accueille dès 1828 les amateurs de bains de mer comme en témoigne l’ouvrage d’Auguste Lorieux, Promenade au Croisic. Honoré de Balzac séjourne à Batz dans les années 1830, au Calme Logis, en compagnie de Laure de Berny. 
Les dunes de La Falaise, en limite de territoire avec le Croisic, accueillent à partir de 1853 un établissement de bains, à l’initiative de Louis Killian, carrier qui se reconvertit en baigneur. Il prend pour surnom «Valentin», prénom de son père, et donne son nom à la plage en bordure de laquelle est installé son établissement.

Architecture balnéaire (sélection).
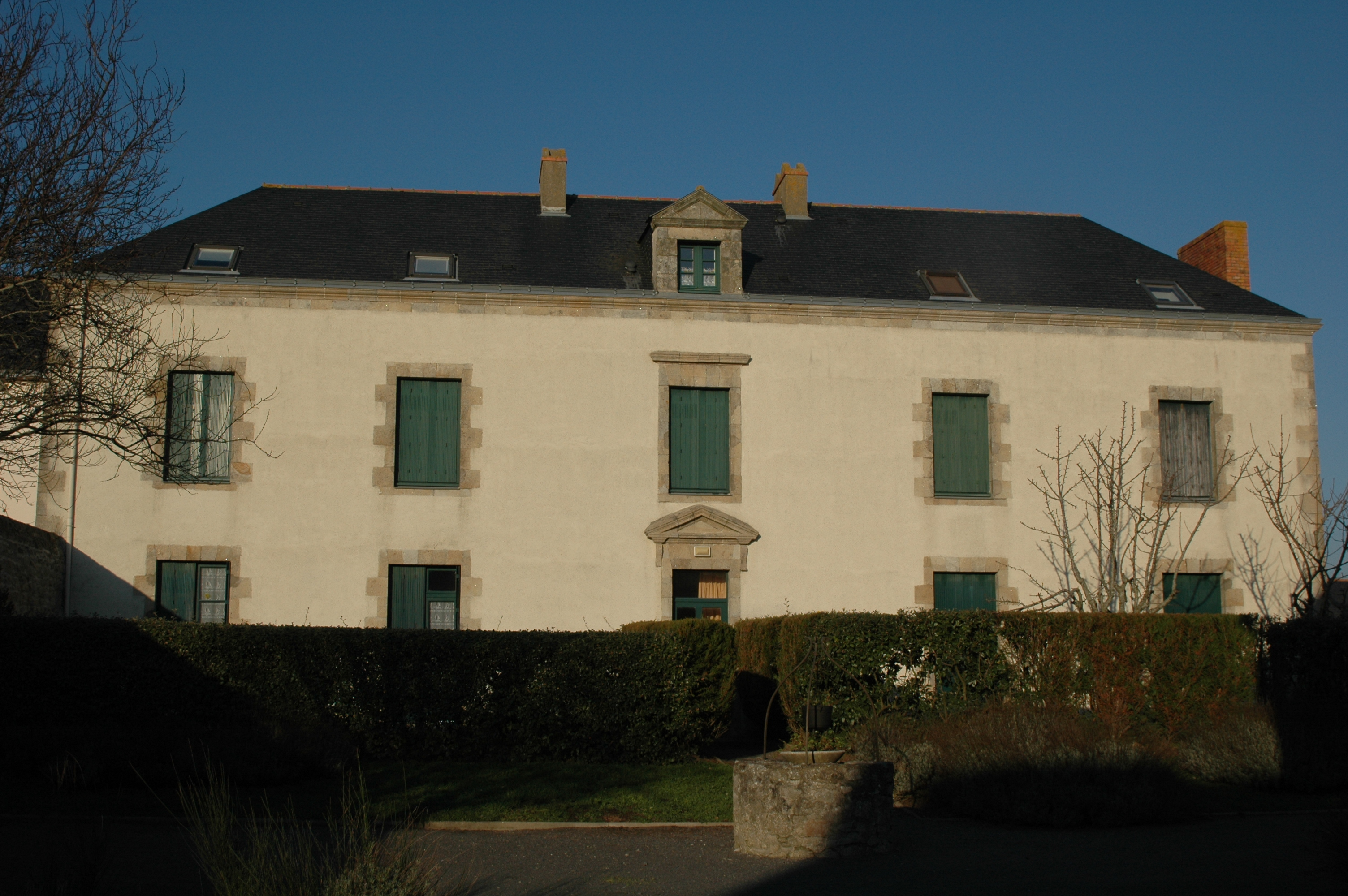
Le Calme Logis.
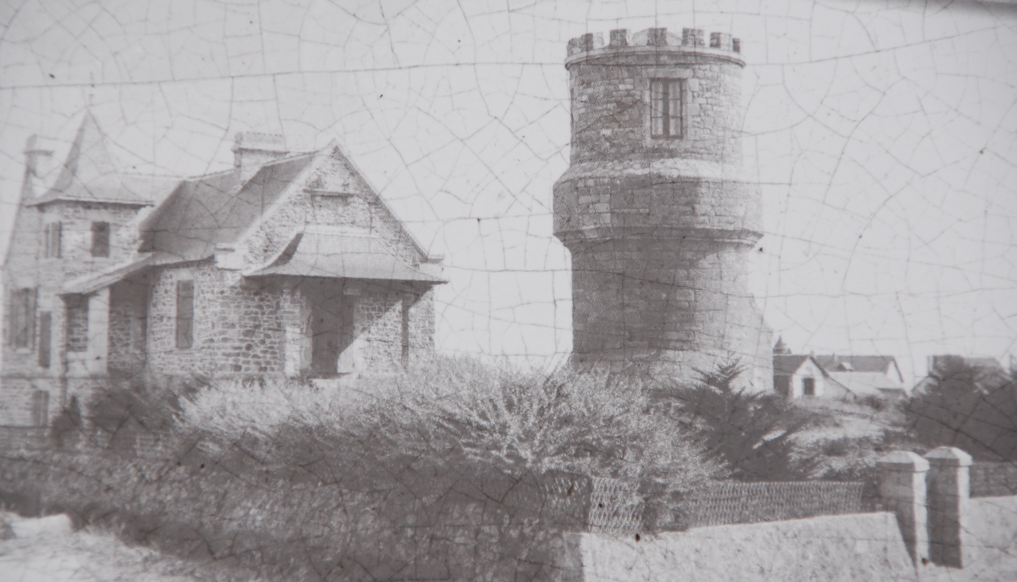
L'ancienne villa Prieuré Saint-Georges[Note 18].
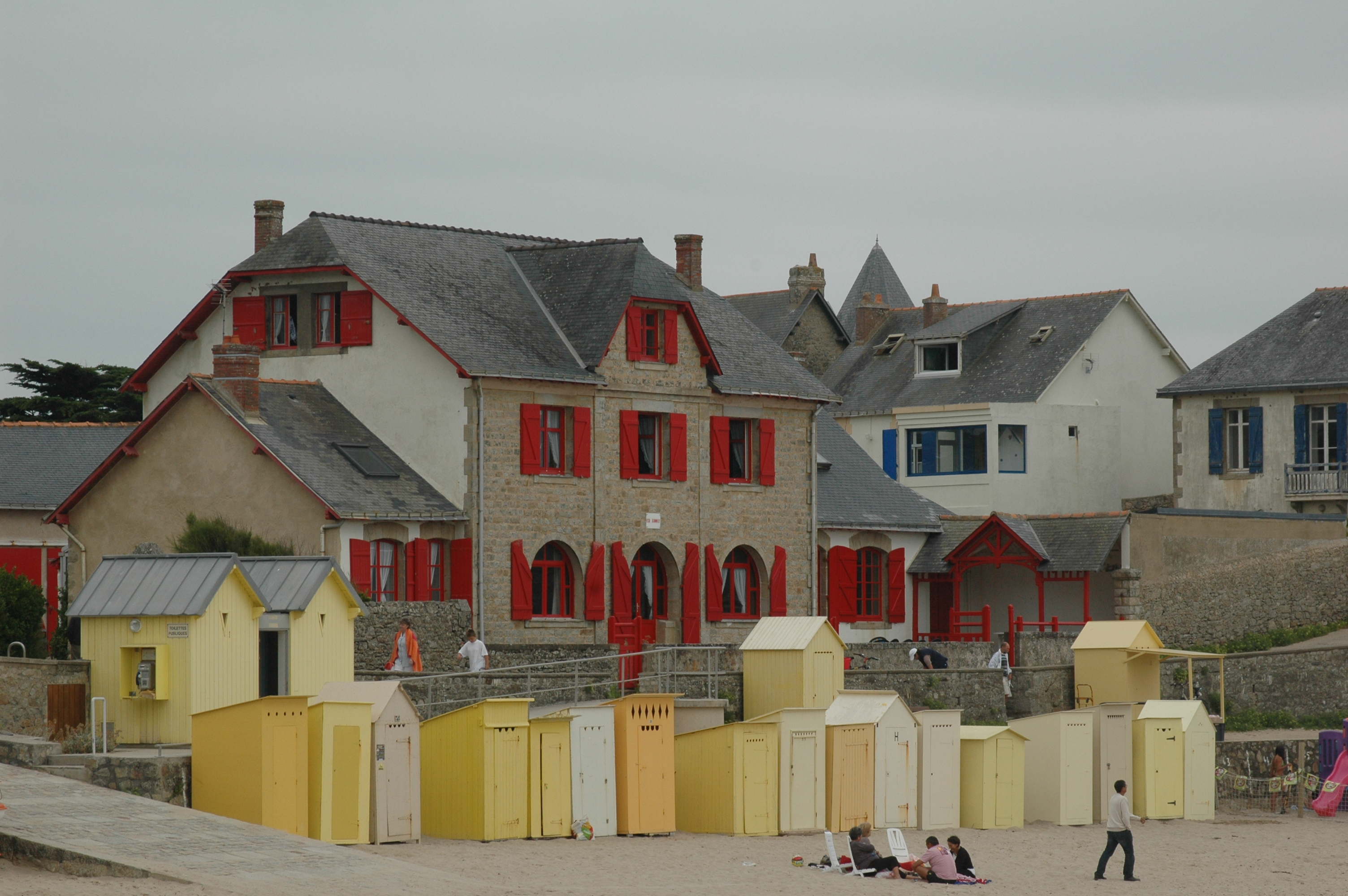
La villa La Roche-aux-Mouettes.
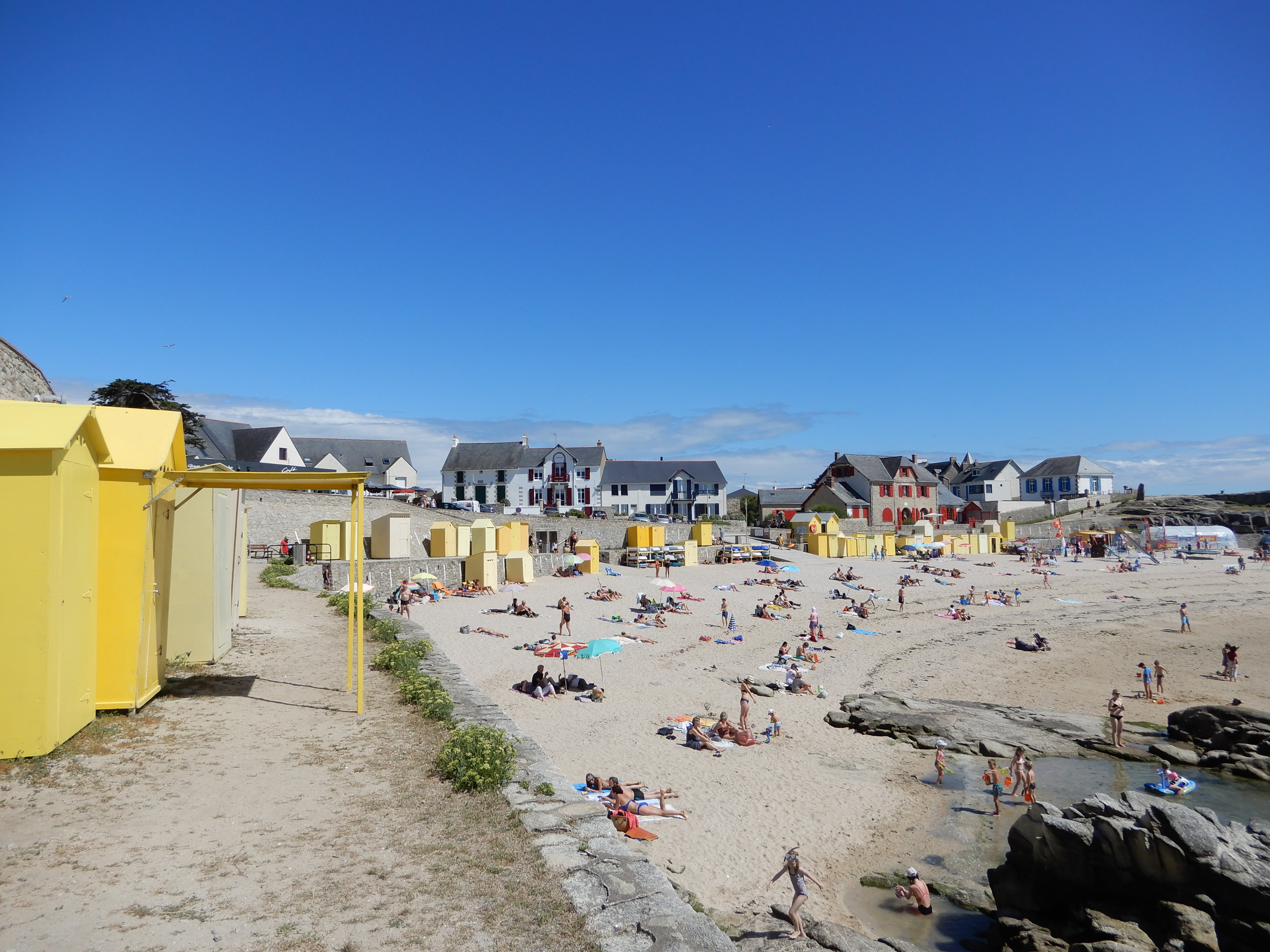
Batz-sur-Mer - Plage St Michel et ses cabines

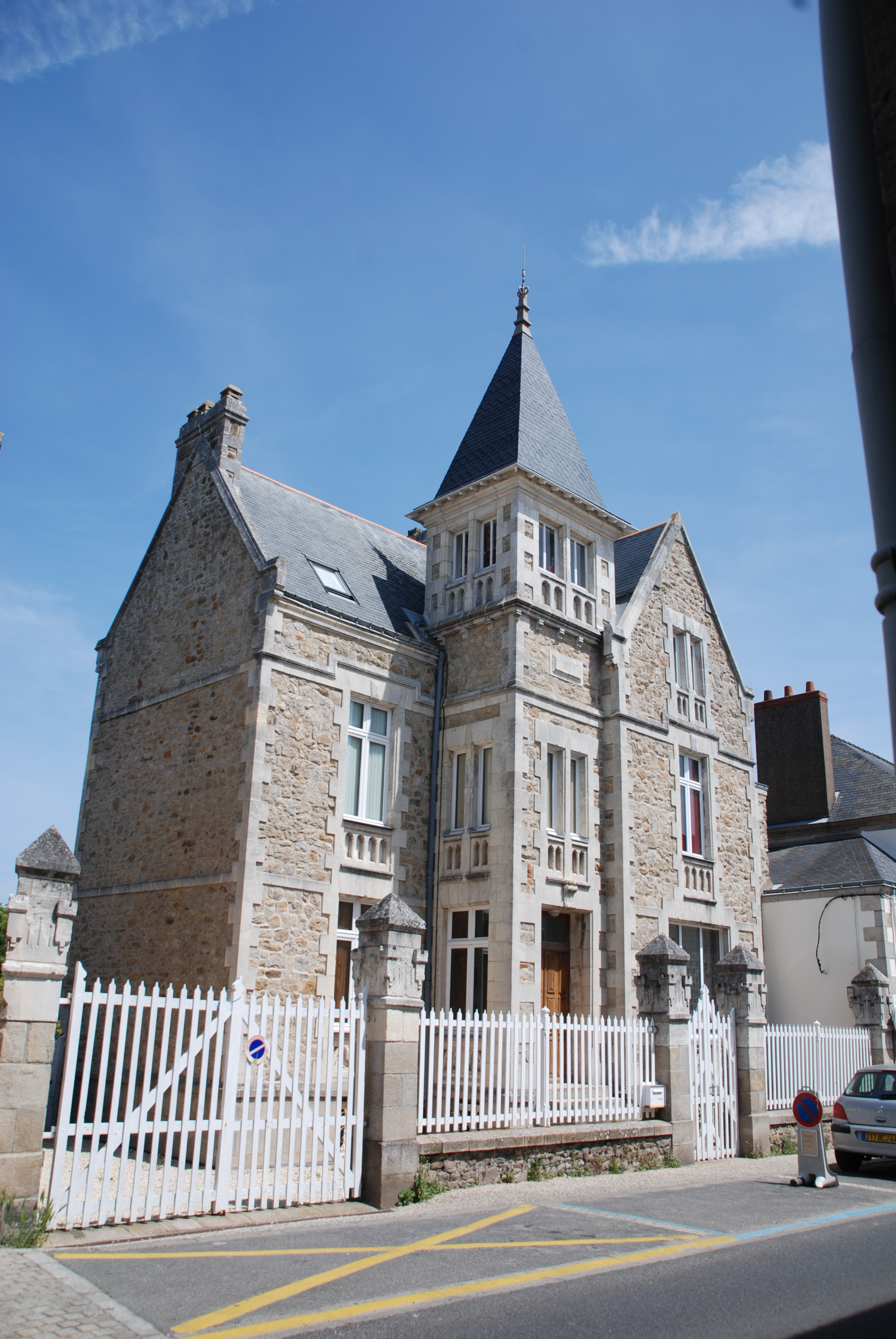
Villa Le Château, bâtie en 1889, par Jean-Baptiste Loiseau, capitaine au long cours nantais. Le clocheton permettait l’observation de la mer.

L'arrivée du train jusqu’au Croisic, avec arrêt à Batz-sur-Mer, en 1879 est déterminante pour le développement de l’attractivité des bourgs côtiers du nord de la Loire. À la fin du XIXe siècle, le Grand Hôtel de la plage, puis Régina Hôtel et Atlantic-Hôtel, est construit dans le style de l’établissement Deslandes du Croisic par Mme Boju de la Ménollière, sur le site de l'établissement de bains de Louis Killian. Celle-ci fait également édifier la villa dite « manoir de Landévennec » pour le médecin qui s’occupe de l’établissement. La construction de l’hôtel s’accompagne de la rédaction d’un véritable plan d’occupation d’urbanisme, où villas, parc d’agrément et établissements de soins se partagent l’espace entre océan et marais salants. Mais ce domaine, qui porte le nom de « parc de Beaulieu » ne voit pas le jour, miné rapidement par des problèmes économiques et définitivement enterré par le décès de Jean-Baptiste Boju et le début de la Première Guerre mondiale, qui mettent une fin provisoire à toute activité touristique. Seul l’hôtel Régina et quelques villas témoignent aujourd’hui de ce projet.
Avant la plage Valentin, dès 1885, la plage Saint-Michel s'était ouverte aux constructions des villégiateurs, suivie dès le début du XXe siècle, par les plages du Dervin, de La Dilane et de La Govelle.
Si l’escalier du manoir de Landévennec confirme ce goût pour l'architecture médiévale, le style néoclassique est représenté par la propriété Saint-Nudec, qui rappelle un petit château d’Île-de-France, alors que dès 1880, les villas La Tallique et la Roche-aux-Mouettes ont adopté un style résolument italien avec toiture-terrasse et balustrade,.
Le début du XXe siècle est également la période où les premiers sanatoriums et les premières colonies de vacances apparaissent sur la Côte sauvage. En 1923, sur un terrain offert par madame Vaucourt-Singer, dont elle est proche, mademoiselle Bonjean fait construire un « préventorium marin des Œuvres adoptives », reprenant ainsi le nom d'établissements déjà existants et dont elle assure la gestion.
La zone de protection du patrimoine architectural, urbain et paysager (ZPPAUP) créée en 2007, à l'instar de celles du Pouliguen (2001) et du Croisic (2006), tient compte du patrimoine balnéaire et des éléments qui le constituent tels que paysage, architecture et clôtures.

#### Statistiques actuelles
En 2011, le nombre total de logements dans la commune était de 3 892, alors qu'il était de 3 277 en 1999.
Parmi ces logements, 36,8 % étaient des résidences principales, 59,9 % des résidences secondaires et 3,3 % des logements vacants. Ces logements étaient pour 84,3 % d'entre eux des maisons individuelles et pour 15,5 % des appartements.
La proportion des résidences principales, propriétés de leurs occupants était de 72,9 %, stable par rapport à 2006 (72,4 %). La part de logements HLM loués vides était de 7,6 % contre 7,4 %, leur nombre étant constant 109 contre 105.
Des statistiques précédentes, il ressort que l'habitat en 2011 est essentiellement individuel, et que les immeubles collectifs sont une minorité.

### Projets d'aménagement
La révision du plan local d'urbanisme (PLU), commencée en 2002, s’est achevée en 2010, et a été approuvée par le conseil municipal du 4 juin de la même année. Il tient compte du projet d’aménagement et de développement durable (PADD) entériné par décision du 19 novembre 2004 et de la zone de protection du patrimoine architectural, urbain et paysager (ZPPAUP) créée par les délibérations du 26 octobre 2007. L’objectif de ce PLU est « […] la recherche […] d’un équilibre entre développement urbain, économique et préservation des espaces et milieux naturels […] ». Il doit également intégrer les attendus de la loi relative à l'aménagement, la protection et la mise en valeur du littoral dite « loi littoral » du 3 janvier 1986, compte tenu des particularités géographiques locales, et en cohérence avec la directive territoriale d'aménagement de l’estuaire de la Loire,.
La lecture du PADD permet de comprendre le détail des grandes orientations retenues par le PLU. Le plan d’aménagement souligne en effet la nécessité de développer l’offre de terrains constructibles, par l’intermédiaire de l’augmentation du coefficient d'occupation des sols (COS) du centre-ville et l’encadrement de la promotion de logements sociaux au sein des programmes privés. L’intégration d’une zone de protection du patrimoine architectural, urbain et paysager — dispositif instauré par la loi du 7 janvier 1983 — dans le PLU répond au besoin de protection de l’environnement et du patrimoine, par la règlementation des stationnements le long de la D45, le développement de parkings au sud du lieu-dit Poulan, et la création d’espaces verts. Du point de vue de la protection des activités traditionnelles — outil agricole et activité paludière — le PLU inscrit le magasin à sel appelé la Cathédrale en emplacement réservé.
Le développement du potentiel touristique et des activités industrielles, commerciales et artisanales influe également sur les orientations du PLU, qui doit répondre à une forte demande en hébergement touristique et aux aspirations économiques traditionnelles locales. Enfin, pour améliorer les voies d’accès et de transport, ainsi que les besoins en équipements publics, des aménagements prévoient la création de capacités de stationnement et de voies de circulation douce.

### Risques naturels
Compte tenu de la situation de la commune sur la façade atlantique, un plan de prévention des risques a été publié le 14 février 2011. Il concerne des risques d’inondation par submersion marine et de marées de tempêtes. Divers arrêtés de catastrophes naturelles ont d’ailleurs été pris pour des inondations, des coulées de boue et des chocs mécaniques liés à l’action des vagues survenus en janvier 1998, décembre 1999, mars 2008, février 2009 et février 2010.
Les inondations par les eaux marines se produisent lors des grandes tempêtes, entraînant des dégâts matériels et accélérant la dégradation des falaises,. La tempête du 13 janvier 1998 a détruit une portion de trente mètres de la jetée du port et a endommagé l’esplanade et la rampe Saint-Michel, ainsi que celle de la Govelle et les enrochements de Quiobert, provoquant également des inondations par les eaux marines dans la rue du Parc. Durant les tempêtes des 26 et 27 décembre 1999 — tempêtes Lothar et Martin — et des 27 et 28 février 2010 — tempête Xynthia — des rafales de, respectivement, 167 km/h et 160 km/h ont été enregistrées.
L’érosion des falaises n’est pas, au début des années 2010, un phénomène inquiétant, aucune altération d’escarpement rocheux n’étant recensée sur le territoire de la commune. Les phénomènes d’érosion constatés sont très réduits en profondeur, les zones habitées ou très fréquentées par les piétons formant tout au plus une bande d’une largeur de 10 à 30 mètres ; les secteurs les plus concernés sont les baies de la Govelle, de Quiobert et du Scal.
Les marais salants connaissent également le risque d’inondation lors de la conjonction de tempêtes et de marées de vive eau. La tempête de février 2010 a provoqué l’inondation du lotissement de la Herpe, point sensible situé en retrait de 100 mètres de la digue ; la route des marais no 3 a également été endommagée sur plusieurs dizaines de mètres, et des digues de marais se sont effondrées sur au moins 19 points, avec parfois des brèches supérieures à vingt mètres.
La commune est concernée par des aléas de retrait-gonflement des argiles pouvant fragiliser les fondations des bâtiments. Ces phénomènes sont provoqués par des variations de volumes de sols argileux soumis à des évolutions de la teneur en eau.
Batz-sur-Mer est soumise à des aléas faible et moyen face à ce risque, selon l'échelle définie par le Bureau de recherches géologiques et minières (BRGM).
La localité est située en zone de sismicité modérée de niveau 3 sur une échelle de 1 à 5 ; le risque sismique dans la Loire-Atlantique augmente de faible (niveau 2) au nord du département à modéré (niveau 3) au sud.

La plage Saint-Michel après l’échouage de l’Erika - Janvier 2000 (sélection).
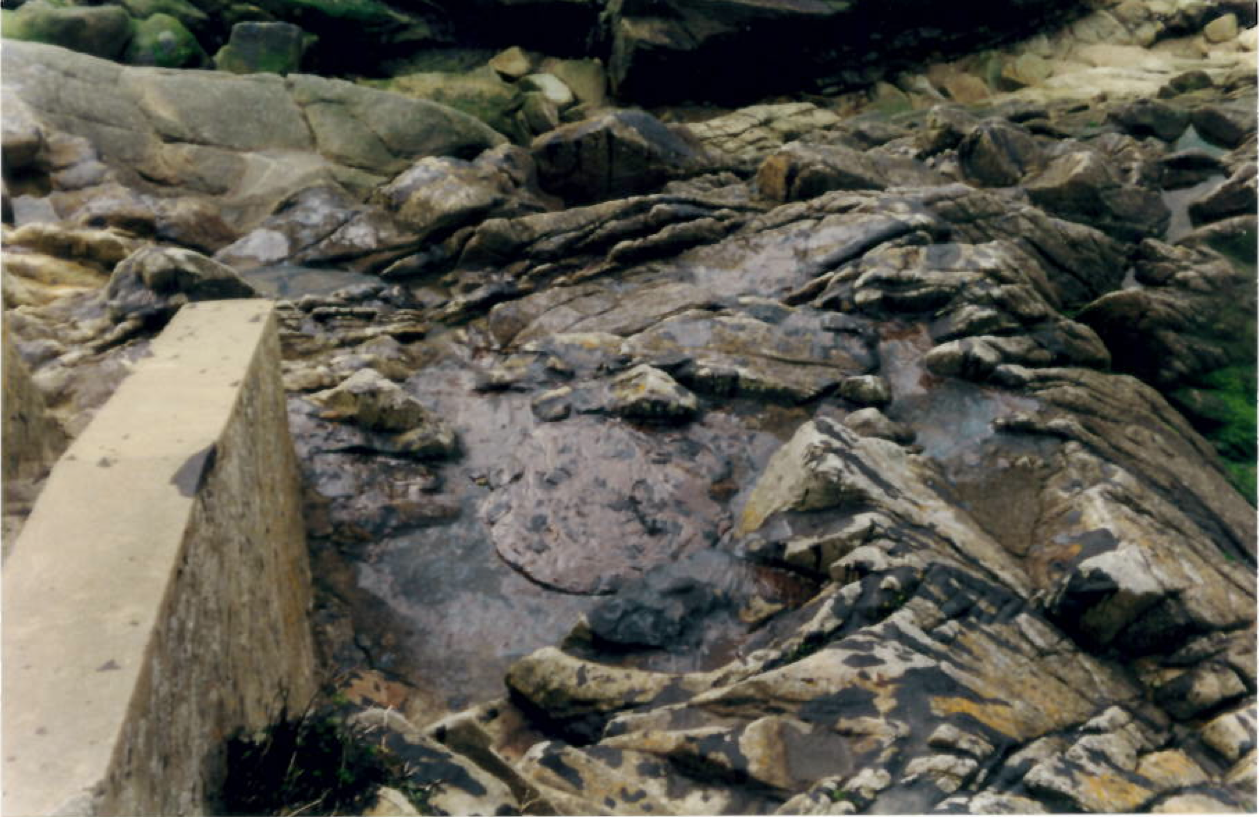
Dépôt de mazout dans le petit bassin.
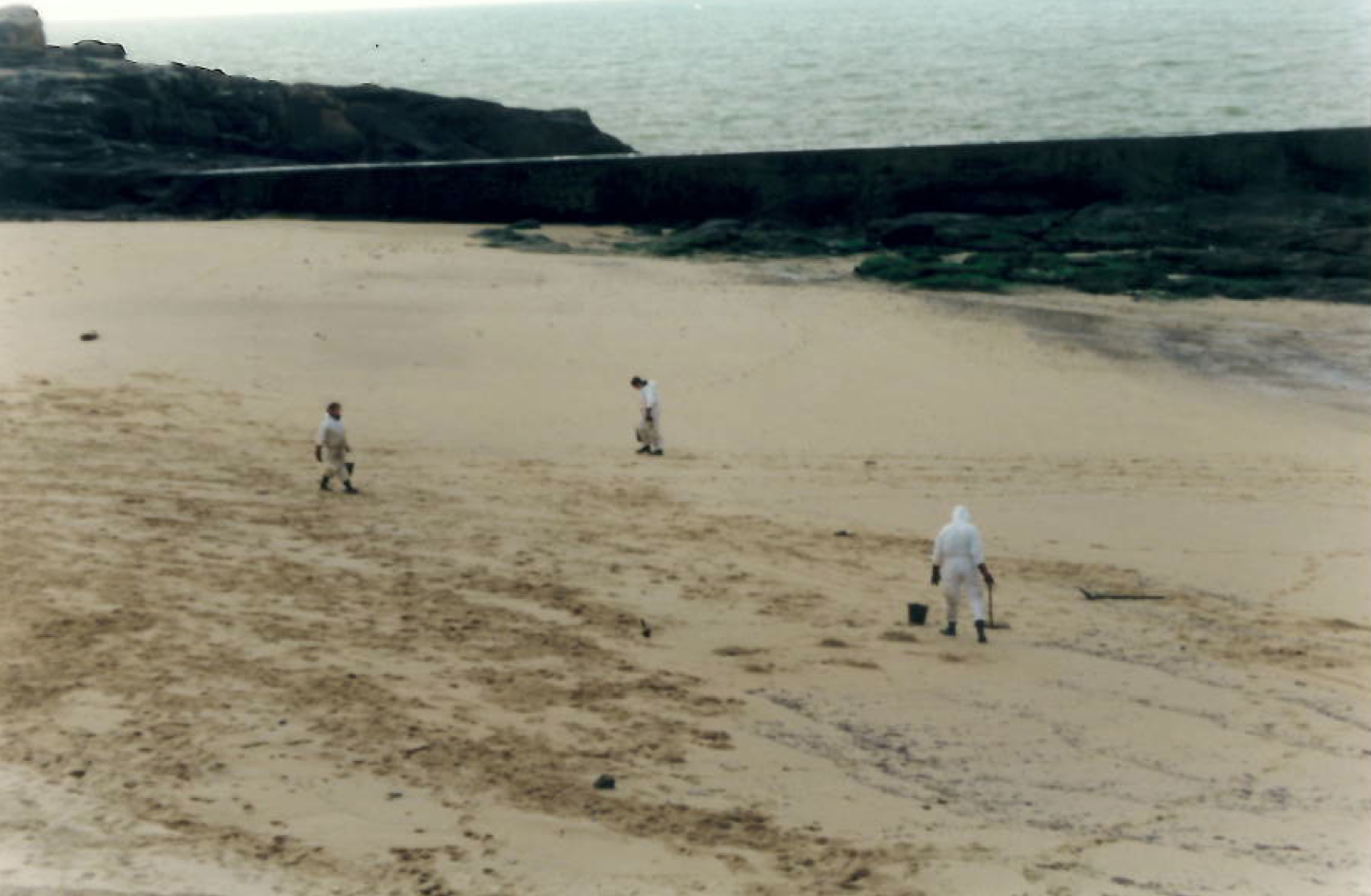
Nettoyage manuel.
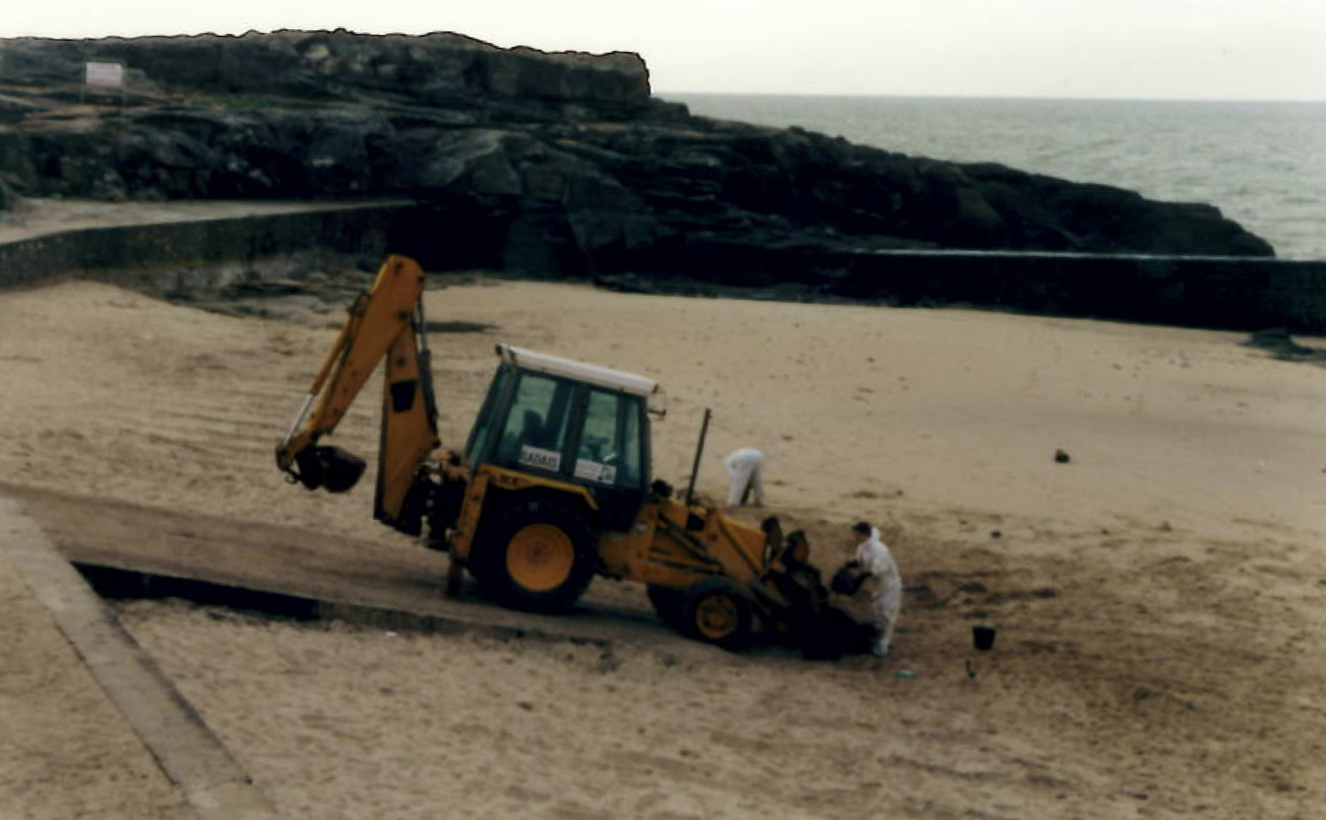
Tractopelle collectant le mazout.

Compte tenu de l’absence d’activités industrielles lourdes dans la presqu’île guérandaise, le risque lié au transport de matières dangereuses (TMD) n’est avéré que par le trafic de desserte routière. Il concerne essentiellement la route départementale D 245, et dans une moindre mesure les D 45 et D 774.
Néanmoins, le littoral départemental en général et communal en particulier a été fortement affecté par l’échouage du pétrolier Erika le 12 décembre 1999, preuve que le TMD par voie d’eau représente un risque non nul,.

## Toponymie
La commune est appelée Batz-sur-Mer [bɑ syʁ mεʁ] (nom français et officiel), Bourc'h-Baz [ˈbuχ ˈbɑːs] (nom breton),, et L'Bourr de Ba [lbur.də.bɑ̈] (nom gallo, écriture MOGA). Avant 1931, le nom officiel de la commune était Bourg-de-Batz ; ce changement de nom a eu lieu pour éviter des confusions avec la commune de l'île de Batz et, surtout, pour promouvoir le développement balnéaire de la commune. En breton on rencontre aussi la forme Baz-Gwenrann, où le deuxième élément désigne la ville voisine de Guérande.
Le nom de la localité est attesté sous les formes insula Baf en 854, Baf Montro en 855, Baf, Isle-de-Baas, Baz et Bath Wenran au IXe siècle, Uas en 869, Bath Uuenrann et Bath Uuenran au XIe siècle, Bath Guerran au XIIe siècle, Baz au 1287, Baaz en 1381, Baz en 1396, L'isle de Bas en 1449, Saint Guinolay de Batz en 1453, Bas en 1493 et en 1630, le Clocher du Bourg de Ras en 1763, Bourg-de-Batz en 1779, Batz en 1815, Bourg de Batz en 1850.
Son étymologie demeure très incertaine : le rapprochement avec celle de l'île homonyme du Finistère où saint Pol Aurélien fonde un monastère — puisqu'en breton bazh signifiant « bâton », ferait allusion au bâton de pèlerin du saint — est une hypothèse. L'étymologie pourrait également provenir de la racine bretonne baz (du latin bassus) signifiant « bas », « peu profond » faisant référence aux eaux peu profondes des environs. Cette dernière théorie semble être démentie par les formes anciennes de la toponymie du lieu : Baf (vers les VIIe et VIIIe siècles) ; Waz, Bafus ou Bafo (IXe siècle) ; Baas (XIVe siècle) ; Bas (XVe siècle).
Selon Fernand Guériff, la syllabe si ou sil « semble être un terme usuel pour désigner la saline ». On trouve ainsi dans les marais salants de Batz-sur-Mer le pont de Sihascouet, la bondre de Sidanvé et celles de Sialan, du Sigoff et de Sigadio, l’étier de Sibéron et celui du Sigo, la pointe de Sinabat et encore Simoine.

## Histoire

### Préhistoire et protohistoire

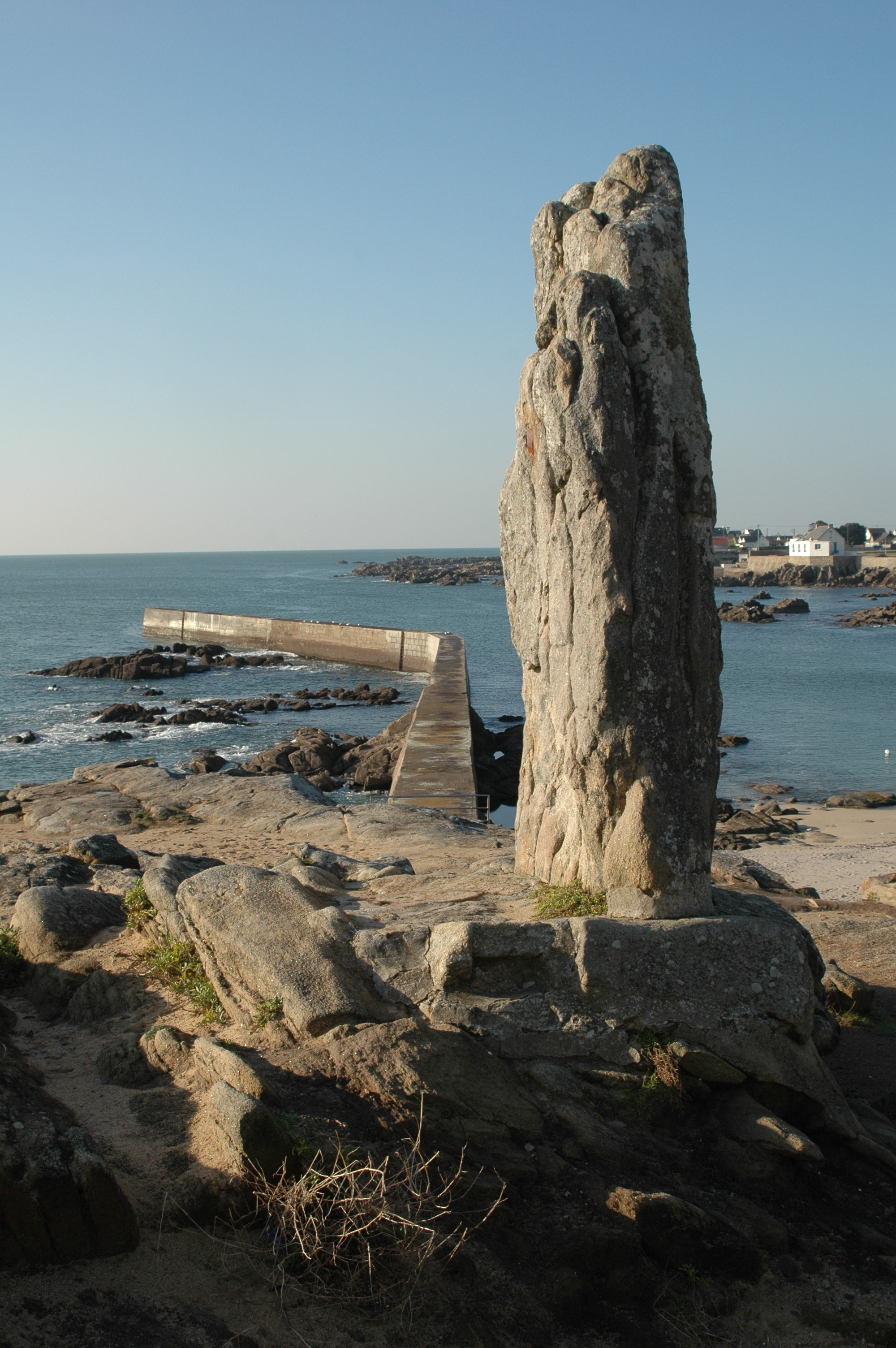
La Pierre Longue, à la plage Saint-Michel.

Lors de la construction de la voie ferrée de Saint-Nazaire au Croisic, des outils en silex datés du Paléolithique moyen (Moustérien), ont été trouvés dans une couche de tourbe sous les dunes, près du moulin de la Falaise. À cette occasion des restes d'éléphants antiques et de grands mammifères ont aussi été mis au jour, sans qu'on puisse, d'après les données disponibles aujourd'hui, établir de liens entre ces deux découvertes. D'autres silex du Moustérien ont été trouvés en place par Henri Quilgars dans le secteur de la plage Valentin. Ces trouvailles sont les plus anciens témoignages d'occupation de la presqu'île guérandaise.
La découverte d’un atelier de taille de silex atteste la présence de l’Homme sur la Côte sauvage entre 12 000 ans et 4 000 ans av. J.-C., c’est-à-dire à la fin du Magdalénien, période qui coïncide avec une période de réchauffement coupée de rechutes.
L’affleurement leucogranitique sur lequel est construite la chapelle de Kervalet a révélé 28 cupules et deux traits gravés à l’est de l’édifice et 9 autres cupules au sud du même bâtiment, vraisemblablement d’origine humaine. Les cupules — préalablement creusées à l’aide d’un outil en pierre, mais pour certaines reprises par un outil métallique — sont associées à des vasques naturelles. Cet élément permet à Emmanuel Mens d’envisager une chronologie protohistorique pour une partie des cupules observées.
Plus proche de nous, on trouve quelques mégalithes (époque néolithique) dans la commune, tels que le menhir de la plage Saint-Michel, appelé Pierre longue, utilisé comme amer, et la croix des Douleurs.

### Antiquité
À proximité immédiate de Batz-sur-Mer, sur le territoire de la commune du Pouliguen, la pointe de Penchâteau est fortifiée en oppidum vers 450 av. J.-C.. Les remparts d’un camp celtique protohistorique y sont classés par le ministère de la Culture,.
Si aucune trace de la présence romaine n’est encore attestée, « le parcellaire [entre le bourg et Kermoisan] est organisé en modules quadrangulaires orthogonaux réguliers, typique des territoires cadastrés par les géomètres et les arpenteurs de l’administration romaine […]. »

### Moyen Âge et époque moderne

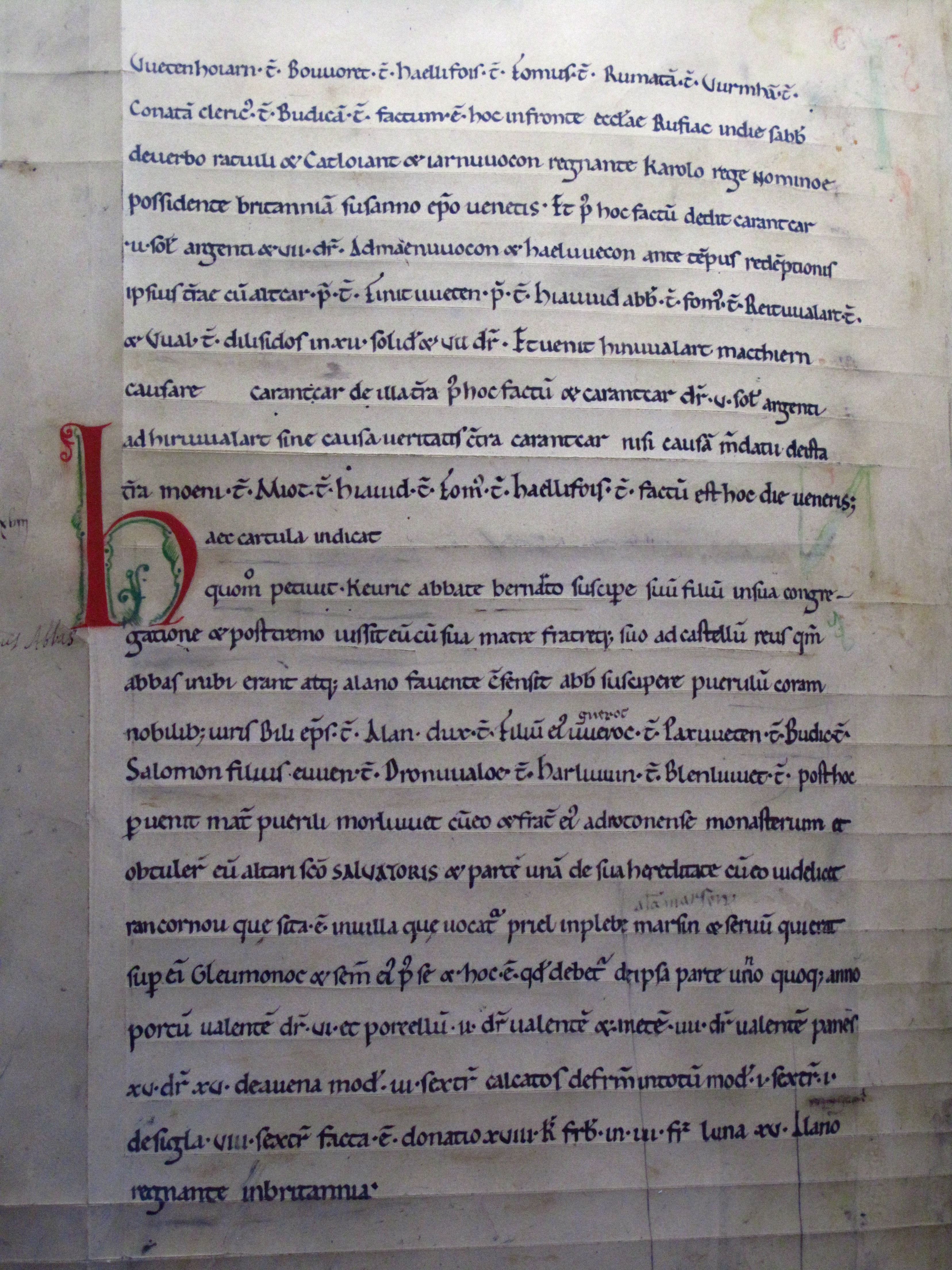
Page du cartulaire de Redon.

Le cartulaire de Redon, conservé aux archives historiques du diocèse de Rennes, atteste d’une population bretonne à Batz au haut Moyen Âge : « L’existence d'une population bretonne à Batz […], est confirmée par le cartulaire de Redon. Une demi-douzaine de chartes de la seconde moitié du IXe siècle conserve le nom de notables de l’île […]. » Ainsi la saline Sissal est attestée dans les chartes du IXe siècle avoir appartenu à Saluus, notable et propriétaire de salines, tout comme est mentionné Caté, du village de Trégaté.
En 843, avant d’attaquer Nantes, les Normands débarquent et se regroupent à Batz. Ils en sont chassés par le duc de Bretagne, Alain Barbe-Torte après 936, soutenu par l’abbé Jean de Landevennec ; le duc donne en 945 le territoire de Batz — l’île est alors appelée Bath-Uuernan, « Batz en Guérande » — à l’abbaye de Landévennec qui y fonde un prieuré dédié à saint Guénolé. La communauté est constituée d’un prieur, nommé par l’abbaye mère, qui est responsable d’une petite communauté monastique. Les religieux favorisent par la suite le développement de la région en se consacrant aux cultures et à l’entretien des marais salants, et relancent le commerce du sel. L'administration civile de l'agglomération est assurée par Le Croisic.
À partir de 1450, Batz-sur-Mer fait partie du domaine d’Isabelle d'Écosse, duchesse consort de Bretagne entre 1442 et 1450, par son mariage avec François Ier de Bretagne. Le prieur de l’abbaye bénédictine, qui dépend de celle de Landévennec, est alors Jean de Kerguz, premier chapelain du duc François Ier à cette même époque. Dans la seconde moitié du XVIe siècle, six religieux animent le prieuré qui est, de fait, passé sous la domination de la famille de Kerguz, originaire de Cornouaille. En effet, à Jean de Kerguz, toujours en fonction en 1475 à l’époque de la construction de la nouvelle église, succède Pierre de Kerguz, second degré de la dynastie.
En cette seconde moitié de XVe siècle, la paroisse relève de plusieurs autorités et influences, tant religieuses que civiles.
L’évêché de Nantes n’hésite pas à intervenir dans la gestion de la paroisse, l’une des plus riches de son territoire. En 1478, Pierre du Chaffault se déplace en personne jusqu’au Croisic, qui, tout comme Le Pouliguen, fait partie de la paroisse de Batz.
Un clergé nombreux, que dirige un vicaire perpétuel auquel le prieur délègue la charge des âmes, en assure le fonctionnement.
Si le nombre d’ecclésiastiques n’est pas connu, il est suffisamment important pour justifier la constitution d’une confrérie placée sous l’invocation du Saint-Sacrement, déjà mentionnée en 1460.
Les notables laïcs possèdent, à cette même période, une influence importante. La gestion du domaine temporel leur revient et une trentaine de notables délèguent deux des leurs, chaque année, pour les représenter : les procureurs de la fabrique.
Si certains sont des bourgeois, que l’on retrouve dans l’administration du Croisic qui entame l’affirmation de son autonomie vers 1460 en dominant de sa puissance financière maritime la communauté paroissiale, d'autres sont des nobles, tel Alain Bouchart vers 1430, ou Jean Bouchart vers 1470, ou encore Michel Le Pennec, seigneur de Kerdour (Batz) et de Lauvergnac (Guérande), officier de finances du duché de Bretagne.
La famille Bouchart, dont sont issus les seigneurs de Kerbouchart à Batz, est au service du duché de Bretagne depuis au moins le XIVe siècle. Elle comprend, outre Alain Bouchart, auteur des Grandes chroniques de Bretaigne publiées en 1514, des soldats, des marins — Nicolas Bouchart est amiral de Bretagne au XIVe siècle — ou receveur de Guérande.

### Révolution française et Empire
La paroisse Saint-Guénolé de Batz a longtemps couvert toute la presqu'île du Croisic, correspondant à l'ancien canton du Croisic.
Le Croisic, ancienne trêve paroissiale, est érigée en paroisse de plein droits par lettres patentes royales de février 1764 — Louis XV règne alors sur la France — et Le Pouliguen devient une commune indépendante en 1854 par séparation de la commune de Batz, après avoir été érigée en paroisse en 1820.
Le 2 février 1790, François Montfort, alors recteur de la paroisse de Batz, devient le premier maire de la commune. Sa démission est acceptée au mois d’août suivant. Refusant de prêter le serment constitutionnel, il doit se cacher. Il rentre clandestinement dans sa paroisse à l’automne 1796, et demeure protégé par la population. « Le peuple attaché à son culte, désire ardemment le retour de M. Monfort. En se rendant à ce vœu, ce prêtre ne peut qu’augmenter la tranquillité, et donner un bon exemple utile au gouvernement républicain […] » écrit le 30 octobre 1796, M. Aubré, commissaire exécutif du canton de Batz.

### Époque contemporaine

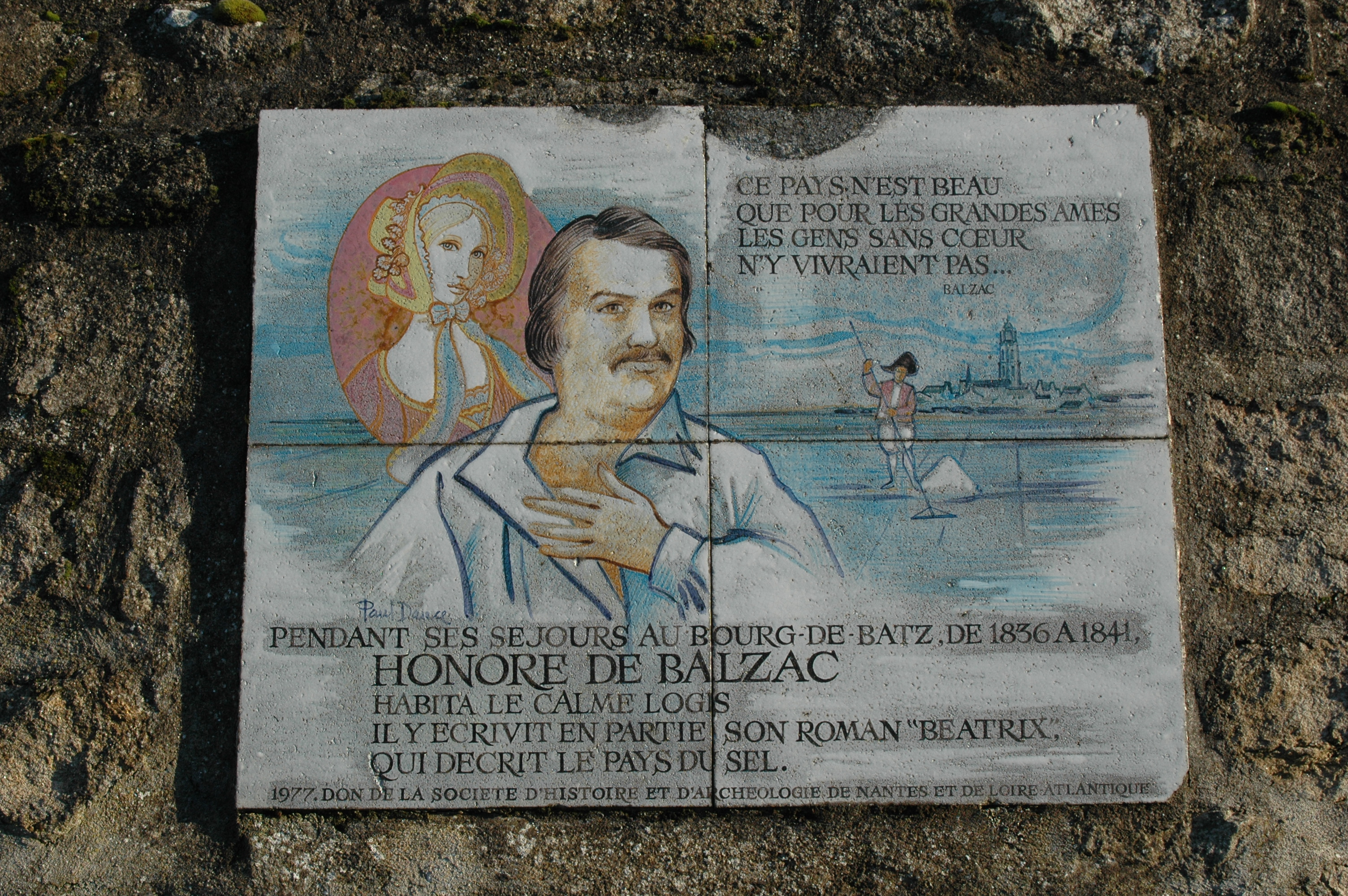
Les séjours d’Honoré de Balzac au Calme Logis.

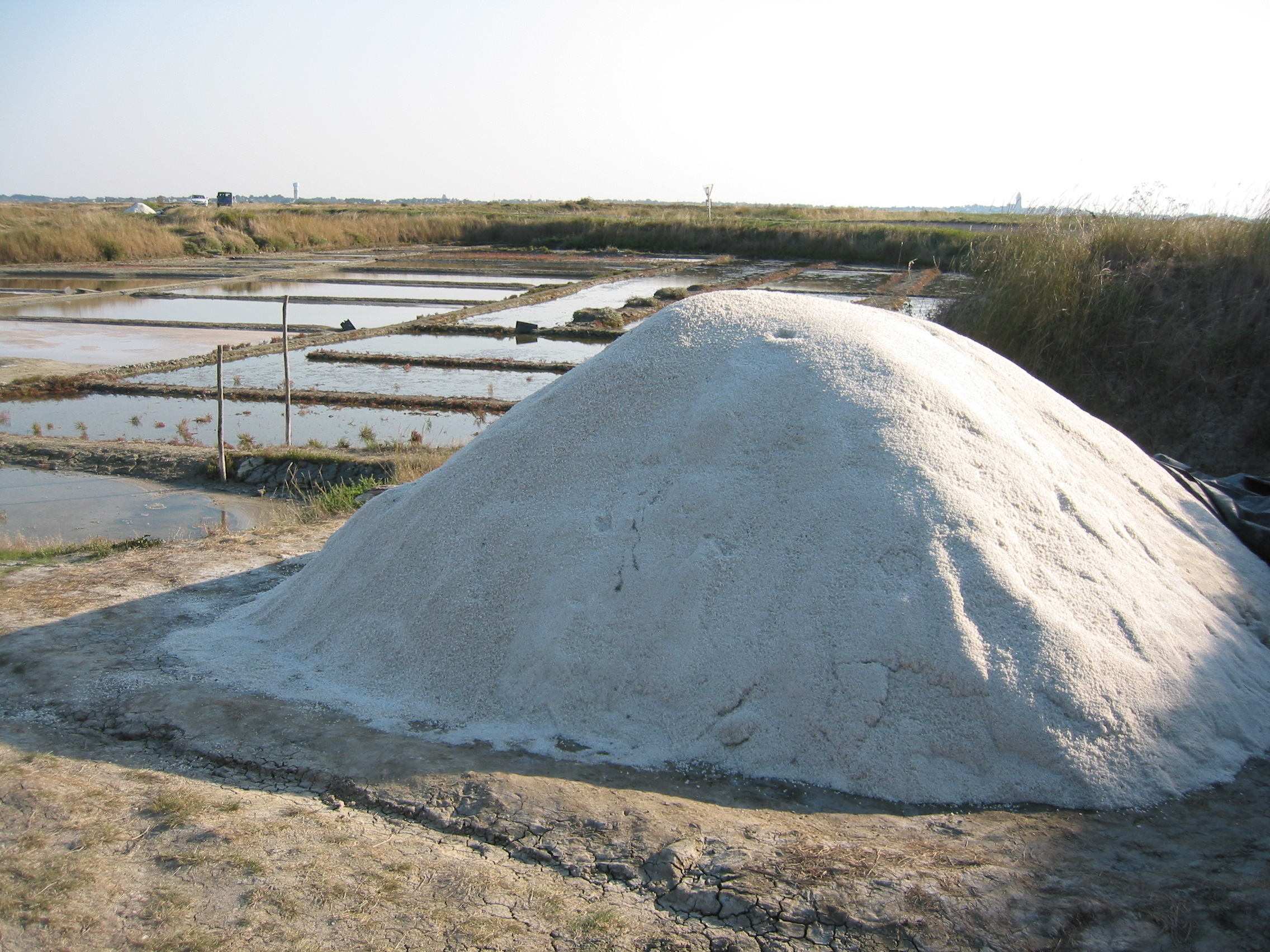
Mulon de sel dans les marais de Batz-sur-Mer.

Dans les années 1830, Balzac séjourne avec Laure de Berny à Batz dans la maison de Madame de La Valette, le Calme Logis. Il y écrit Un drame au bord de la mer, court récit romanesque qui inspira Marcel L'Herbier en 1920 pour son film L'Homme du large, et qui a pour cadre Le Croisic et la Côte sauvage (« Grande Côte »), ainsi qu'un roman, Béatrix, dont l'action se déroule à Guérande.
En 1844, Pitre-Chevalier décrit les paludiers de Batz :

« Les paludiers de Batz sont prodigieux à voir le dimanche avec leur taille majestueuse, leur blonde tête saxonne [sic], leurs souliers jaunes, leurs larges culottes blanches, leurs amples vestes superposées, leur manteau à la Charles-Quint et leur grand chapeau relevé sur l'oreille ; ou bien pendant la semaine, dans les marais ou sur les grandes routes, maniant le laz ou conduisant leurs mules aux grelots sonores, le sarrau blanc sur la culotte blanche, avec le fouet en bandoulière. »

En 1874, Anatole Roujou écrit que les paludiers habitent trois ou quatre grands villages depuis les temps les plus reculés, se marient entre eux et ne parlent pas le breton, ajoutant que la tradition les fait venir du nord de la Suède.
En 1887, Adèle Pichon, une religieuse, fille de paludier, fonde un des premiers musées d'art et de traditions populaires de Bretagne, nommé musée des anciens costumes. Fermé en 1970, le musée est rouvert en 1984 sous le nom de « musée des marais salants ».
À la fin de la Seconde Guerre mondiale, à cause de l'existence de la Poche de Saint-Nazaire, l'occupation allemande se prolonge à Batz comme sur l'ensemble des localités voisines de l'estuaire durant neuf mois de plus d'août 1944 au 11 mai 1945, la reddition effective de la poche intervenant trois jours après la capitulation de l'Allemagne.
Les années 1960 voient un projet immobilier et de rocade routière se développer, au détriment des marais salants et des traicts.
Cette situation se produit alors que la filière économique salicole est en régression, la dépression se traduisant par le recul du commerce et de la production — crise récurrente depuis la Révolution et les guerres de l’Empire qui perturbent le commerce maritime vers le Nord de l’Europe —, en lien direct avec la diminution du nombre des sauniers et des surfaces exploitées. Depuis le XIXe siècle et le développement d'un marché intérieur français irrigué par le chemin de fer et dominé par les Salins du Midi, l’activité salicole des côtes atlantiques est affectée, même si Batz qui contrôle l’essentiel du négoce du pays guérandais, résiste encore. De plus, le développement des procédés frigorifiques dans la conservation des denrées modifie les usages du sel,.
En parallèle de ce phénomène économique, la pression foncière sur le littoral s'intensifie, en réponse à l’urbanisation croissante des bassins d’emploi proches que sont Saint-Nazaire, voire Nantes, et à la demande immobilière de tourisme. Enfin, la politique d’aménagement du territoire de la DATAR nouvellement créée (1963) accentue la transformation et le remodelage des territoires afin d’équilibrer la répartition des activités — et de la richesse nationale — sur l’ensemble de l’Hexagone ; ceci se traduit localement par l’exigence du développement des infrastructures routières de l’axe Saint-Nazaire - Le Croisic, qui passe par La Baule.
La résistance qui s’organise dès le début des années 1970 préfigure le futur économique, culturel et environnemental des années 2010. Elle regroupe « des paludiers, des riverains, des environnementalistes et écologistes, des universitaires et des militants bretons » et voit la création de pas moins de 17 associations, rassemblées pour onze d’entre elles en un collectif associatif.
Les résultats obtenus participent à la préservation et à la conservation des marais salants ; les filières professionnelles qui lui sont attachées se réorganisent et serviront de modèle pour les salines du Sud de la Loire. L'action relance également la production et la commercialisation du sel, favorisant la reconnaissance des spécificités locales par la création de labels. Elle permet le développement de la valorisation touristique et culturelle de la zone, et la reconnaissance de l’importance économique des marais salants par l’Administration et le monde politique.
Elle aboutit enfin à la création de zones de protection du patrimoine naturel, couvrant une zone humide protégée par la convention de Ramsar (voir infra le développement relatif au patrimoine naturel).

## Politique et administration

### Situation administrative
Batz-sur-Mer appartient au canton de La Baule-Escoublac, qui compte six communes et 43 284 habitants au recensement de 2012 ; depuis mars 2015, Gatien Meunier et Danielle Rival sont les conseillers départementaux.
La commune est rattachée à l'arrondissement de Saint-Nazaire et à la 7e circonscription de la Loire-Atlantique, dont le député est Sandrine Josso (LREM), depuis 2017.

### Tendances politiques et résultats
Batz-sur-Mer présente un profil politique contrasté, privilégiant les candidats de droite aux élections présidentielles et aux élections législatives. En revanche, l’édition de 2010 des élections régionales voit la victoire d’un candidat de gauche, et en 2014, les élections municipales ont porté au pouvoir une liste divers gauche. Les électeurs ont moins voté pour le candidat de gauche que le reste du département lors des dernières élections régionales (61,24 % pour Jacques Auxiette dans la Loire-Atlantique contre 51,27 % à Batz-sur-Mer).

#### Élections présidentielles les plus récentes
Lors du second tour de l'élection présidentielle de 2007, Nicolas Sarkozy, UMP, élu, avait obtenu 55,35 % des suffrages et Ségolène Royal, PS, 44,65 % des suffrages ; le taux de participation était de 86,07 %.
Lors du second tour de l'élection présidentielle de 2012, François Hollande, PS, élu, avait obtenu 46,71 % des suffrages et Nicolas Sarkozy, UMP, 53,29 % des suffrages ; le taux de participation était de 85,00 %.
Lors du second tour de l'élection présidentielle de 2017, Emmanuel Macron, EM, élu, obtient 70,91 % des suffrages et Marine Le Pen, FN, 29,09 % des suffrages ; le taux de participation était de 76,29 %.

#### Élections municipales les plus récentes
Le nombre d'habitants lors du recensement de 2006 étant compris entre 2 500 et 3 499 habitants, le nombre de membres du conseil municipal est de 23.
Lors des élections municipales de 2008, tous les conseillers municipaux ont été élus dès le premier tour ; le taux de participation était de 73,02 %. Danielle Rival, UMP, est élue maire de la commune.
Lors des élections municipales de 2014, les 23 conseillers municipaux ont été élus au second tour, avec un taux de participation de 68,60 % ; la liste LDVG présentée obtient deux sièges au conseil communautaire. Adeline L'Honen est élue à la tête de la municipalité.

### Liste des maires
Quatre maires seulement se sont succédé depuis 1977 :
| Période    | Période                   | Identité                | Étiquette    | Qualité                                                                                                |
| ---------- | ------------------------- | ----------------------- | ------------ | --- |
| mars 1977  | mars 2001                 | Pierre Le Berche        | PCF          | Professeur de lycée professionnel retraité, maire honoraire                                            |
| mars 2001  | avril 2014                | Danielle Rival          | RPR puis UMP | Comptable Conseillère régionale (2004 → 2015) 7e vice-présidente de Cap Atlantique (2008 → 2014)       |
| avril 2014 | mai 2020                  | Adeline L'Honen         | PS           | Cadre financier Conseillère régionale (2004 → 2015) 7e vice-présidente de Cap Atlantique (2014 → 2020) |
| mai 2020   | En cours (au 27 mai 2020) | Marie-Catherine Lehuédé | SE           | Enseignante en gestion 3e vice-présidente de Cap Atlantique (2020 → )                                  |

### Instances judiciaires et administratives

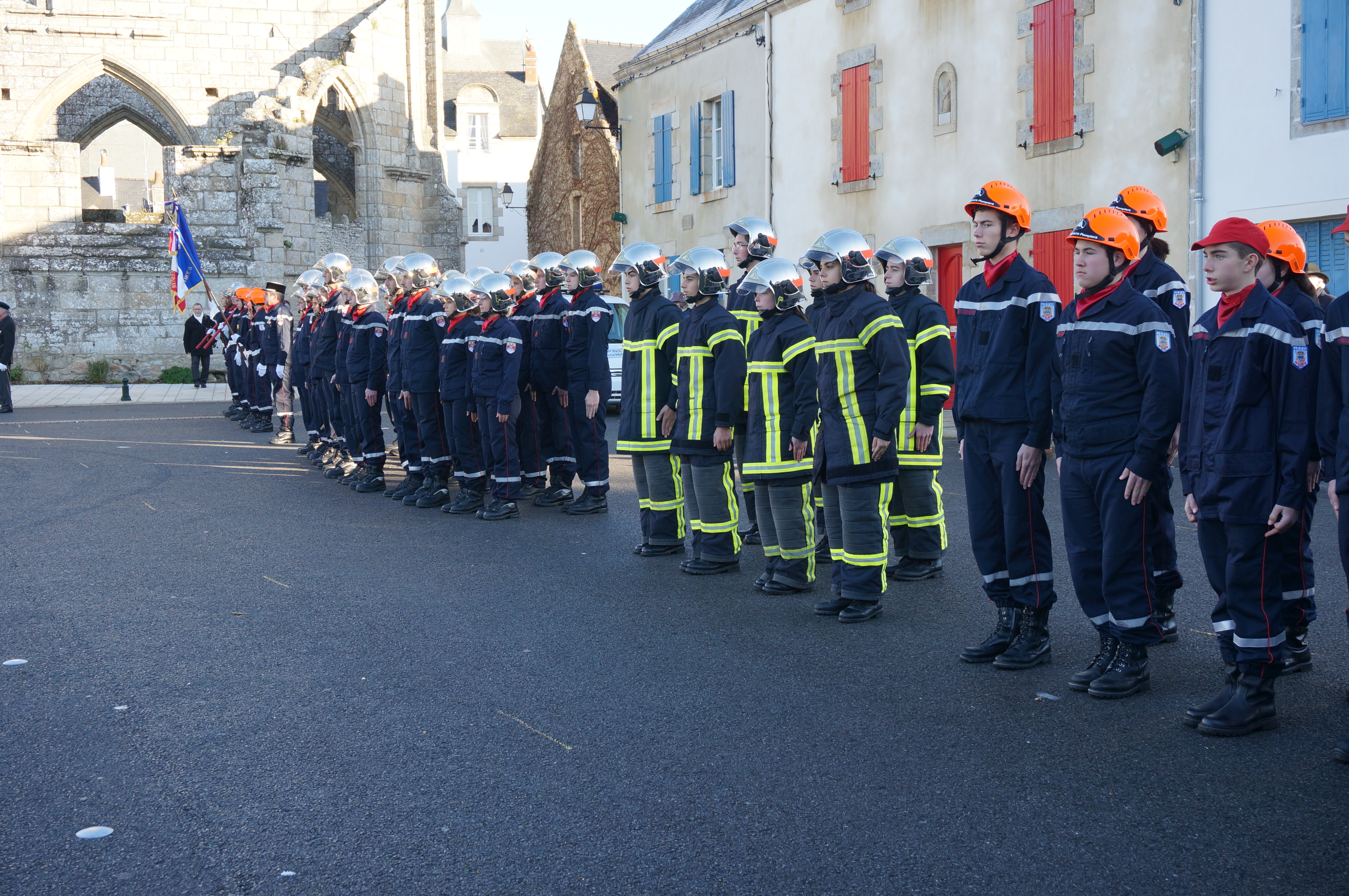
Célébration de la Sainte-Barbe, le 14 décembre 2014, sur la place du Mûrier.

Dans le ressort de la cour d'appel de Rennes, Batz-sur-Mer relève de Saint-Nazaire pour toutes les juridictions, à l'exception du tribunal administratif, de la cour administrative d'appel et de la cour d’assises, situés tous les trois à Nantes.
La commune se trouve dans la circonscription de gendarmerie de Saint-Nazaire et la brigade de proximité la plus proche est celle du Croisic.
La brigade de sapeurs-pompiers de Batz-sur-Mer et du Pouliguen est basée au Pouliguen.

### Politique environnementale

#### Ordures ménagères
Au regard de la loi du 13 juillet 1992 relative à l’élimination des déchets et aux installations classées, le PLU de 2010 relève « [qu’] aucune décharge sauvage n’a été relevée sur le territoire communal ».
La commune, au sein de la communauté d'agglomération de la Presqu'île de Guérande Atlantique, organise le tri des ordures ménagères en collectant séparément les journaux et les magazines, ainsi que les emballages légers.
Une déchèterie permettant la collecte des encombrants est en fonction sur la route du Croisic. Plus de 25 points d’apport volontaire sont également répartis, en 2015, sur le territoire de la commune,.

#### Qualité de l’eau
Batz-sur-Mer fait partie du périmètre du schéma directeur d'aménagement et de gestion des eaux (SDAGE) finalisé en 1996. À ce titre, les abords du réseau hydrographique ont été maintenus en « zone naturelle strictement inconstructible » par le PLU de 2010 ; le réseau du système d’épuration a été, en outre, élargi de façon à respecter l’extension des zones urbanisables.
La commune délègue à la communauté d'agglomération de la Presqu'île de Guérande Atlantique la gestion et la collecte des eaux potables et pluviales et l’assainissement des eaux usées. Cap Atlantique a confié à SEPIG, une filiale du groupe Saur la gestion des stations d’épurations et de l’ensemble des équipements du réseau d’eaux usées, ainsi que la collecte, le transport et le traitement des eaux usées. Batz-sur-Mer relève de la station d’épuration de Livery, à Guérande, inaugurée en septembre 2008.

### Finances locales
Batz-sur-Mer appartient à la strate des communes ayant une population comprise entre 2 000 et 3 500 habitants.
Le tableau ci-dessous présente l'évolution de la capacité d'autofinancement, un des indicateurs des finances locales de Batz-sur-Mer, sur une période de neuf ans :
|                      | 2005 | 2006 | 2007 | 2008 | 2009 | 2010 | 2011 | 2012 | 2013 |
| -------------------- | ---- | ---- | ---- | ---- | ---- | ---- | ---- | ---- | ---- |
| Batz-sur-Mer         | 348  | 408  | 297  | 306  | 238  | 324  | 306  | 677  | 416  |
| Moyenne de la strate | 158  | 165  | 161  | 158  | 166  | 172  | 189  | 187  | 173  |

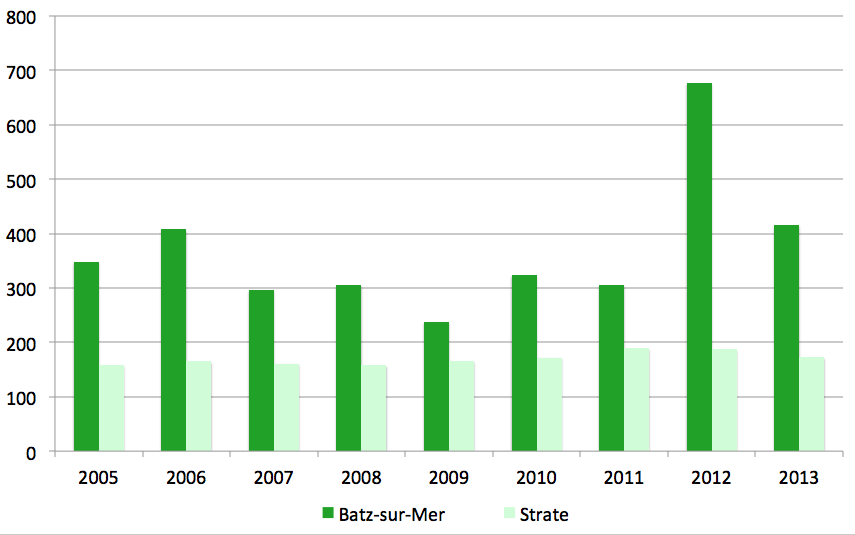
Capacité d'autofinancement à Batz-sur-Mer de 2005 à 2013
Résultats exprimés en €/habitant.
Strate : communes de 2000 habitants appartenant à un groupement fiscalisé.

La capacité d'autofinancement de la commune, comparée à la moyenne de la strate, semble observer des cycles assez longs ; elle est supérieure à la moyenne pendant les neuf ans considérés. De 2009 à 2013, le fonds de roulement, est régulièrement inférieur à la moyenne de la strate.
Le montant de la taxe d'habitation, indicateur de fiscalité directe, s'établit en 2013 à 3 286 €/habitant, contre 1 178 € en moyenne pour les communes de même importance. Cette hiérarchie est stable sur les quatre années précédentes.

### Intercommunalité
La commune est membre de la communauté d'agglomération de la Presqu'île de Guérande Atlantique.
Elle adhère également au syndicat intercommunal à vocation unique (SIVU) de la Côte Sauvage, au syndicat intercommunal pour le développement économique de la Côte d’Amour, ainsi qu’au syndicat intercommunal de la fourrière pour animaux de la presqu’île guérandaise.
De plus, Batz-sur-Mer fait partie du syndicat départemental d’énergie de Loire-Atlantique (SYDELA), parmi 124 communes et 17 communautés de communes, pour le service public du gaz et de l’électricité.

### Jumelages
Batz-sur-Mer est jumelée avec :
- Salies-de-Béarn, Pyrénées-Atlantiques (France)[115],[116].

## Population et société

### Démographie
Les habitants de la commune sont appelés les Batziens.
Selon le classement établi par l'Insee en 2010, Batz-sur-Mer est une commune urbaine, une des 11 communes de l'unité urbaine de Saint-Nazaire, qui s'étend de Donges au Croisic ; elle fait donc partie de l'aire urbaine de Saint-Nazaire. Batz-sur-Mer fait également partie de la zone d'emploi et du bassin de vie de Saint-Nazaire. Toujours selon l'Insee, en 2010, la répartition de la population sur le territoire de la commune était considérée comme « intermédiaire » : 74 % des habitants résidaient dans des zones « intermédiaires » et 25 % dans des zones « peu denses ».

#### Évolution démographique
L'évolution du nombre d'habitants est connue à travers les recensements de la population effectués dans la commune depuis 1793. Pour les communes de moins de 10 000 habitants, une enquête de recensement portant sur toute la population est réalisée tous les cinq ans, les populations de référence des années intermédiaires étant quant à elles estimées par interpolation ou extrapolation. Pour la commune, le premier recensement exhaustif entrant dans le cadre du nouveau dispositif a été réalisé en 2004.

En 2022, la commune comptait 2 799 habitants, en évolution de −5,02 % par rapport à 2016 (Loire-Atlantique : +6,68 %, France hors Mayotte : +2,11 %).
| 1793  | 1800  | 1806  | 1821  | 1831  | 1836  | 1841  | 1846  | 1851  |
| ----- | ----- | ----- | ----- | ----- | ----- | ----- | ----- | ----- |
| 3 346 | 3 254 | 3 222 | 3 350 | 3 643 | 3 649 | 3 597 | 3 616 | 3 834 |

| 1856  | 1861  | 1866  | 1872  | 1876  | 1881  | 1886  | 1891  | 1896  |
| ----- | ----- | ----- | ----- | ----- | ----- | ----- | ----- | ----- |
| 2 938 | 3 003 | 2 988 | 2 733 | 2 689 | 2 726 | 2 651 | 2 569 | 2 506 |

| 1901  | 1906  | 1911  | 1921  | 1926  | 1931  | 1936  | 1946  | 1954  |
| ----- | ----- | ----- | ----- | ----- | ----- | ----- | ----- | ----- |
| 2 420 | 2 442 | 2 248 | 1 904 | 1 892 | 1 841 | 1 776 | 2 284 | 2 181 |

| 1962  | 1968  | 1975  | 1982  | 1990  | 1999  | 2004  | 2006  | 2009  |
| ----- | ----- | ----- | ----- | ----- | ----- | ----- | ----- | ----- |
| 2 288 | 2 277 | 2 236 | 2 590 | 2 734 | 3 051 | 3 206 | 3 217 | 3 089 |

| 2014  | 2019  | 2022  | - | - | - | - | - | - |
| ----- | ----- | ----- | - | - | - | - | - | - |
| 2 986 | 2 824 | 2 799 | - | - | - | - | - | - |

En 1854, la commune est scindée en deux communes : Bourg-de-Batz et Le Pouliguen. Ceci explique la forte diminution de population que reflètent les recensements de 1851 et 1856 (- 24 %). Le nombre d’habitants a continué de décroître jusqu’aux années 1940, avec une réduction particulièrement importante liée à la Première Guerre mondiale. Si la population a ensuite adopté une allure positive, elle demeure proche de 3 000 habitants, c’est-à-dire de même importance qu’après la scission avec Le Pouliguen. Éric Lescaudron y voit l’incidence de la mutation industrielle et de l’exode rural vers les centres de main d’œuvre stable que constituent Saint-Nazaire et Nantes.
La population recensée en 2012 est inférieure à celle comptabilisée en 1999.

#### Pyramide des âges
La population de la commune est relativement âgée.
En 2018, le taux de personnes d'un âge inférieur à 30 ans s'élève à 22,0 %, soit en dessous de la moyenne départementale (37,3 %). À l'inverse, le taux de personnes d'âge supérieur à 60 ans est de 45,4 % la même année, alors qu'il est de 23,8 % au niveau départemental.
En 2018, la commune comptait 1 354 hommes pour 1 511 femmes, soit un taux de 52,74 % de femmes, légèrement supérieur au taux départemental (51,42 %).
Les pyramides des âges de la commune et du département s'établissent comme suit.
| Hommes | Classe d’âge | Femmes |
| ------ | ------------ | ------ |
| 0,7    | 90 ou +      | 2,1    |
| 10,9   | 75-89 ans    | 14,3   |
| 31,2   | 60-74 ans    | 31,2   |
| 20,6   | 45-59 ans    | 20,8   |
| 12,0   | 30-44 ans    | 11,9   |
| 12,9   | 15-29 ans    | 9,9    |
| 11,7   | 0-14 ans     | 9,7    |

| Hommes | Classe d’âge | Femmes |
| ------ | ------------ | ------ |
| 0,6    | 90 ou +      | 1,8    |
| 6      | 75-89 ans    | 8,6    |
| 15,1   | 60-74 ans    | 16,4   |
| 19,4   | 45-59 ans    | 18,8   |
| 20,1   | 30-44 ans    | 19,3   |
| 19,2   | 15-29 ans    | 17,4   |
| 19,5   | 0-14 ans     | 17,6   |

### Enseignement
Batz-sur-Mer est rattachée à l’académie de Nantes, dans la zone B du calendrier scolaire. 
La commune dispose d'une école primaire publique — l'école primaire Alain-Boutlé — et d'un établissement privé — école Sainte-Marie - Saint-Pierre.
Les collèges les plus proches sont ceux du Pouliguen — le collège public Jules-Verne — et de Guérande — les collèges publics du Pays-Blanc et Jacques-Brel, et privé Saint-Jean-Baptiste.

### Vie culturelle et sportive

#### Vie associative
Au 1er janvier 2015, pas moins de 65 associations regroupent les activités des Batziens. On dénombre en particulier quatorze associations sportives, dix groupements civiques ou relatifs à la défense, neuf associations culturelles ou artistiques.
La commune a mis en place en 2015 et pour la cinquième année consécutive une aide financière pour aider les jeunes Batziens de moins de 16 ans à participer à des activités culturelles ou sportives sur l'ensemble du canton ; cette initiative porte le nom de « pass'association ».

#### Manifestations culturelles et festivités

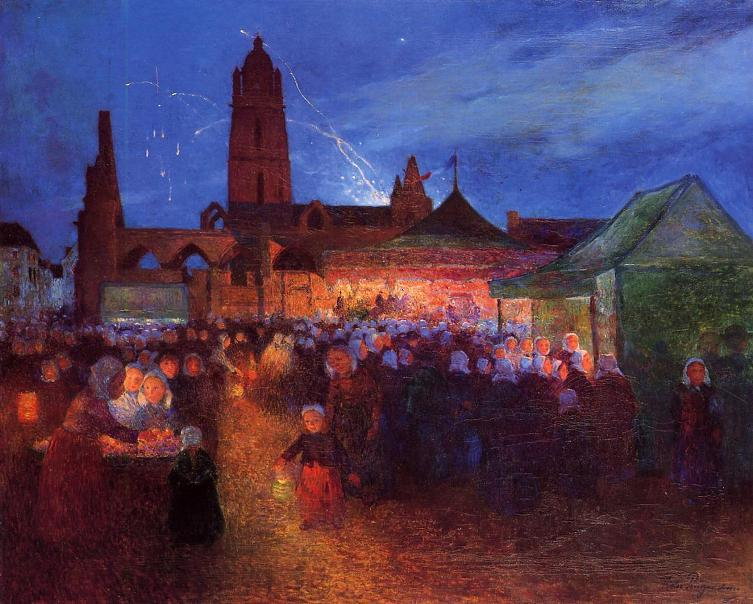
Feu d’artifice au Bourg-de-Batz, Ferdinand du Puigaudeau.

En mai, le musée des Marais salants participe à la Nuit européenne des musées. En juillet, le festival des Nuits salines s’étend sur trois jours ; il fête en 2015 sa 24e édition et regroupe des musiques traditionnelles, celtiques et des chants de marins.
Depuis 1974, l'église Saint-Guénolé accueille, tous les jeudis soir de juillet et d'août, un concert classique ou traditionnel, ouvert gratuitement au public.
Le troisième dimanche d’août est célébré le pardon saint Guénolé. Il s’agit d’une forme de pèlerinage qui mêle des cérémonies religieuses et des traditions culturelles. Le fest-noz qui le conclut a été remis au goût du jour dans les années 1950.

#### Sports
La commune partage avec celle du Pouliguen un club de basket-ball : l'« Espérance Mouette Basket Club » né en 2003 de la fusion club de « l'Espérance » de Batz-sur-Mer et de « la Mouette » du Pouliguen.
De 2003 à 2013, le marathon de la Côte d'Amour, course de 42,195 km entre Le Croisic et Pornichet, a traversé la commune.

#### Équipements culturels et sportifs
Outre le musée des marais salants, qui est un centre d’expositions permanentes et temporaires, la commune dispose de trois groupes de salles qui permettent aux associations de se réunir et de se produire, la salle des fêtes, les salles de l’espace Petit-Bois et celles du complexe sportif de la Bonne-Eau. La chapelle du Mûrier est également un centre d'exposition temporaire. 
La commune gère également une médiathèque municipale dénommée Francine-Caron — poète contemporaine née à Batz-sur-Mer en 1945 — qui propose plus de 16 000 références pour adultes, adolescents et jeunes enfants.
Outre les terrains de tennis situés dans le Petit Bois, la commune dispose, à la sortie du bourg en direction du Pouliguen, d'un espace multisports, réservé aux activités sportives collectives avec ballon.

### Santé
Pour les soins, la commune possède notamment deux médecins, plusieurs praticiens — dentiste, kinésithérapeutes, ostéopathes, podologue, cabinet infirmier — et une pharmacie.
Les habitants de Batz-sur-Mer ont également accès à l'hôpital intercommunal de la Presqu'île, résultant de la fusion en 2003 du centre hospitalier de Guérande et de l'hôpital local du Croisic. Les urgences peuvent également être traitées par les établissements de Saint-Nazaire, la polyclinique de l'Europe et l'hôpital Cité sanitaire, situés à quelque vingt kilomètres.

### Cultes
Batz-sur-Mer fait partie de la paroisse catholique Saint-Yves de la Côte sauvage, qui dépend du diocèse de Nantes, suffragant depuis 2003 de la province ecclésiastique de Rennes qui regroupe les diocèses des régions Bretagne et Pays de la Loire. Mgr Jean-Paul James est l’évêque de ce diocèse depuis le 8 juillet 2009. La paroisse regroupe les églises de Batz-sur-Mer, du Croisic et du Pouliguen,.

## Économie

### Histoire économique
L'autosubsistance des habitants implantés dans les marais a justifié des activités parallèles à la culture et au transport du sel, et en particulier la culture agricole, attestée depuis au moins le XVe siècle. On cultive alors les plantes potagères et le seigle, tout en conservant des étendues de landes pour le bétail. La viticulture est également présente, puisque le hameau de Clis sur la commune voisine de Guérande compte dès 1636 un « presoir avecq son esquipaige » et qu'un autre est recensé à Trégaté en 1688.
Une conserverie de sardines est en activité à la fin du XIXe siècle — l’adjudication du terrain date de 1849 —, la conserverie « Benoist et compagnie », connue localement sous le nom de « confiserie ». Elle est installée à Batz-sur-Mer, sur un terrain délimité par la route de l’Atlantique, l’allée de la Banche et l’allée de Basse-Love. Les pêcheurs locaux, après avoir accosté leurs bateaux à voile à la petite jetée — dite la Madeleine — au nord du port Saint-Michel, livrent les sardines par l’allée de la Banche. Séchées au soleil, celles-ci sont ensuite cuites à l’huile d’olive, puis mises en boîtes, soudées à la main par des ouvriers « soudeurs boîtiers ». L’activité cesse à la fin du siècle et les hangars sont démolis vers 1907, pour céder la place à la villa « les Violettes ».

### Revenus de la population et fiscalité
En 2011, le revenu fiscal médian par ménage était de 27 927 €, ce qui plaçait Batz-sur-Mer au 19 713e rang parmi les 31 886 communes de plus de 49 ménages en métropole. En 2011, 41,2 % des foyers fiscaux n'étaient pas imposables.

### Emploi
En 2011, la population âgée de 15 à 64 ans s'élevait à 1 920 personnes, parmi lesquelles on comptait 70,5 % d'actifs dont 62,1 % ayant un emploi et 8,4 % de chômeurs.
On comptait alors 629 emplois dans la zone d'emploi, contre 603 en 2006. Le nombre d'actifs ayant un emploi résidant dans la zone d'emploi étant de 1 205, l'indicateur de concentration d'emploi est de 52,2 %, ce qui signifie que la zone d'emploi offre un peu plus d’un emploi pour deux habitants actifs.

### Entreprises et commerces
Au 31 décembre 2012, Batz-sur-Mer comptait 437 établissements : 23 dans l’agriculture-sylviculture-pêche, 94 dans l'industrie, 44 dans la construction, 247 dans le commerce-transports-services divers et 29 étaient relatifs au secteur administratif.
En 2013, 16 entreprises ont été créées à Batz-sur-Mer, dont 14 par des auto-entrepreneurs.
L’économie actuelle est soutenue par la production du sel et activités connexes, le tourisme et des activités artisanales (notamment la biscuiterie Saint-Guénolé et la biscuiterie des Marais). 
La mairie de Batz-sur-Mer est le premier employeur de la commune. Les entrepôts et bureaux des Salins du Midi emploient 20 personnes.
Le tableau ci-dessous détaille les établissements actifs par secteur d'activité au regard du nombre de salariés :
|                                                              | Total | %     | 0 salarié | 1 à 9 salariés | 10 à 19 salariés | 20 à 49 salariés | 50 salariés ou plus |
| ------------------------------------------------------------ | ----- | ----- | --------- | -------------- | ---------------- | ---------------- | ------------------- |
| Ensemble                                                     | 437   | 100,0 | 350       | 80             | 6                | 0                | 1                   |
| Agriculture, sylviculture et pêche                           | 23    | 5,3   | 20        | 3              | 0                | 0                | 0                   |
| Industrie                                                    | 94    | 21,5  | 84        | 8              | 2                | 0                | 0                   |
| Construction                                                 | 44    | 10,1  | 26        | 17             | 1                | 0                | 0                   |
| Commerce, transports, services divers                        | 247   | 56,5  | 198       | 46             | 3                | 0                | 0                   |
| dont commerce et réparation automobile                       | 54    | 12,4  | 37        | 15             | 2                | 0                | 0                   |
| Administration publique, enseignement, santé, action sociale | 29    | 6,6   | 22        | 6              | 0                | 0                | 1                   |
| Champ : ensemble des activités.                              |       |       |           |                |                  |                  |                     |

L'examen de ce tableau amène quelques remarques : l'essentiel de l'activité économique est assuré par des entreprises du secteur tertiaire ; l'agriculture et la pêche représentent une part importante de la vie économique de la localité avec 23 établissements actifs ; plus de 20 % de l'activité est assurée par des entreprises du secteur industriel, qui reste concentré sur des structures de moins de dix salariés, tout comme les activités liées à la construction qui regroupent plus de 10 % des établissements ; l'administration publique, l’enseignement, la santé et l’action sociale forment une activité qui regroupe plus de 6 % des entreprises, et comptent le seul établissement employant plus de 50 salariés que constitue la mairie de la localité.
Il existe le projet d’un important parc éolien en mer au large de Batz-sur-Mer, en direction du sud-ouest, composé de 80 éoliennes d'une capacité unitaire de 6 MW, soit une puissance totale de 480 MW, sur une zone de 78 km2 localisée à un peu plus de douze kilomètres des côtes. La phase active des travaux devrait se dérouler de 2018 à 2020.

### Tourisme
En 2015, quatre hôtels sont établis dans la commune, auxquels 350 places réparties dans deux campings viennent s’ajouter à l’offre de logement touristique,.
Quatre Gîtes de France viennent compléter les capacités d’accueil de la localité.

## Culture locale et patrimoine

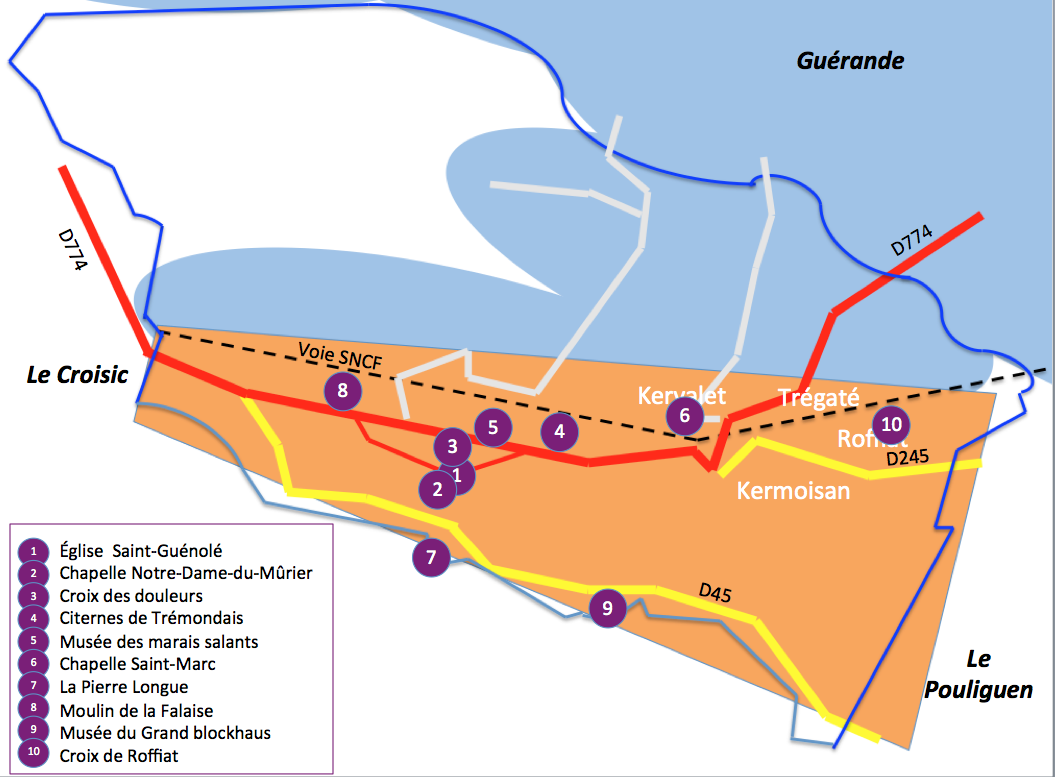
Monuments et musées.

La commune a reçu, le 11 octobre 2013, le label « petite cité de caractère ».
Batz-sur-Mer compte 4 monuments répertoriés à l'inventaire des monuments historiques. Par ailleurs, elle compte 36 objets répertoriés à l'inventaire des monuments historiques et 80 objets répertoriés à l'inventaire général du patrimoine culturel.

### Patrimoine civil et militaire

Patrimoine civil de Batz-sur-Mer (sélection).
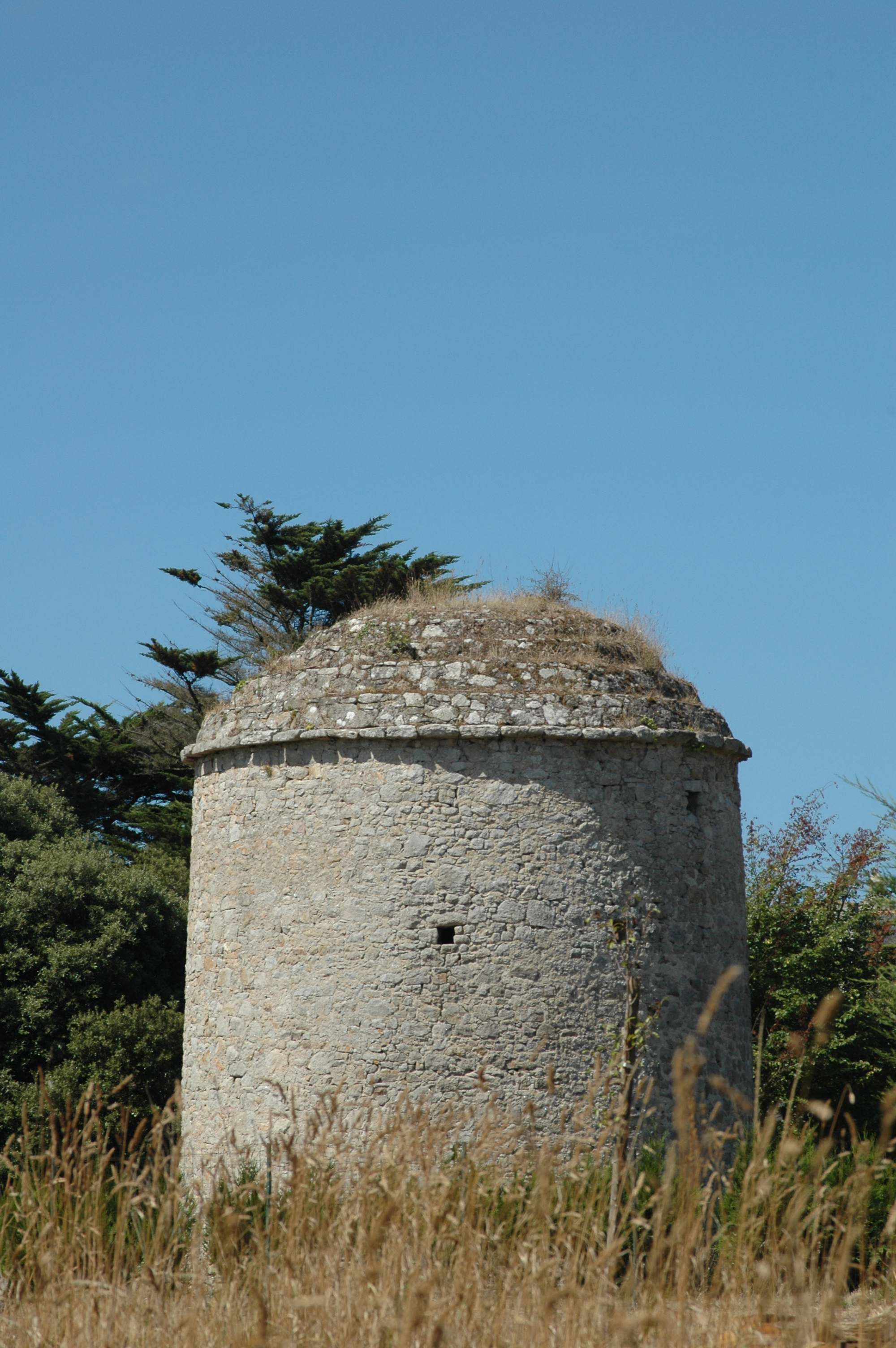
Fuie de Trémonday.
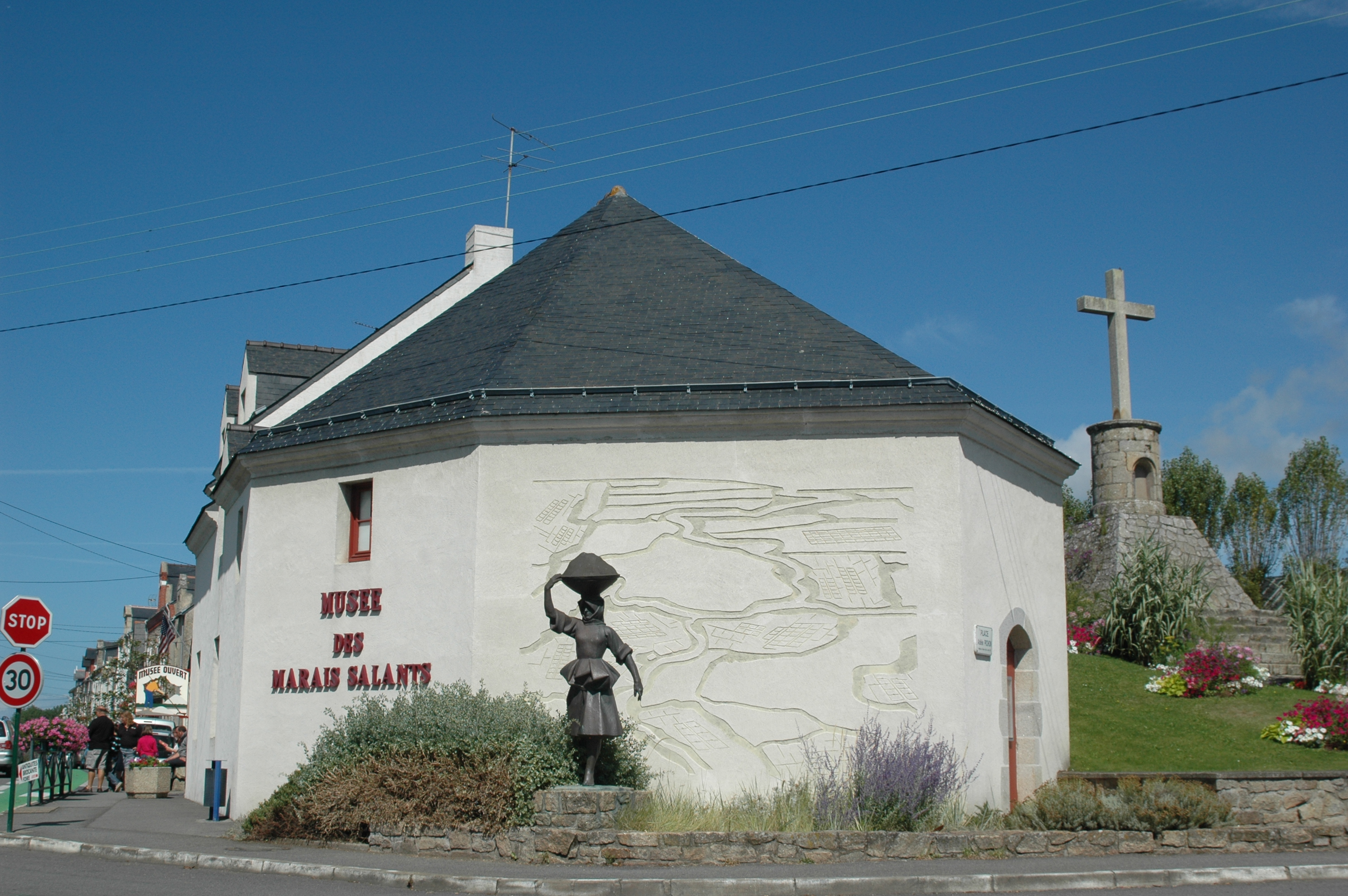
Musée des marais salants.
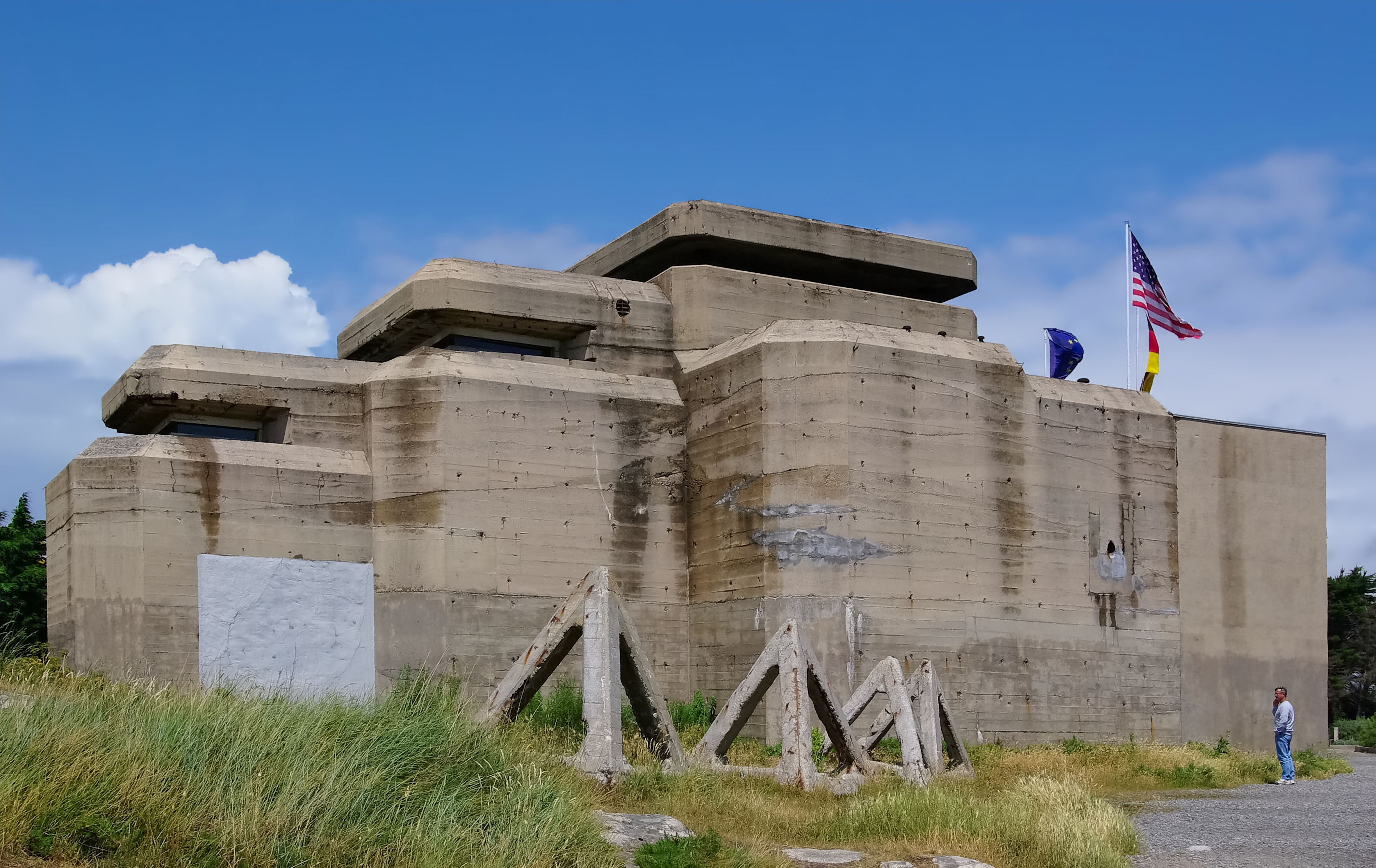
Musée du Grand blockhaus.
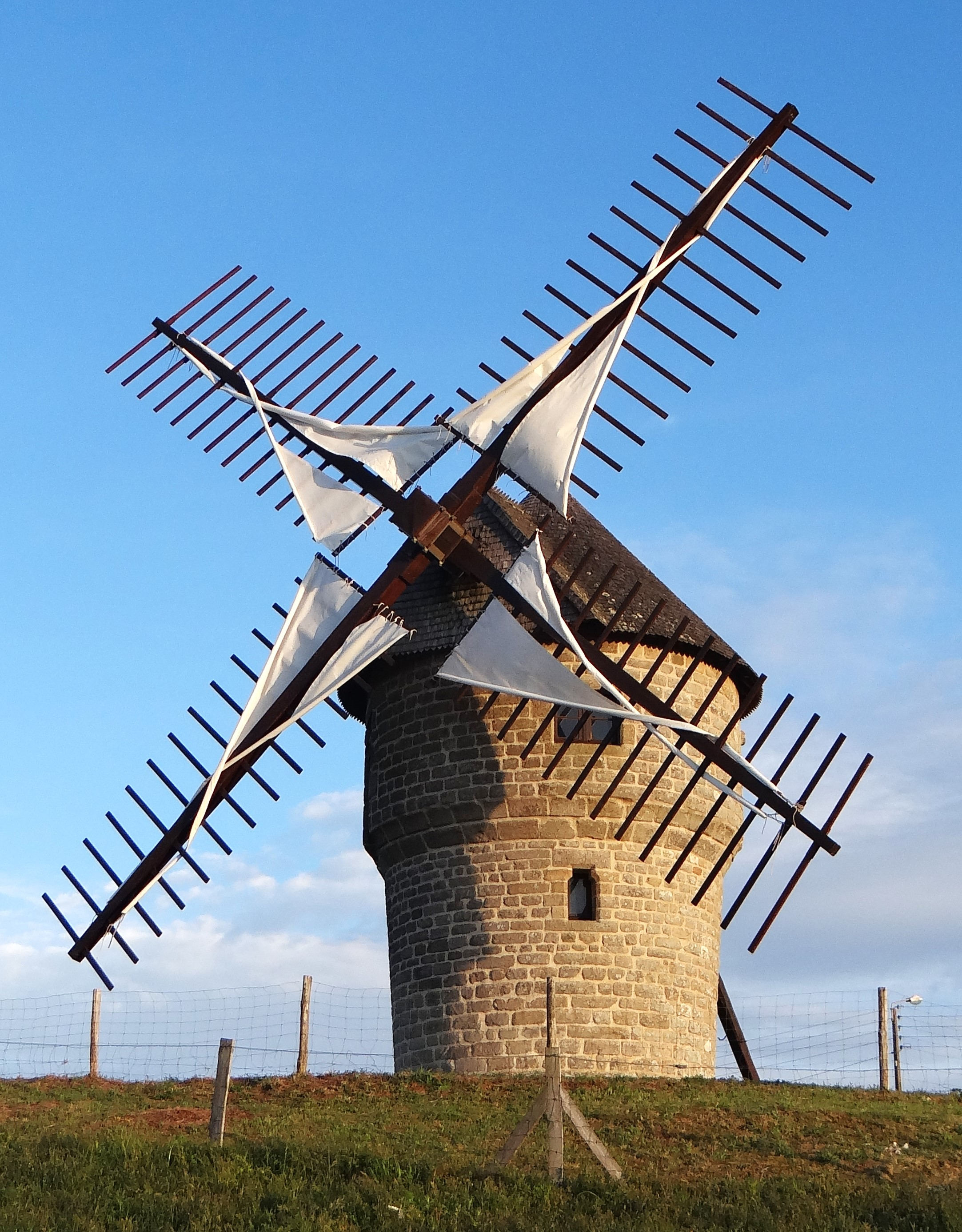
Le moulin de la Falaise.
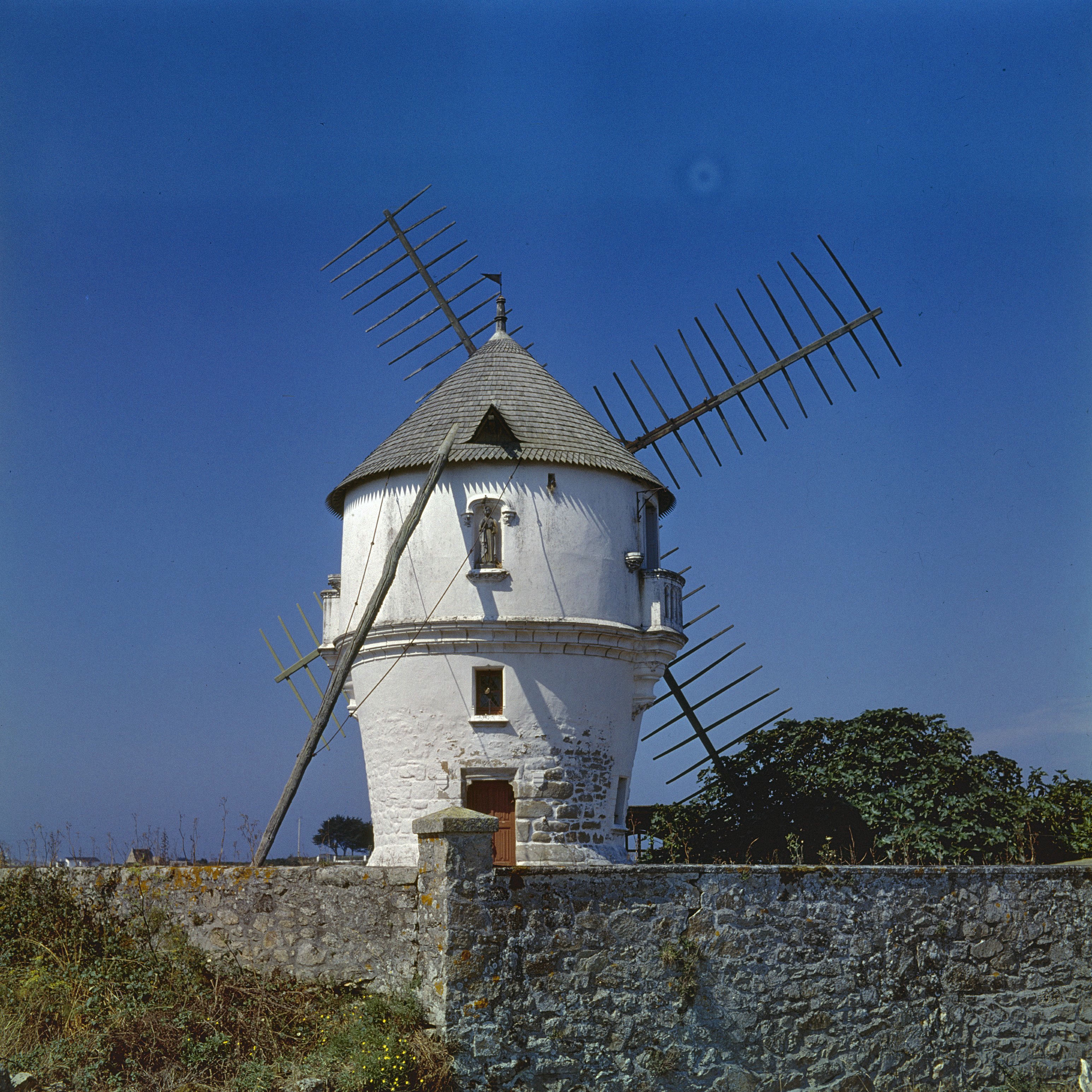
Le moulin de la Masse.

Les citernes antiques de Trémonday — ou Trémondet — sont des réservoirs enterrés au nombre de trois qui datent du début du XVIIe siècle. Elles ont été classées aux monuments historiques en 1918. Avec le colombier (ou fuie) qui se dresse au même lieu-dit, elles dépendaient du château de Kerbouchard ou de Trémonday.
Le musée des Marais salants, fondé en 1887 par une religieuse originaire de Batz, Adèle Pichon, a été fermé en 1970, puis rouvert en 1984 sous le nom actuel. Il a fait l'objet de travaux d'extension qui ont duré quatre ans et permis la réouverture du musée en août 2013. Celui-ci offre désormais une surface d'exposition de 800 m2 qui englobent d'anciens greniers à sel voisins. Ce musée d'arts et traditions populaires, signalé par « La Porteresse », une sculpture monumentale en bronze de Jean Fréour représentant une Batzienne portant du sel à l'aide d'un gède, abrite un intérieur bazin du XIXe siècle reconstitué avec ses meubles peints en rouge ainsi qu'une collection de vêtements de paludiers : vêtements de travail et costumes de cérémonie (mariage). Une partie importante est consacrée au travail du sel : maquette d'un marais salant, outils de paludiers entièrement faits en bois, récolte et manutention du sel (transport en sac, commercialisation, fiscalité). La visite est complétée par un film vidéo sur le travail dans les marais et sur la faune qui les peuple.
Le musée du Grand Blockhaus est l'un des blockhaus les mieux conservés du mur de l'Atlantique. Le musée qu'il abrite recrée un poste de commandement de tir allemand de type Regelbau S 414 unique en France, et il illustre l'histoire de la poche de Saint-Nazaire.
Le moulin de la Falaise, construit au XVIe siècle à Guérande, a été déplacé vers 1924 dans les dunes qui s'étendent entre Batz-sur-Mer et Le Croisic. Rénové en 1992, il est toujours en activité. Il s’agit d’un moulin dit « petit-pied », présentant une base cylindrique en granit, surmontée d’une tour en encorbellement de plus grand diamètre. Durant la semaine du 11 au 17 juillet 2011, le moulin de la Falaise a subi une importante tempête et a perdu une partie de ses ailes. Celles-ci ont été restaurées et le moulin remis en service en avril 2012.

### Patrimoine religieux

Patrimoine religieux de Batz-sur-Mer (sélection).
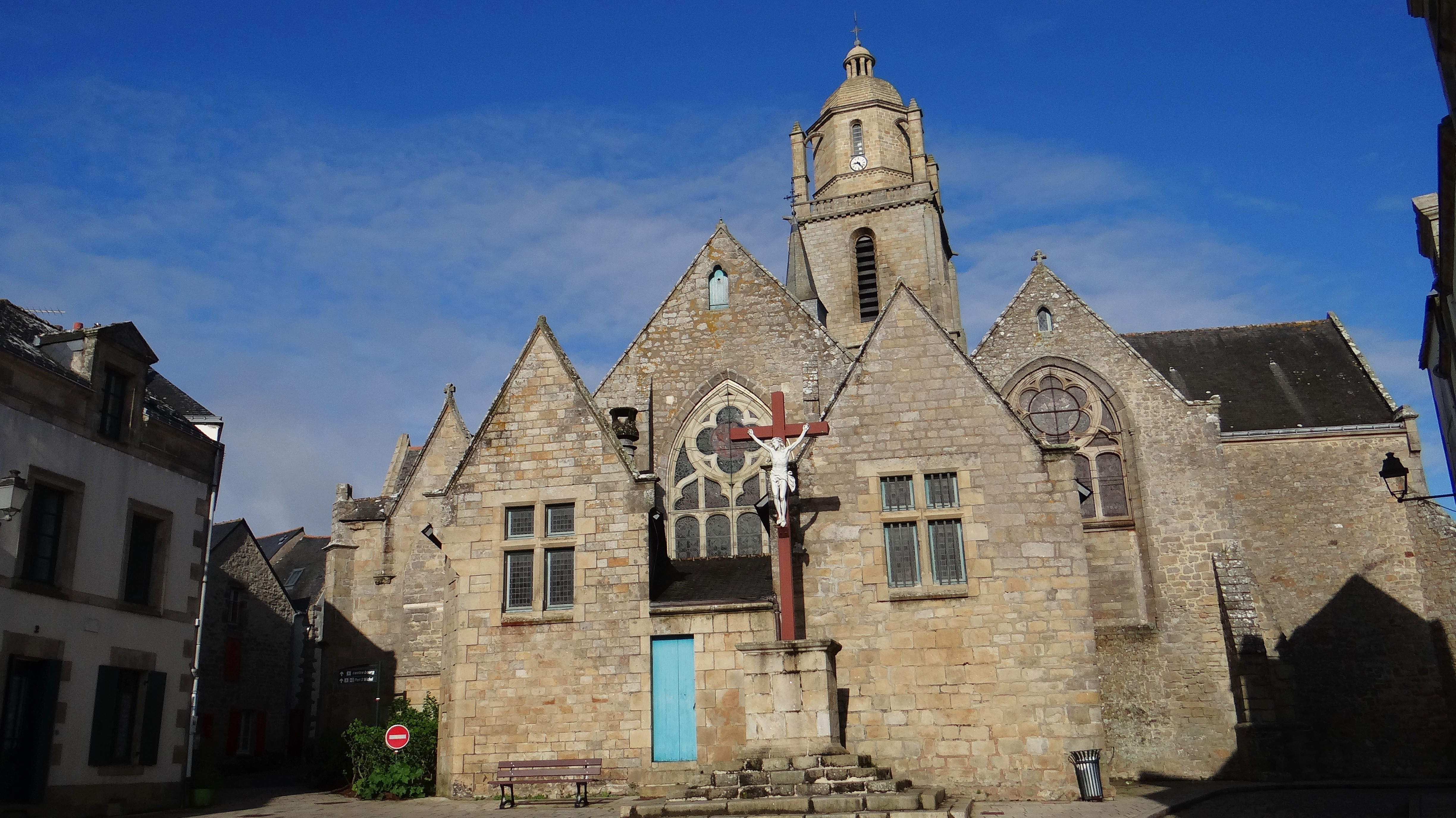
Église Saint-Guénolé.
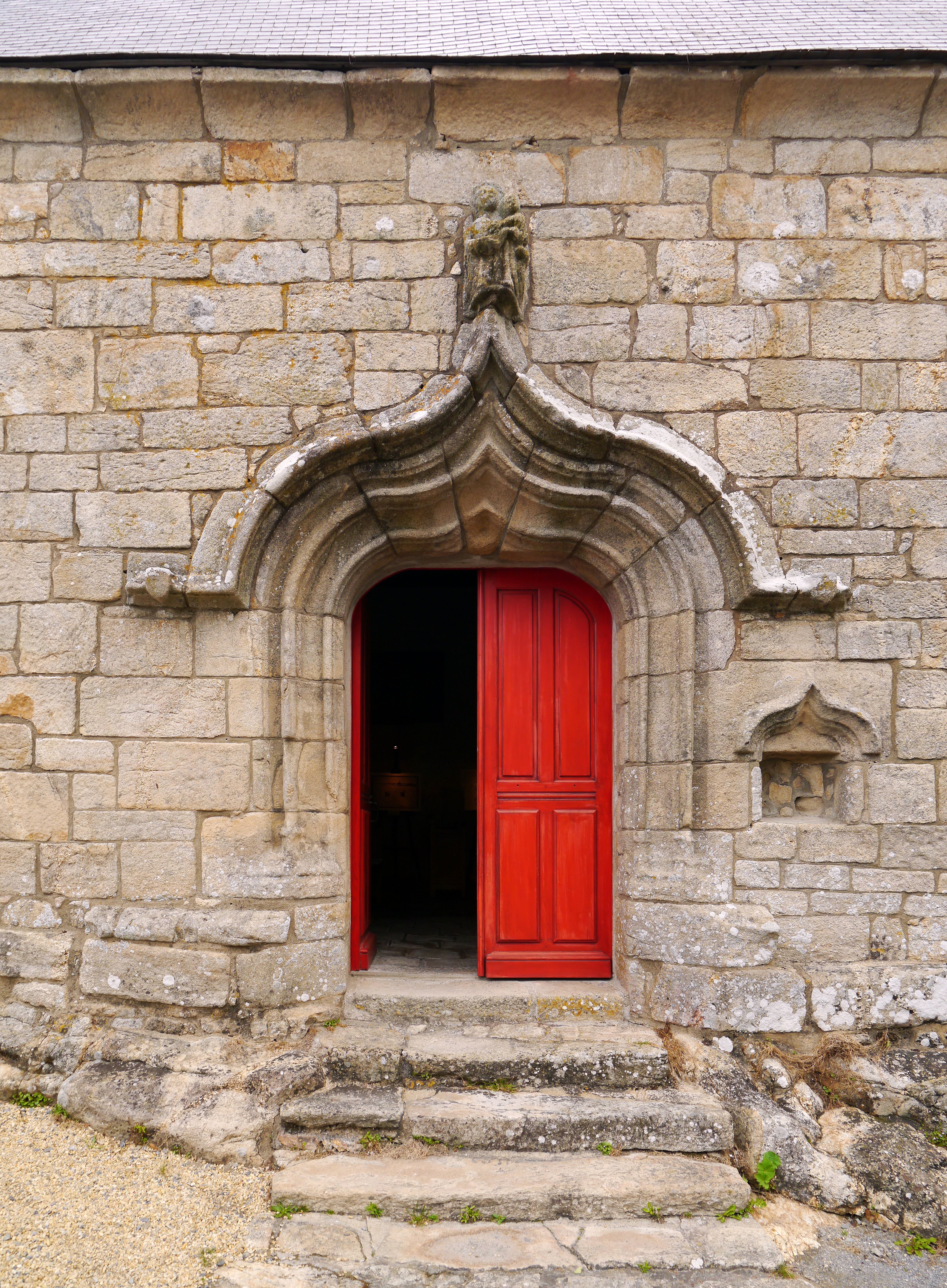
Chapelle Saint-Marc.
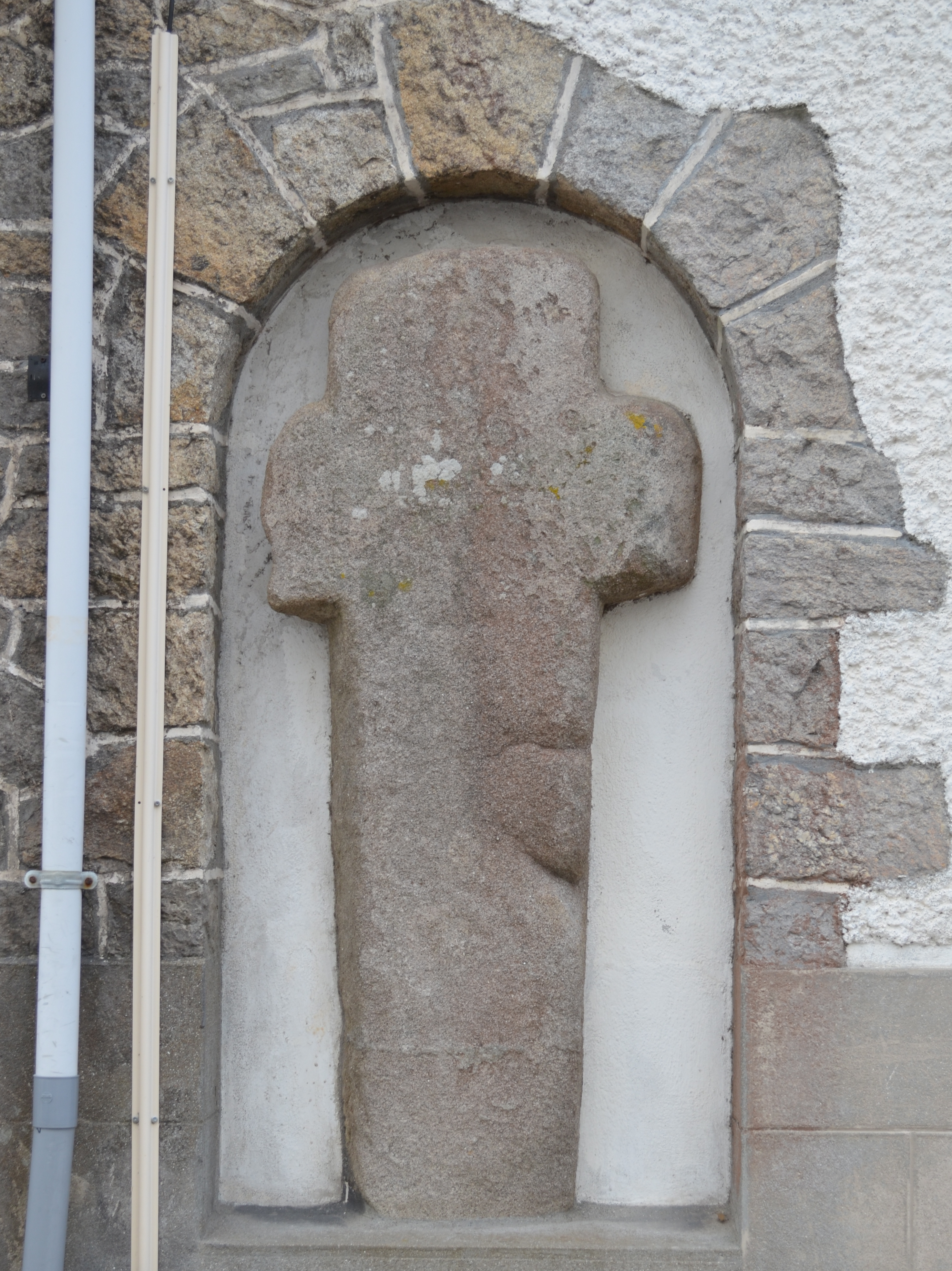
Croix des douleurs.
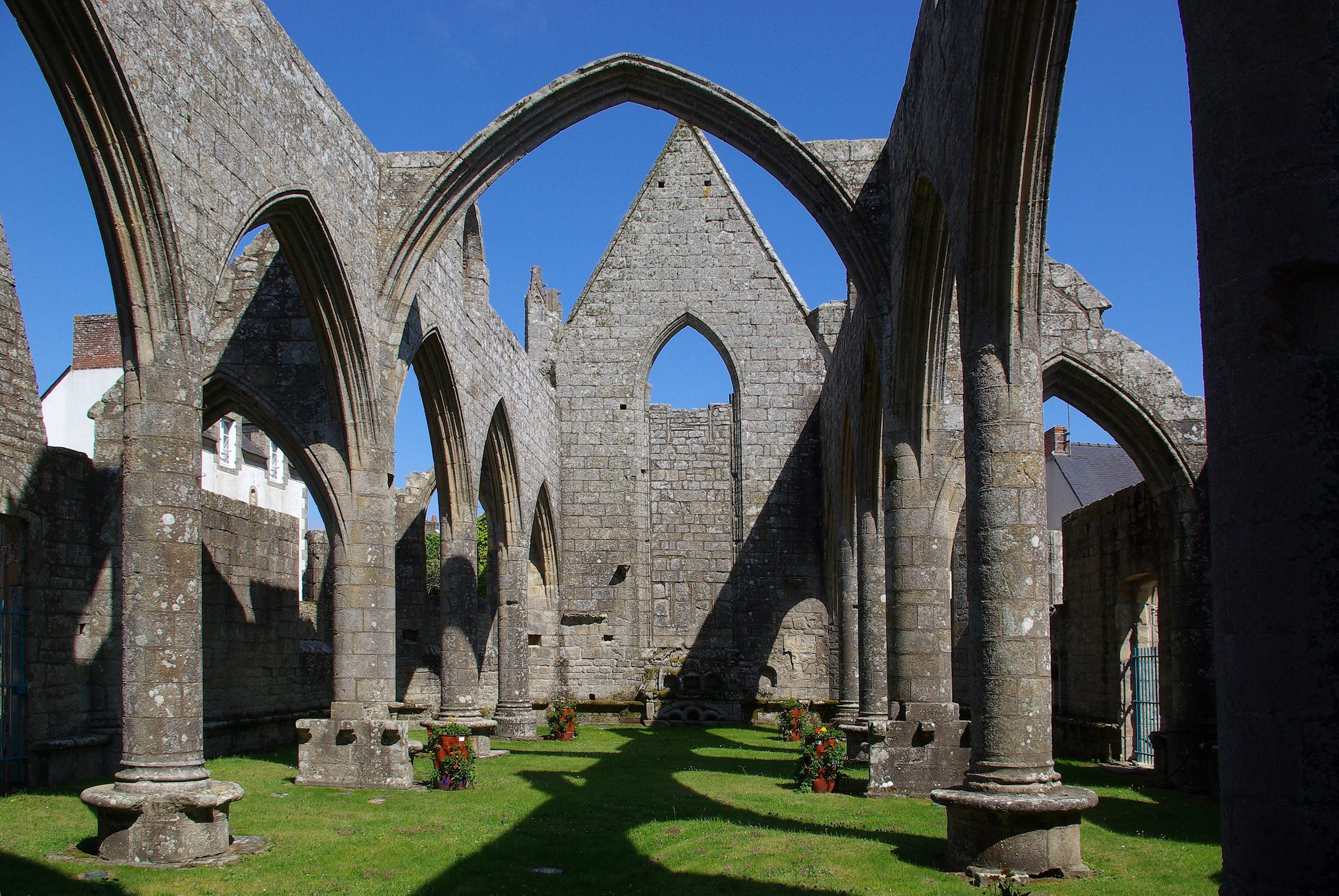
Chapelle Notre-Dame-du-Mûrier.

L'église Saint-Guénolé — ou Saint-Grimolay — a été construite aux XVe et XVIe siècles sur les ruines d’un ancien édifice dédié à saint Cyr et à sa mère sainte Julitte. La nef et ses bas-côtés ont été édifiés dans les années 1460 et 1470. Son clocher de près 60 m de haut date de la seconde moitié du XVIIe siècle,. Les moines bénédictins de Landévennec la placent sous la protection de saint Guénolé, le fondateur de leur monastère et saint patron. Les orgues de l’église sont déjà évoquées en 1428, à l'occasion de la consécration de l'édifice par l'évêque de Nantes. Elles ont été en partie restaurées en 1714, puis en 1928 et en 1985 et sont inscrites dans la liste des orgues des Pays de la Loire protégés aux monuments historiques. Le carillon actuel compte cinq cloches depuis 1902, Guénolé, Anne, Bernadette, Louise-Marie et Marguerite-Marie.
La chapelle Notre-Dame-du-Mûrier se dresse à quelques dizaines de mètres de l’église Saint-Guénolé,,.
Malgré l'orthographe utilisée, le terme mûrier ne se réfère pas à l'arbre homonyme — même s'il existe une légende selon laquelle un naufragé, le seigneur Jean de Rieux de Ranrouët, guidé vers la côte par une statue scintillante de la Vierge placée dans un mûrier, à l'endroit duquel il aurait fait construire l'édifice —, mais vient plutôt de murié, déformation du latin muria qui signifie saumure, ou par extension marais salant. Vers le milieu du XVe siècle, pour se protéger de la peste qui ravage alors la Bretagne, les Batziens font le vœu de réédifier un ancien sanctuaire dédié à Marie, alors en ruines et situé près de l’église Saint-Guénolé. Bien qu'à cette époque le commerce du sel soit florissant, les ressources locales s'avèrent insuffisantes pour financer la construction. Aussi, le duc de Bretagne Jean V demande au pape Eugène IV d’accorder des indulgences aux fidèles qui visitent la chapelle et qui par leurs dons aident à l’édification du bâtiment qui est achevée en 1496. Mais la toiture est arrachée par un ouragan en 1819 et l'édifice reste depuis lors à l'état de ruines. Le Conseil municipal refuse d'ailleurs en 1847 de céder ces dernières à la fabrique de la paroisse du Pouliguen.
La croix en bois de Roffiat est ornée de treize cœurs ; elle est dédiée à Notre-Dame du Bonheur. Elle recevait autrefois la visite des jeunes fiancés. On y voit aussi un marteau et une lance, instruments de la Passion, mais également des petits cœurs, une couronne d’épines et un coq évoquant le reniement de saint Pierre.
La chapelle Saint-Marc, située au village de Kervalet, est riche en mobiliers référencés à l'inventaire général du patrimoine culturel. On y découvre en particulier une maquette de bateau (ex-voto) du XVIIIe siècle et un cadran solaire daté de 1693.
La croix des Douleurs est inscrite aux monuments historiques depuis 1944,. Il s’agit d’un monument taillé dans un menhir de granit entre le IXe et le XIe siècle, qui se trouvait encore au milieu des champs en 1890, avant d’être encastré dans un mur d’habitation du bourg. Elle doit son nom aux vertus antirhumatismales qui lui étaient attribuées.

### Patrimoine naturel

#### Zone protégée
Batz-sur-Mer, aux côtés d’Assérac, Le Croisic, Guérande, Herbignac, Mesquer, Le Pouliguen, Saint-Molf, La Turballe et Pénestin, fait partie de la zone des Marais salants de Guérande et du Mès, zone humide protégée par la convention de Ramsar, créée le 1er septembre 1995.

#### Les zones d’intérêt
Le territoire de la commune présente partiellement un intérêt écologique reconnu par un classement en zone naturelle d'intérêt écologique, faunistique et floristique (ZNIEFF) de types I et II et de 2e génération ; ce classement ne s'accompagne d'aucune mesure de protection réglementaire. Le territoire communal de Batz-sur-Mer comprend quatre ZNIEFF.

Spécimens de la faune de Batz-sur-Mer.
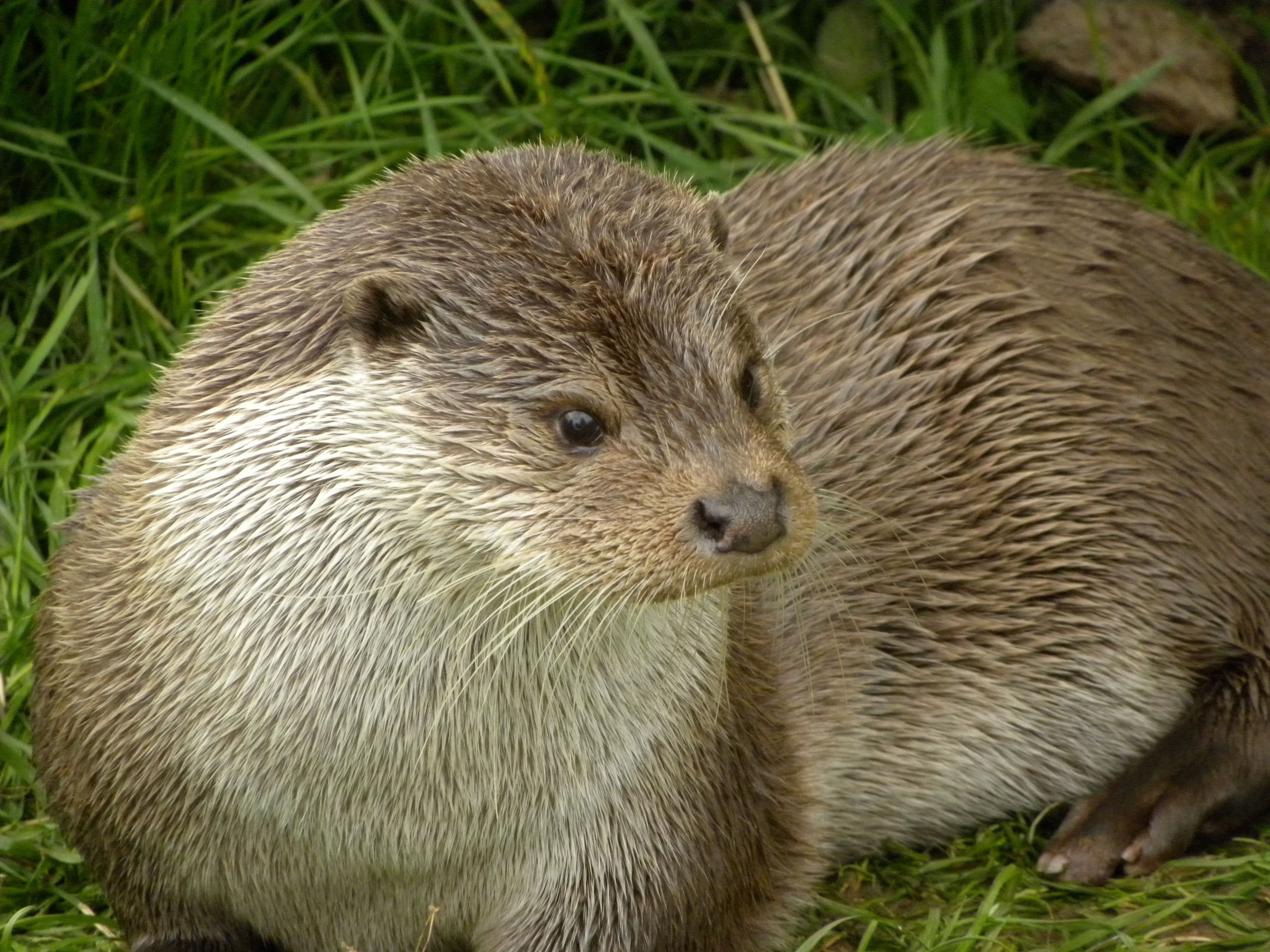
Loutre d'Europe.
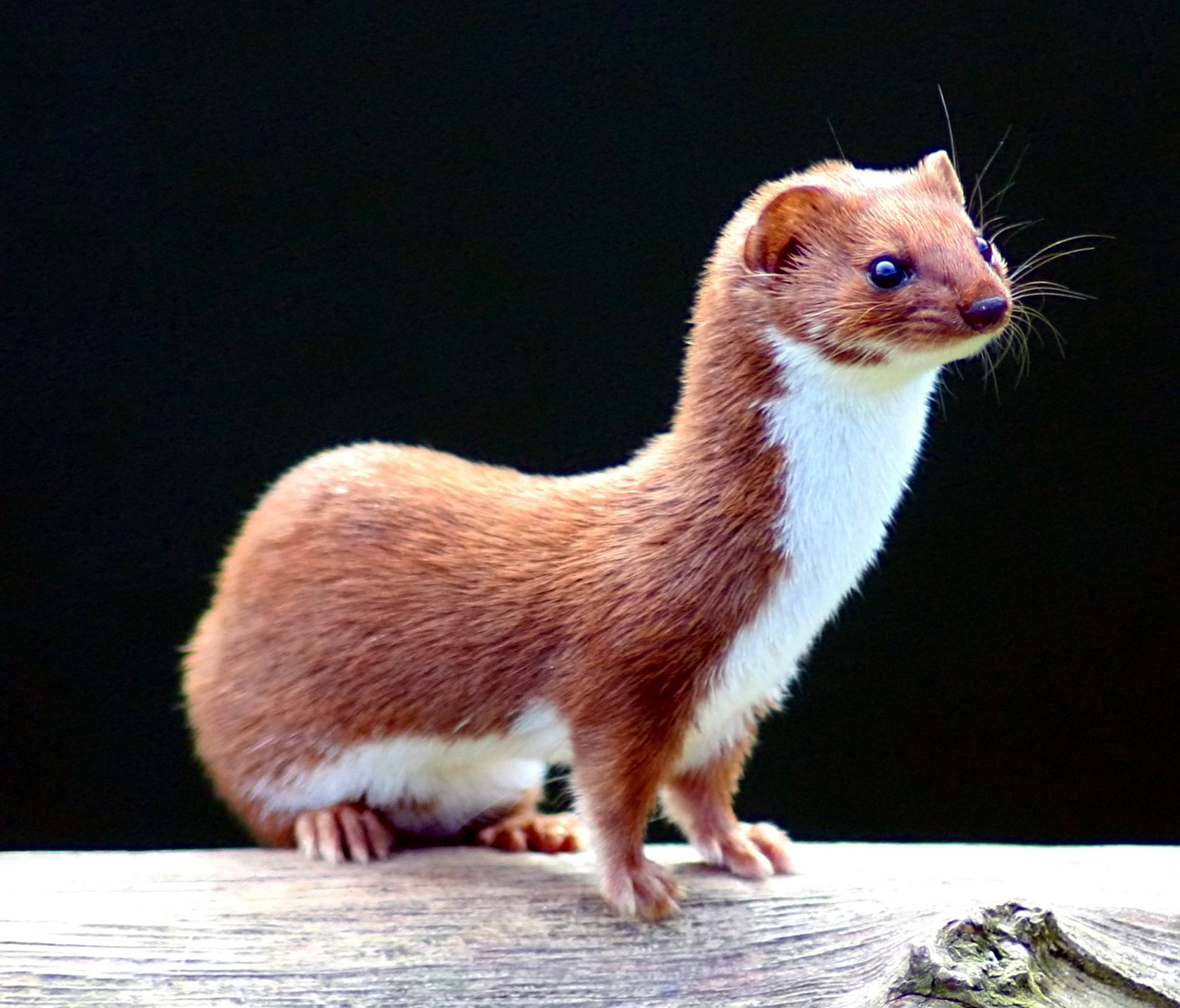
Belette d’Europe.
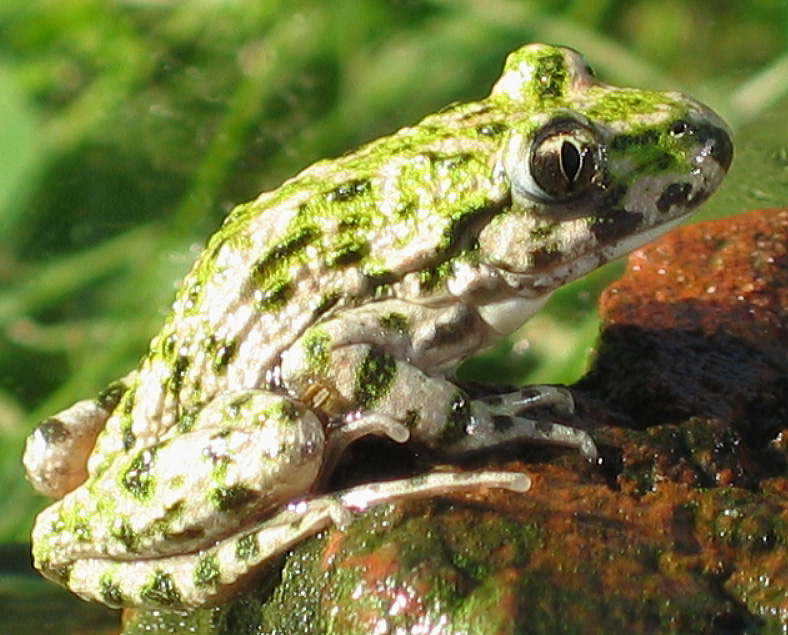
Crapaud persillé.
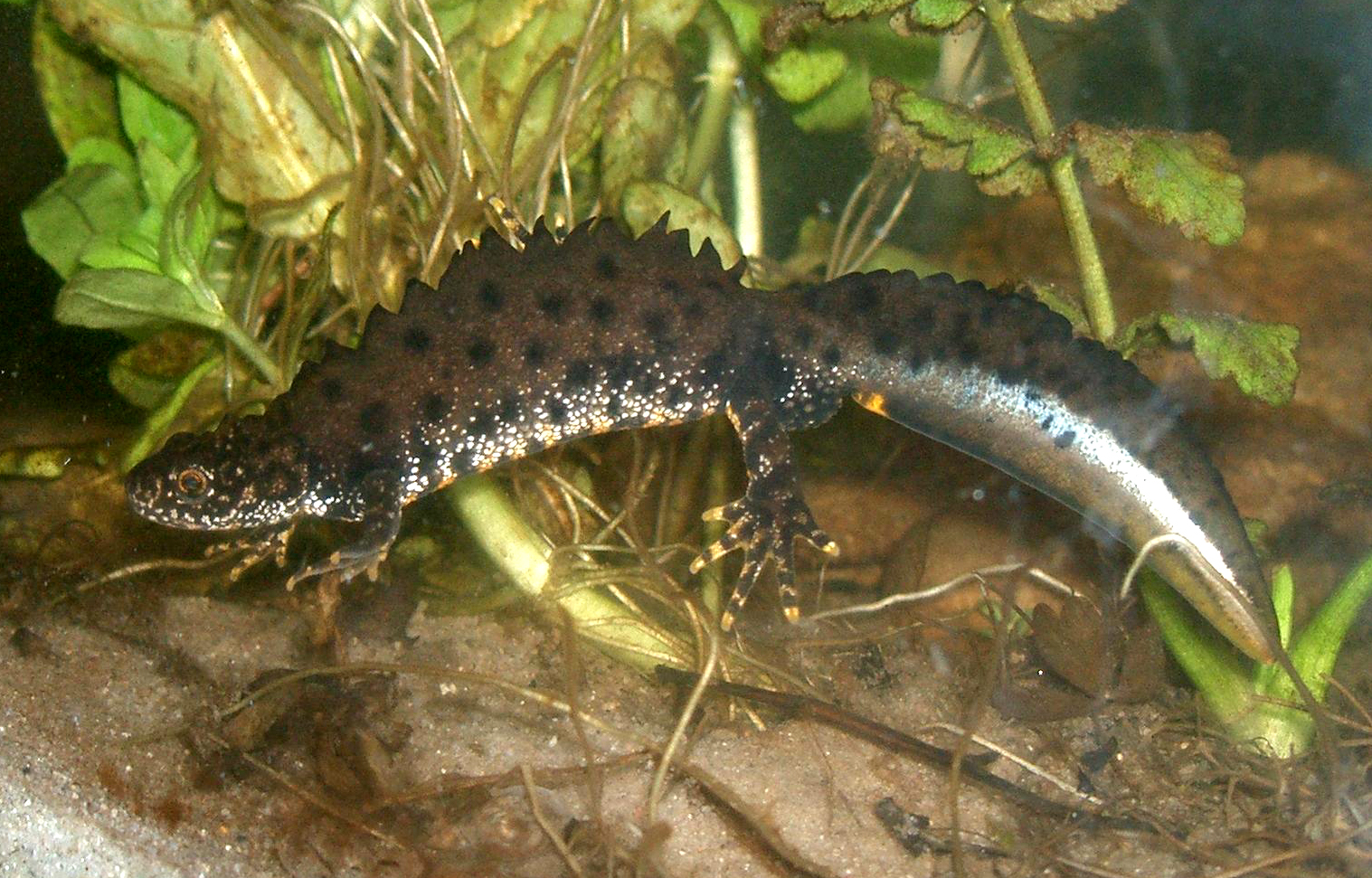
Triton crêté.
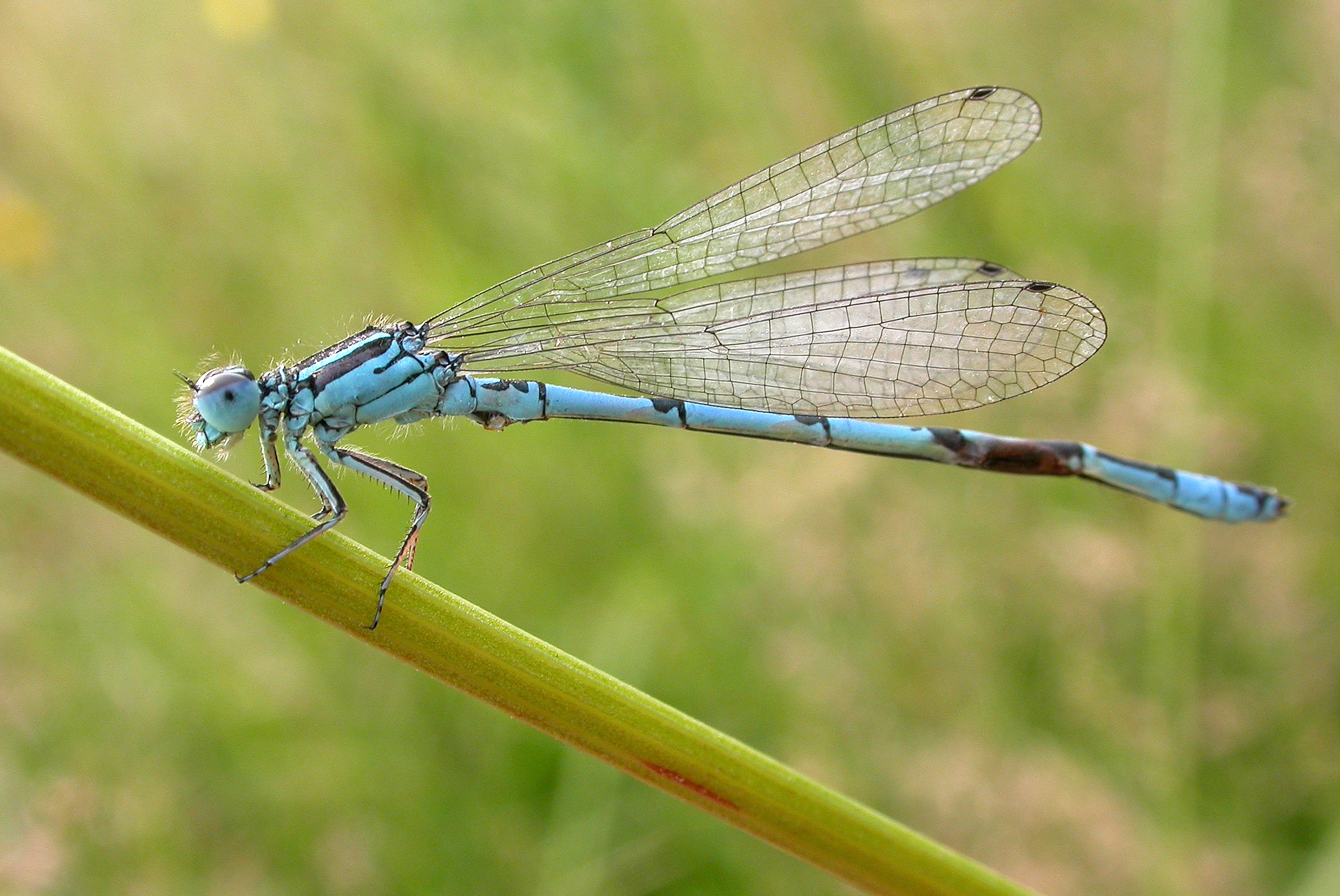
Agrion de Mercure.

La zone Dune de la falaise entre Batz-sur-Mer et le Croisic est une ZNIEFF de type I. Elle couvre 27 hectares. Des plantes rares et protégées, sur le plan national ou régional, s’y sont développées, tel l’Œillet de France (Dianthus gallicus). La zone salicole accueille une faune batracienne exceptionnelle, dont le Crapaud persillé (Pelodytes punctatus) et le Crapaud calamite (Bufo calamita). Les dunes — 88 % de la surface — présentent de plus un intérêt paysager et historique du fait de la présence du moulin de la Falaise et de murets de pierres délimitant les parcelles.

Spécimens de la faune aviaire de Batz-sur-Mer.
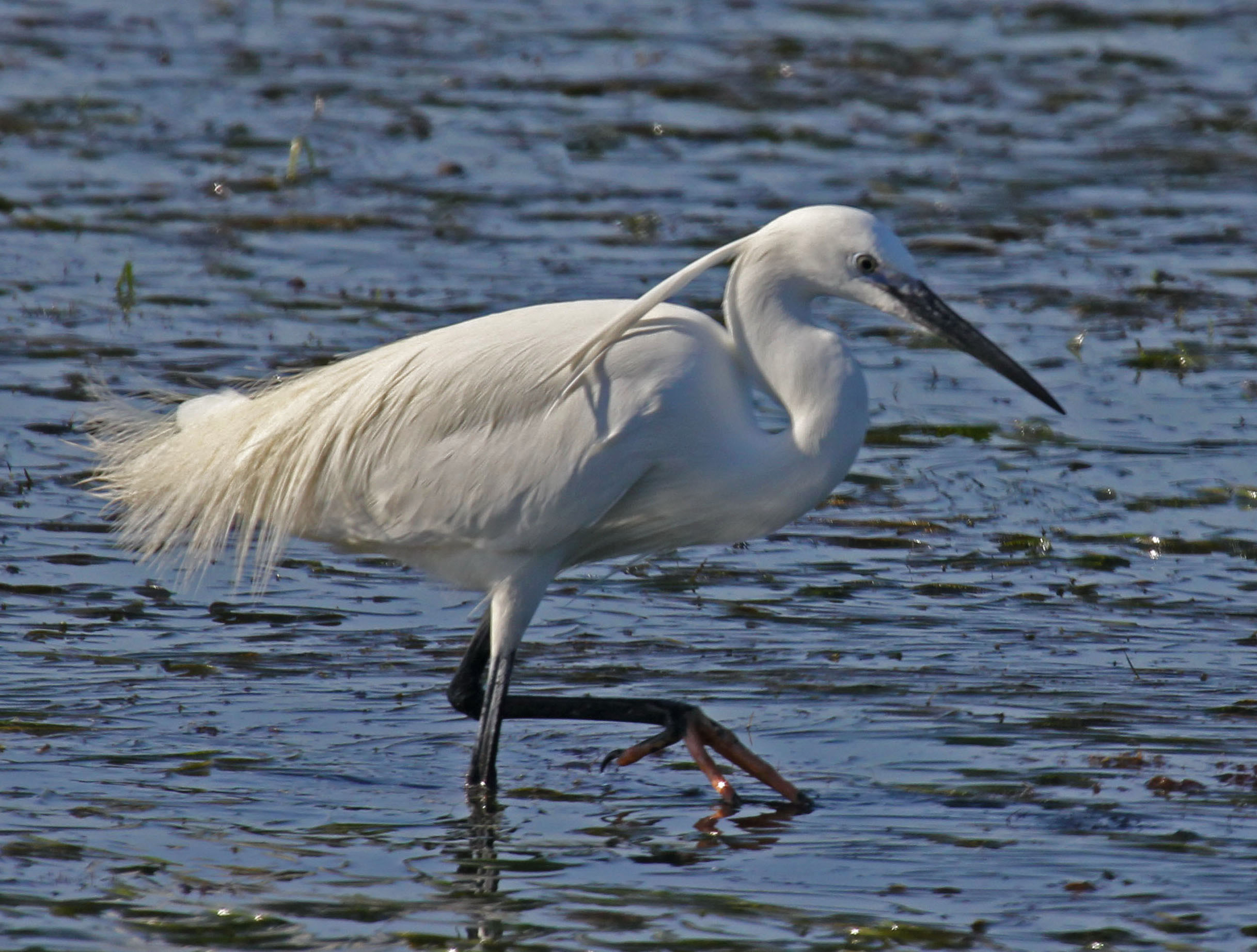
Aigrette garzette.
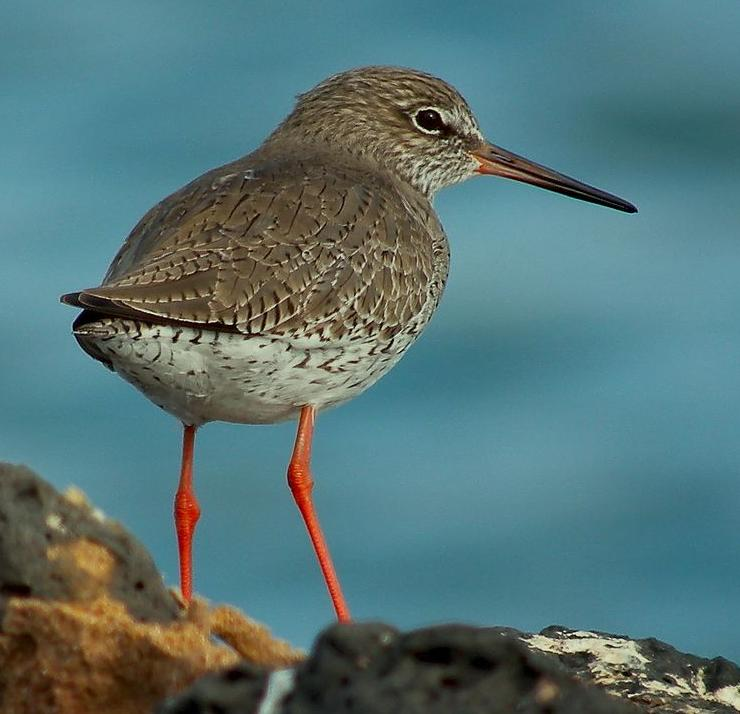
Chevalier gambette.
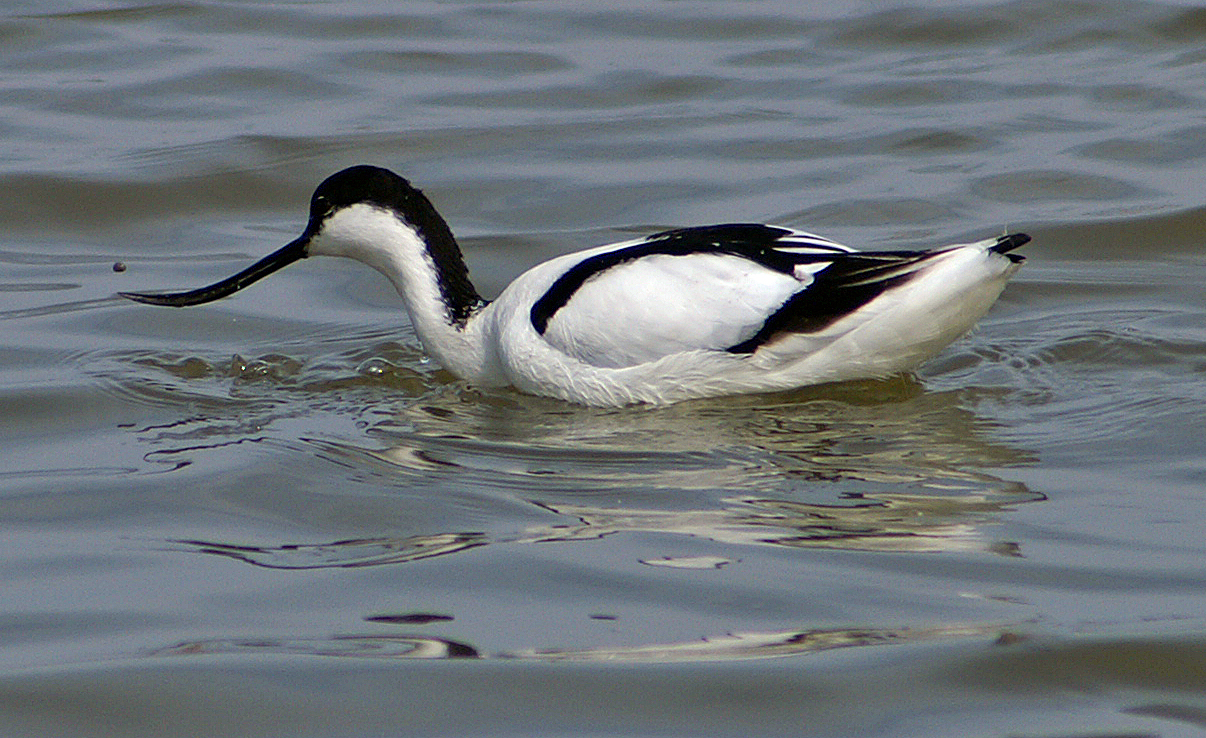
Avocette élégante.
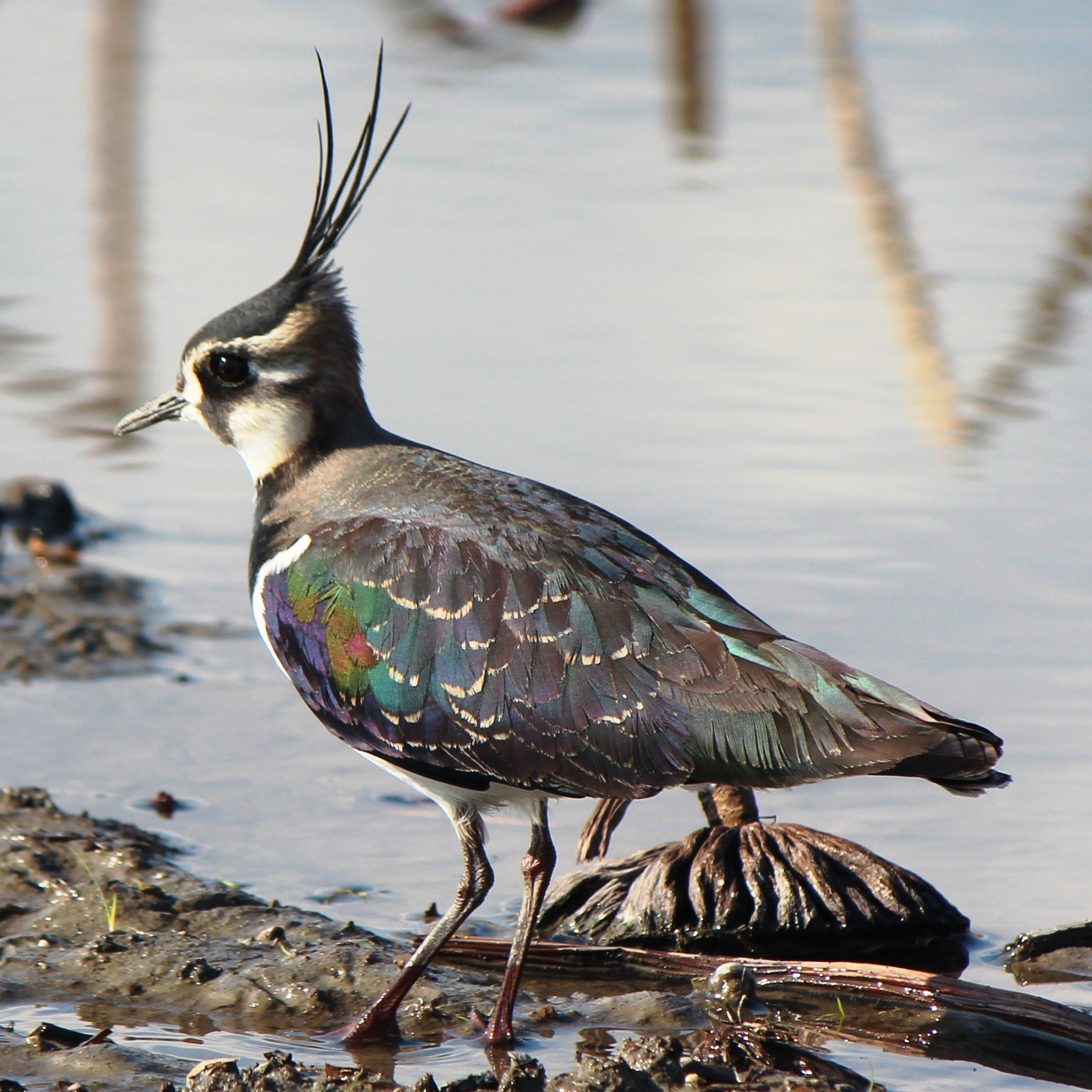
Vanneau huppé.
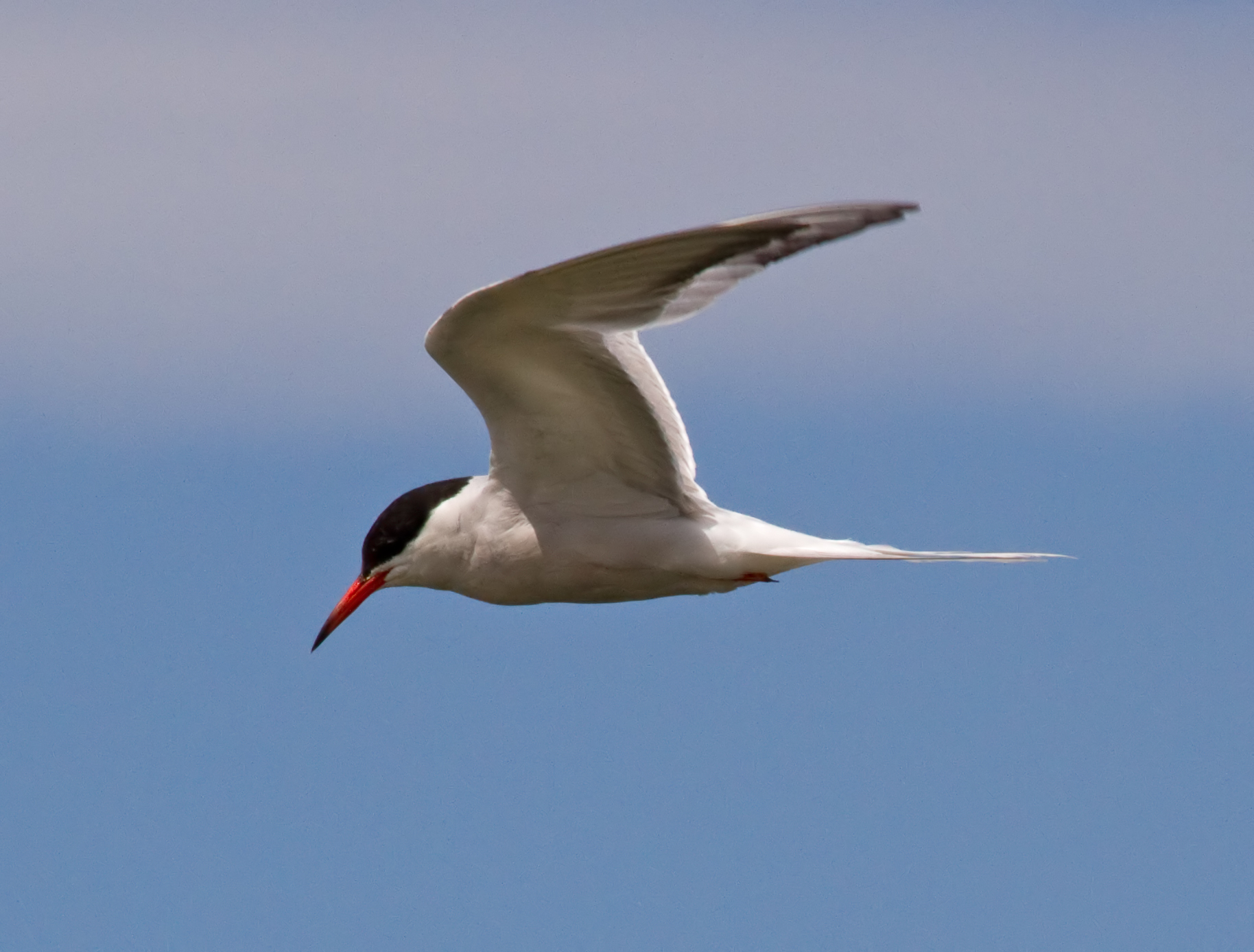
Sterne pierregarin.

L’espace Marais salants de Batz - Guérande - Le Croisic est une autre ZNIEFF de type I. Elle s’étend sur 2 658,75 hectares, essentiellement des marais salants inondés par les marées, à l’origine de productions piscicoles ou conchylicoles. Cette vaste étendue est caractérisée par des vasières (slikkes alimentées par les Petit et Grand traicts). Si la flore recèle un patrimoine d'une grande richesse, la zone humide concentre de nombreuses espèces d’oiseaux d’un intérêt exceptionnel qui a justifié la création d’une zone importante pour la conservation des oiseaux (ZICO) en commun avec les effectifs des marais du Mès. La zone accueille également trois espèces prioritaires de la directive européenne habitats : la Loutre d'Europe, (Lutra lutra), le Triton crêté (Triturus cristatus) et l'Agrion de Mercure (Coenagrion mercuriale). D’autres espèces déterminantes sont relevées tels que la Belette d’Europe (Mustela nivalis) et le Campagnol amphibie (Arvicola sapidus). La faune avicole accueille entre autres l’Aigrette garzette (Egretta garzetta), le Chevalier gambette (Tringa totanus), le Busard des roseaux (Circus aeruginosus), le Busard cendré (Circus pygargus), le Râle d'eau (Rallus aquaticus), l’Échasse blanche (Himantopus himantopus), l’Avocette élégante (Recurvirostra avosetta) et le Tadorne de Belon (Tadorna tadorna). D’autres petits échassiers sont présents, comme le Pluvier à collier interrompu (Charadrius alexandrinus) et le Vanneau huppé (Vanellus vanellus). On observe également des laridés comme la Sterne pierregarin (Sterna hirundo) ou des passereaux comme le Pipit farlouse (Anthus pratensis), la Panure à moustaches (Panurus biarmicus), le Bruant des roseaux (Emberiza schoeniclus) et le Gorgebleue à miroir (Luscinia svecica). La flore se distingue avec la Spiranthe d’été (Spiranthes aestivalis) et l’asperge (Asparagus officinalis).

Spécimens de la flore de Batz-sur-Mer.
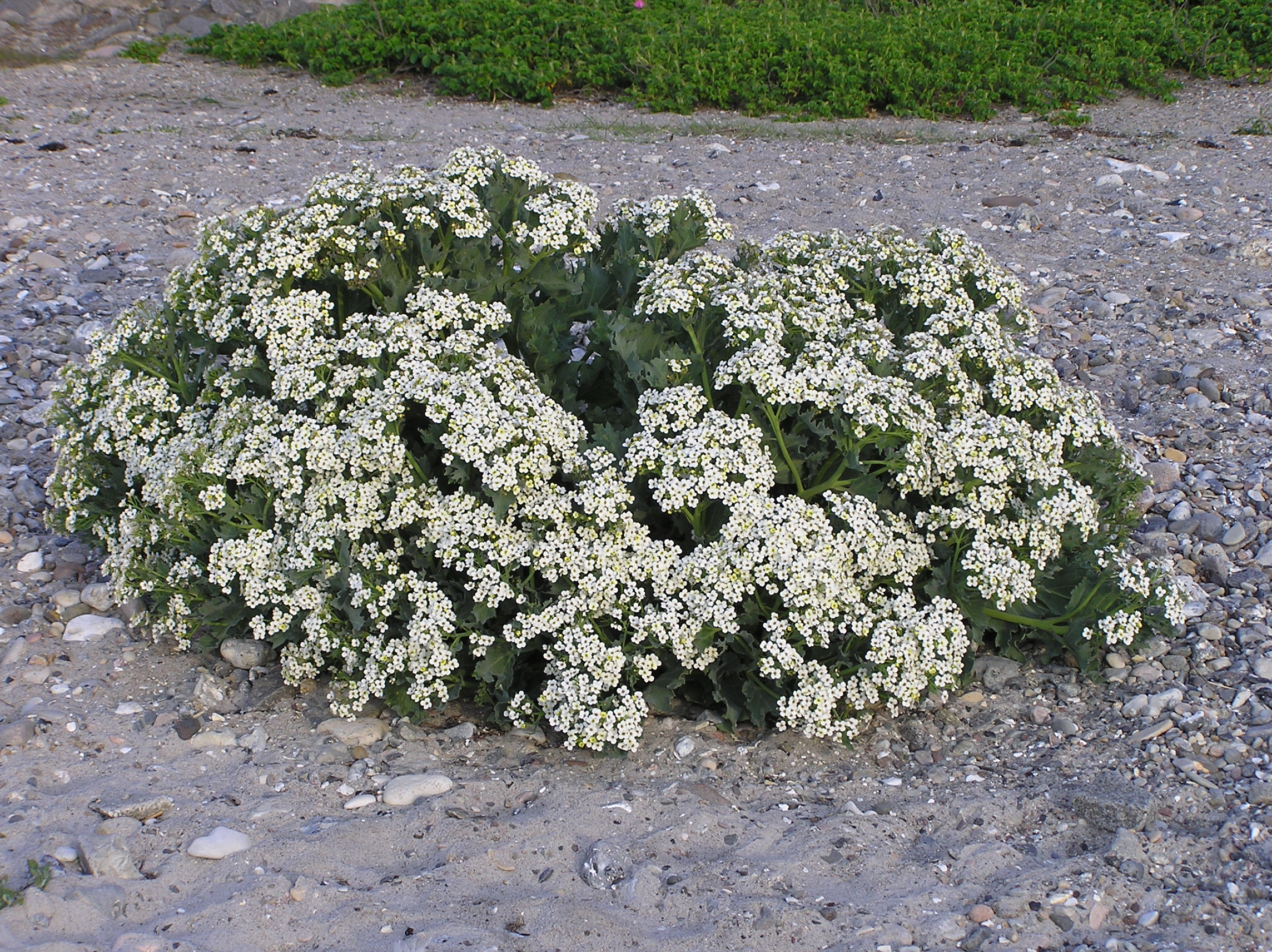
Crambe maritime.
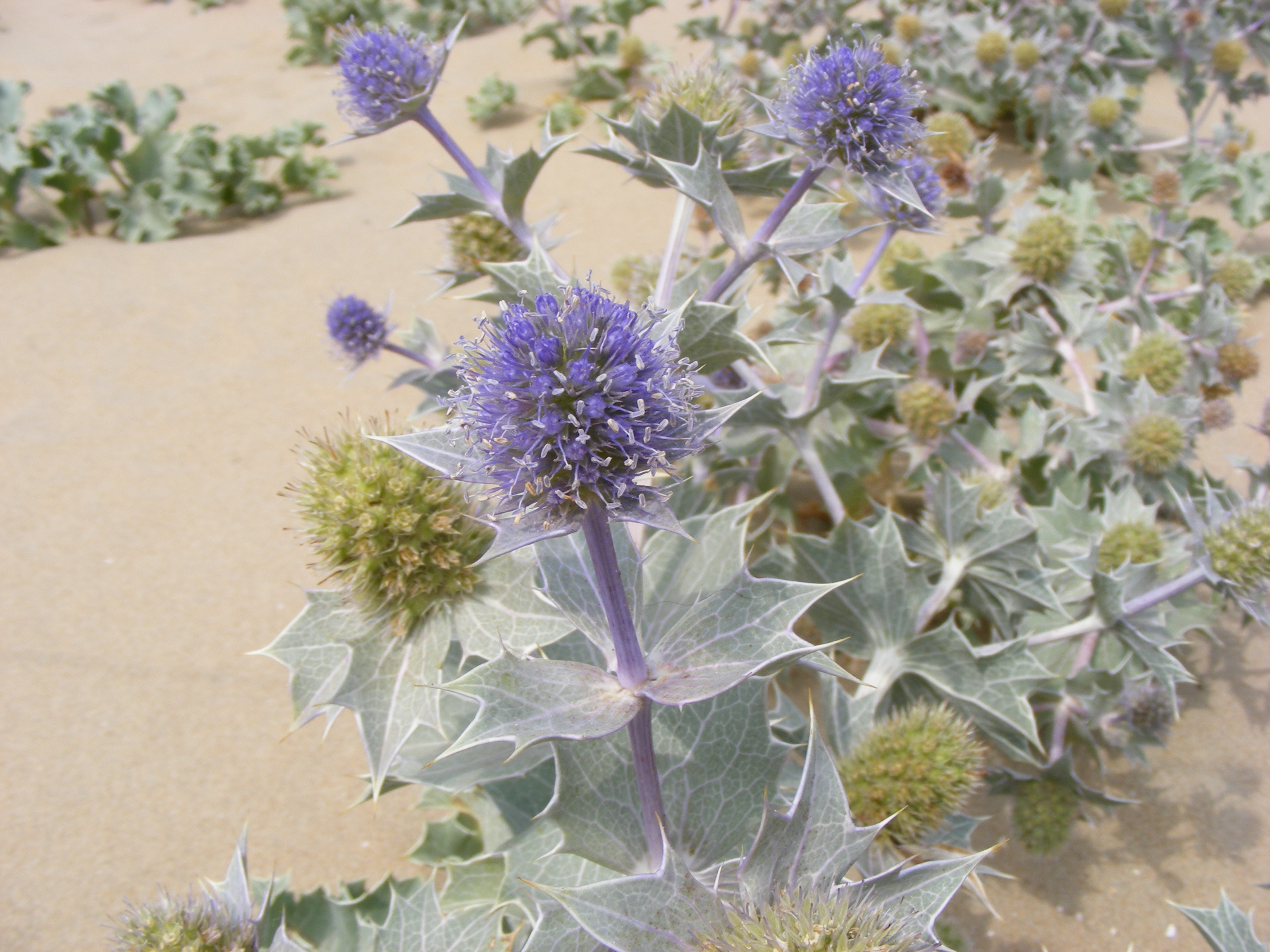
Panicaut maritime.
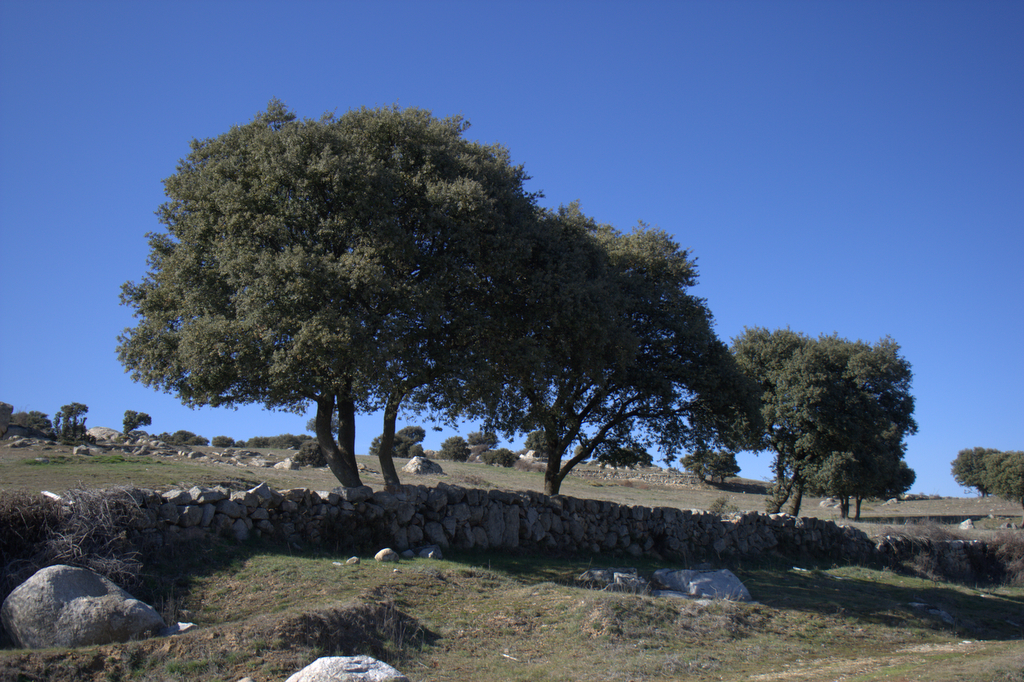
Chênes verts.
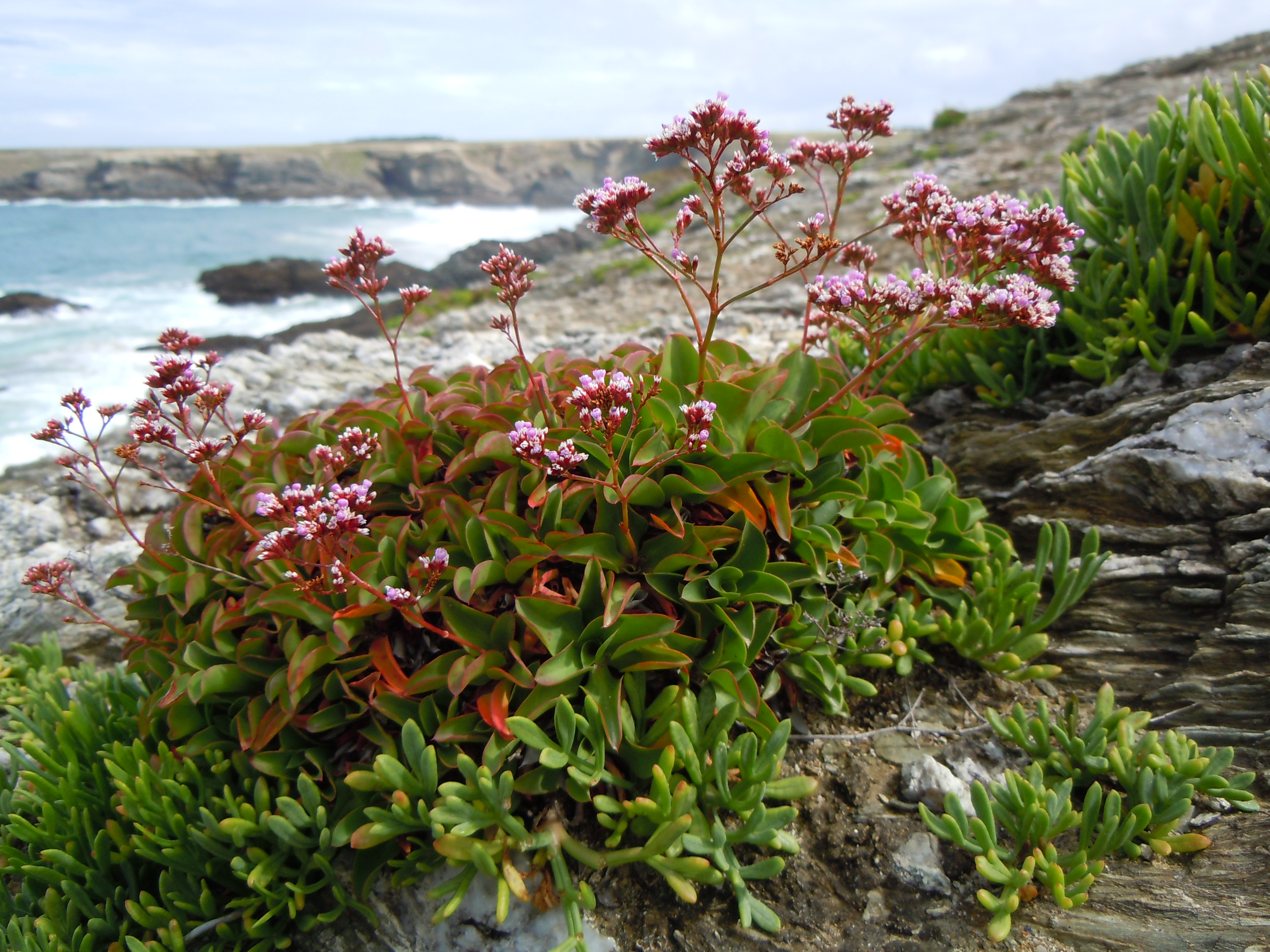
Saladelle à feuilles ovales.
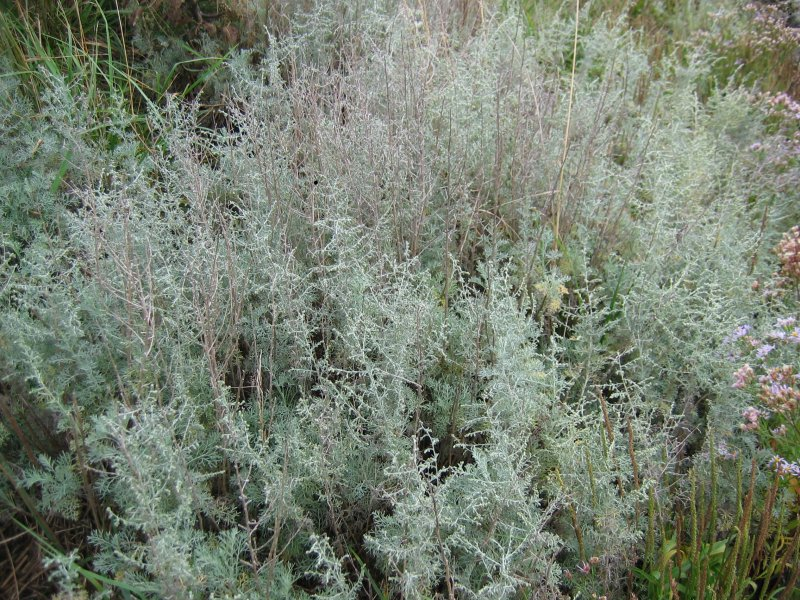
Armoise maritime.

La ZNIEFF Côte rocheuse, landes et pelouses du Croisic, Batz, le Pouliguen est une zone naturelle de type II ; elle couvre 148,42 hectares appartenant au Conservatoire du littoral. Elle concerne la côte rocheuse, les criques et les dunes des trois communes, et signale la présence d'une flore présentant plusieurs espèces rares ou protégées qui se sont développées sur les rochers littoraux — tel que le Crambe maritime (Crambe maritima), le Panicaut maritime (Eryngium maritimum), la Saladelle à feuilles ovales (Limonium ovalifolium) et l’Angélique des estuaires (Angelica heterocarpa) —, de même que des plantes intéressantes poussant dans les landes, les pelouses et les mares ; les dunes et leurs boisements de Chênes verts (Quercus ilex) sont aussi signalés. La faune est également riche, abritant un passereau rare, durant sa période de nidification, le Pipit maritime (Anthus petrosus), ainsi que le Traquet motteux (Oenanthe oenanthe) ; des batraciens, dans d’anciennes carrières à fonds humides, et des odonates (libellules) sont également remarquables.
L’ensemble Pointe de Pen-Bron, marais salants et coteaux de Guérande est également une ZNIEFF de type II, qui s’étend sur 3 832,6 hectares. Elle est constituée de milieux très variés, dunes et plages, vasières, étiers et marais salants, landes sèches et boisements à la fois de résineux et de feuillus. Elle rassemble en grande partie la faune et la flore déjà représentée dans la ZNIEFF Marais salants de Batz - Guérande - Le Croisic. Aux oiseaux déjà cités, il faut ajouter le Torcol fourmilier (Jynx torquilla).

#### Le réseau Natura 2000
Le site Marais salants de Guérande, traicts du Croisic et dunes de Pen-Bron fait partie du réseau Natura 2000 depuis le 31 décembre 1995, pour 4 276 hectares recouverts à 29 % par les eaux marines.
À nouveau, la Loutre d’Europe (Lutra lutra) fait partie des espèces référencées, à côté de l’Hermine (Mustela erminea), de la Grenouille pisseuse (Rana dalmatina), du Lézard vert occidental (Lacerta viridis), du Lézard des murailles (Podarcis muralis) et du Lucane cerf-volant (Lucanus cervus). La flore se distingue par la présence de l’Oseille des rochers (Rumex rupestris), du Cochléaire d’Angleterre (Cochlearia anglica), du Lis maritime (Pancratium maritimum), du Varech de Nolti (Zostera noltii) et de l’Armoise maritime (Artemisia maritima).

### Patrimoine culturel

#### Breton de Batz-sur-Mer
Batz a fait partie de la Bretagne bretonnante comme l'ensemble de la presqu'île guérandaise ; Alcide Leroux dénombre, en 1888, plus de 1 500 locuteurs à Batz ; l'usage habituel du breton s'y est prolongé jusque dans les années 1920. Les derniers locuteurs de naissance se sont éteints à partir des années 1960, la dernière d’entre eux, décédée en 1988 à l’âge de 99 ans, avait parlé breton au village de Kervalet jusqu’à l’âge de seize ans, soit jusqu'en 1905.
Le breton parlé à Batz-sur-Mer était différent du breton KLT, mais aussi du breton vannetais, malgré la proximité géographique.

#### Ameublement traditionnel

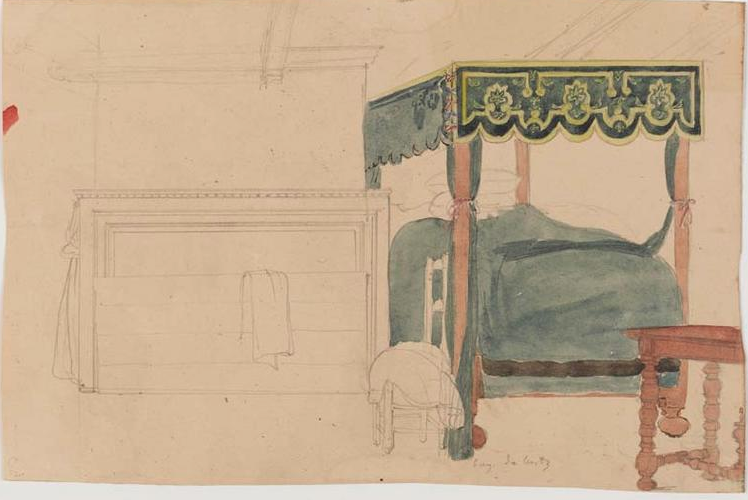
Dessin aquarellé d'un intérieur de Batz-sur-Mer de François Hippolyte Lalaisse.

La lecture des inventaires notariaux après décès permet de reconsidérer l’image d’un mobilier rougi homogène, postérieur au XIXe siècle, constitué de l’armoire à gâteaux, de la table à pieds tournés de style Louis XIII, du vaisselier et du lit à quenouilles.
La tradition veut que le rouge qui recouvre le mobilier de l’habitat paludier soit du sang de bœuf, protection contre l’humidité et les insectes. Cette hypothèse est remise en cause par les essences les plus fréquemment utilisées, chêne ou châtaignier, qui sont des bois peu fragiles. La teinture rouge n’est pas une spécificité de l’ameublement des maisons des marais de la presqu’île guérandaise, une telle pratique étant attestée dans d’autres régions de l’Ouest de la France, comme en Indre-et-Loire — le Chinonais, le pays lochois —, dans la région d’Avranches, le pays de Retz ou la région vannetaise. L’analyse des pigments en laboratoire révèle la présence de minium (tétroxyde de plomb), plutôt que de sang animal.
La mode des meubles rougis commence à perdre du terrain à la fin du XIXe siècle et au début du XXe siècle, correspondant à l’arrivée du chemin de fer.
La table, trône au centre de la salle commune, encadrée de deux bancs ou de chaises paillées, parfois — comme à Roffiat — dominée par une étagère à pain suspendue aux soliveaux. Les lits — à quenouilles pour les plus anciens, à bateau entre 1860 et 1880, ou encore mi-clos parfois superposés ; on trouve également des couchettes appelées lits à coffre à Kervalet, Kermoisan et Roffiat, fermées sur trois côtés par des cloisons de bois plein — sont placés de part et d’autre du foyer dans les maisons à pièce unique.
Outre ces meubles de bases, l’ameublement dépend de l’espace disponible dans la maison et de l’aisance économique des occupants. S’y ajoutent diverses armoires et buffets à deux corps pour le linge ou buffets-vaisseliers. Parmi les armoires, de frêne moucheté ou en merisier, on distingue l’armoire à lait, qui abrite la chaudière à crème de lait, et l’armoire à gâteaux, à deux battants de trois panneaux, qui doit son nom au décor circulaire qui orne le panneau central,.

#### Le costume traditionnel

Costumes de Batz-sur-Mer (sélection).
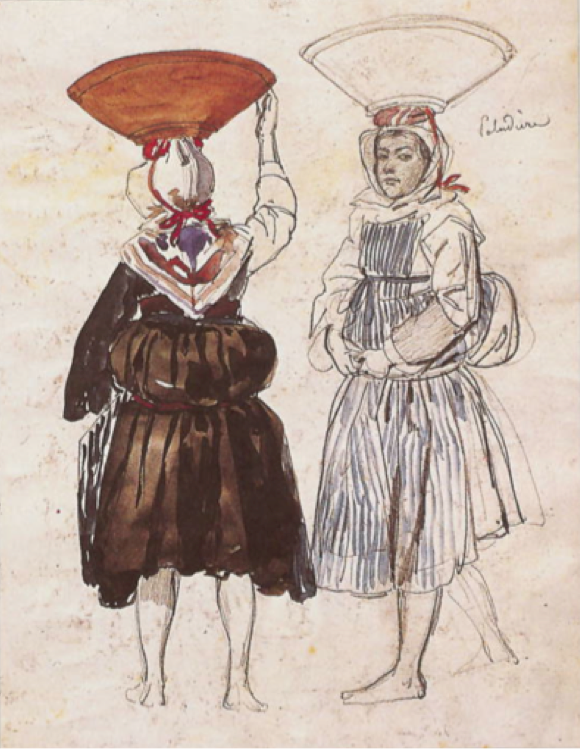
Lalaisse, La Paludière[170].
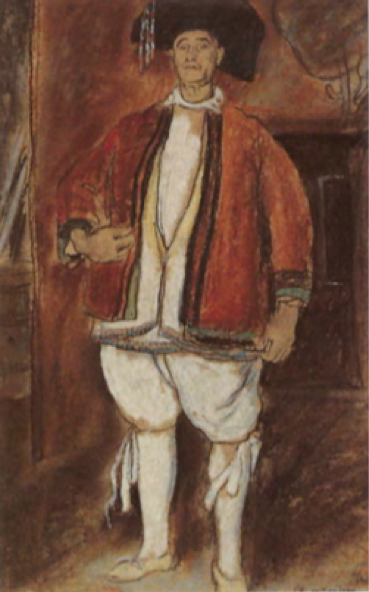
Milcendeau, Le Paludier[171].
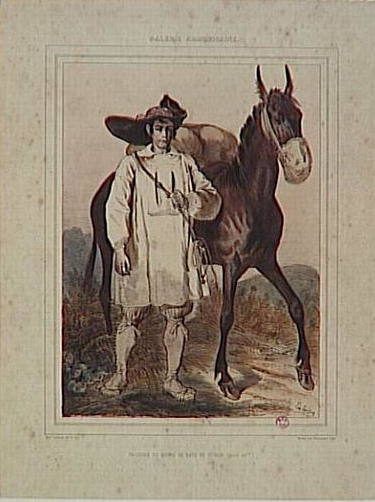
Lalaisse, Paludier en voyage[172].
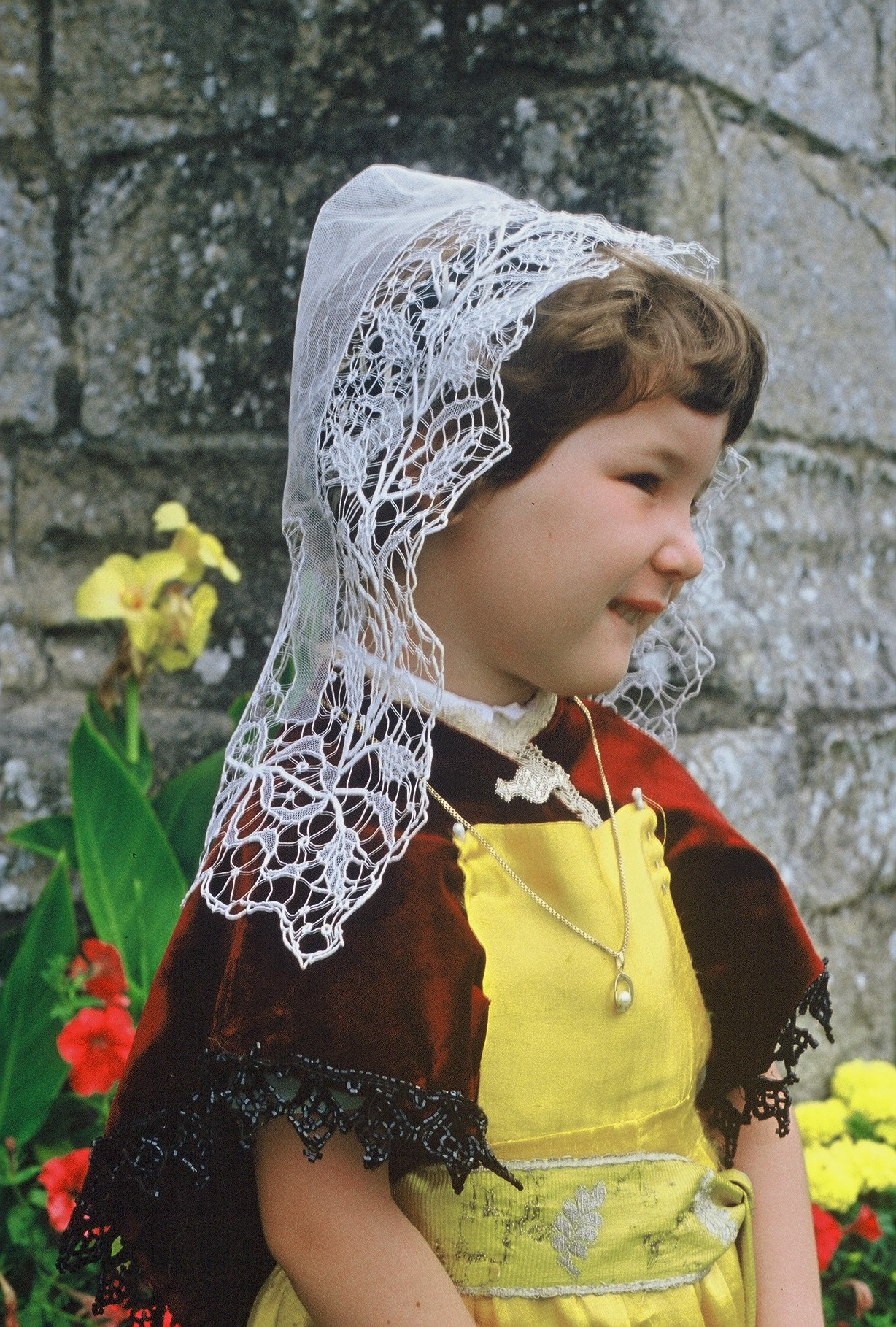
Enfant avec coiffe de femme.

L’utilisation quotidienne du costume paludier semble avoir été abandonnée à la fin du XIXe siècle, entre 1868 et 1872, le peintre Lambert Doomer en ayant dessiné un exemplaire, qui semble en être la première représentation connue, vers 1646.
Le costume de travail, tant du paludier, qui cultive le sel que du saunier, qui le transporte pour le vendre est constitué d’une « blouse blanche en lin, avec sur la poitrine une large poche et un mouchoir, une culotte blanche large en lin identique au bragou braz cornouaillais, des guêtres en toile ou des bas à barrettes, un bonnet de drap rouge ou un large chapeau de feutre arrondi à rebord flexible, dit à corne […]. »
La porteresse, qui à l'image de la statue de Jean Fréour, transporte le sel jusqu’à l’aire de stockage, est ainsi décrite : « […] cotillons retroussés, elle remplissait sa gède de sel qu’elle portait sur la tête, le buste droit, une torche séparait la tête de la gède, elle courait d'un pas léger les pieds déchauds sur les ponts des marais […]. »
Le costume traditionnel, quand il n’est pas celui utilisé pour le travail, est très coloré. Ainsi, selon Bernadette Rivalant : « La femme portait une robe violette avec des manches rouges, un plastron rehaussé de fils d’or, un tablier jaune en taffetas et une ceinture, une collerette brodée sur les épaules et une coiffe brodée sur du tulle ; des gants, des bas rouges brodés et des chaussures vertes complétaient ce costume. L’homme portait une large culotte blanche, un gilet de flanelle voire plusieurs suivant sa richesse, couverts d’un gilet bleu marine, une veste marron et, le jour de son mariage, une cape noire dite à l’espagnole, des bas à barrettes, des souliers de peau jaunes appelés gamaches et un grand chapeau avec des rubans multicolores nommés chapelouses. Ce grand chapeau de feutre noir, selon sa position, indiquait l’état civil de celui qui le portait : devant le jour de son mariage, puis à droite une fois marié, à gauche s'il était veuf, en arrière pour les garçons. La jeune fille de Batz et la femme après son mariage portaient une robe de couleur foncée que mettait en valeur un tablier en moire jaune, rouge, vert ; elles portaient sur les épaules une large collerette remplacée dans les années 1885 par un mouchoir brodé sur fin tissu ou sur du tulle puis par un canezou en tissu damassé ou en velours avec large dentelle ».

#### Anthroponymie locale

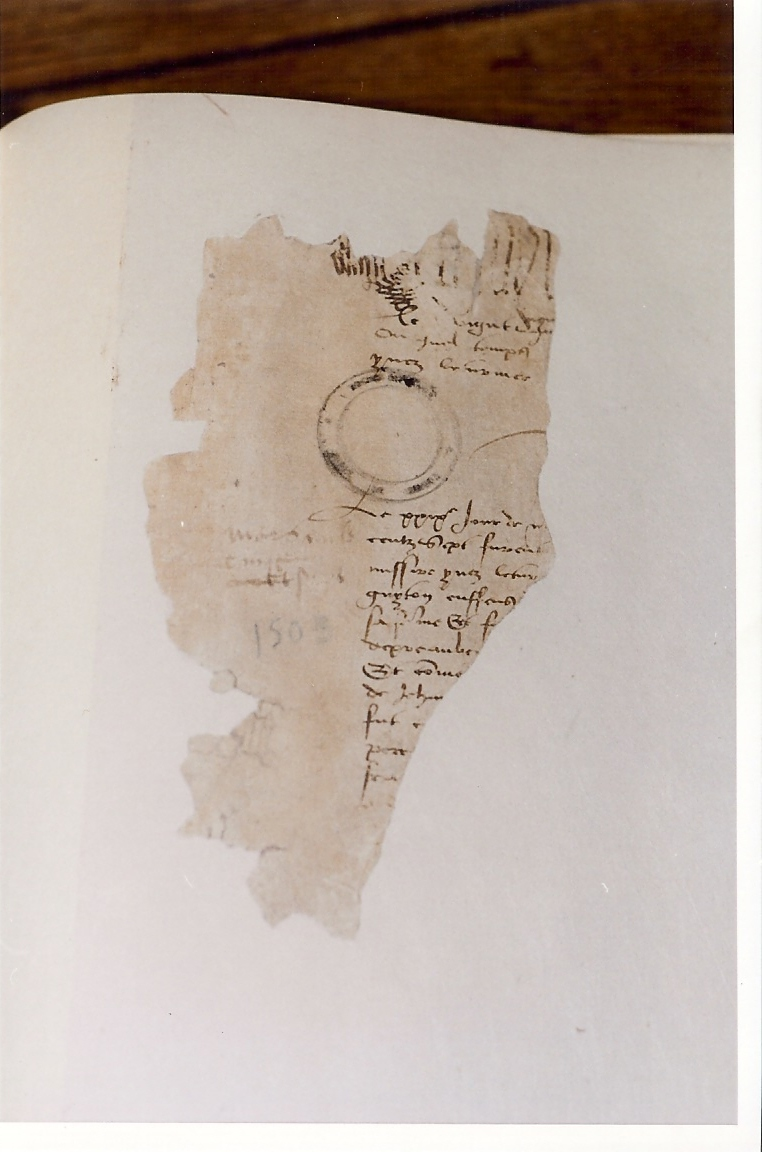
Fragment du registre d’état civil daté de 1505.

Selon Gildas Buron, « […] la majorité des familles qui écrit l’histoire de l’île de Batz entre 1550 et 1910 y était déjà fixée au XVe siècle et au plus tard au XVIe siècle. C’est le cas du nom d’homme Lehuédé si emblématique du Bourg-de-Batz mais aussi des familles Cavalin, Bataille, Bourdic, Coquard, Le Berre, Le Breton, le Callo(c’h), Leduc, Lescaudron, Le Tilly, Montfort, Mouilleron, Nicol, Pichon, Régent, Ropert … et bien d’autres encore dont les noms et lignées se sont éteints. La famille Pain est représentée à Batz dès 1385 […]. »
Le nombre de familles portant le même patronyme, comprenant des individus baptisés du même prénom, génère une conformité des noms de famille — on compte en 1887, 150 électeurs du nom de Lehuédé sur 900 votants —, et la pratique des sobriquets est de rigueur. Ils se transmettent de génération en génération, en fonction du métier, des habitudes, des qualités, de critères anatomiques ou moraux, ou encore d’anecdotes.
On trouve ainsi Belle-en-Cuisse, Brin-de-Myrthe, Canet, Chabas, Coquin et Coquine, Mon Couillon, Faïence, Fantassin, la Goëlette, Grélé, Gros-os, la Mal chargée, Manche-à-Gigot, Papa Loulou, Papet, Petit-couteau, Petit-Parisien, Poulette, Sieur , etc..

### Personnalités liées à la commune

Évocation des personnalités liées à Batz-sur-Mer (sélection).
Blason de Nicolas Bouchart.
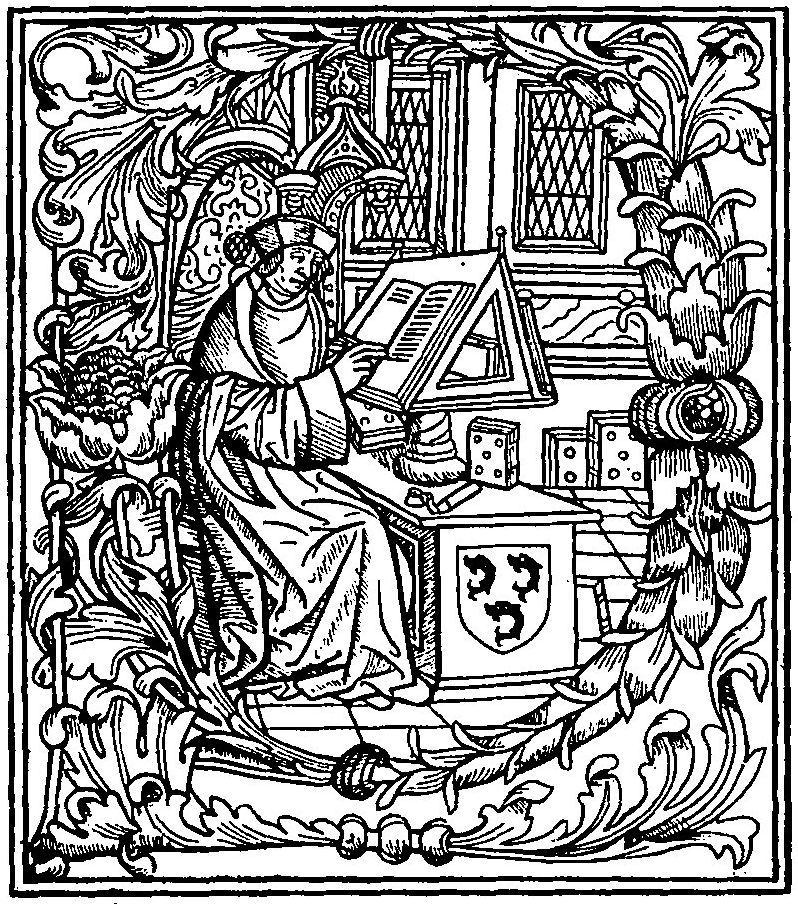
Chroniques de Alain Bouchart.
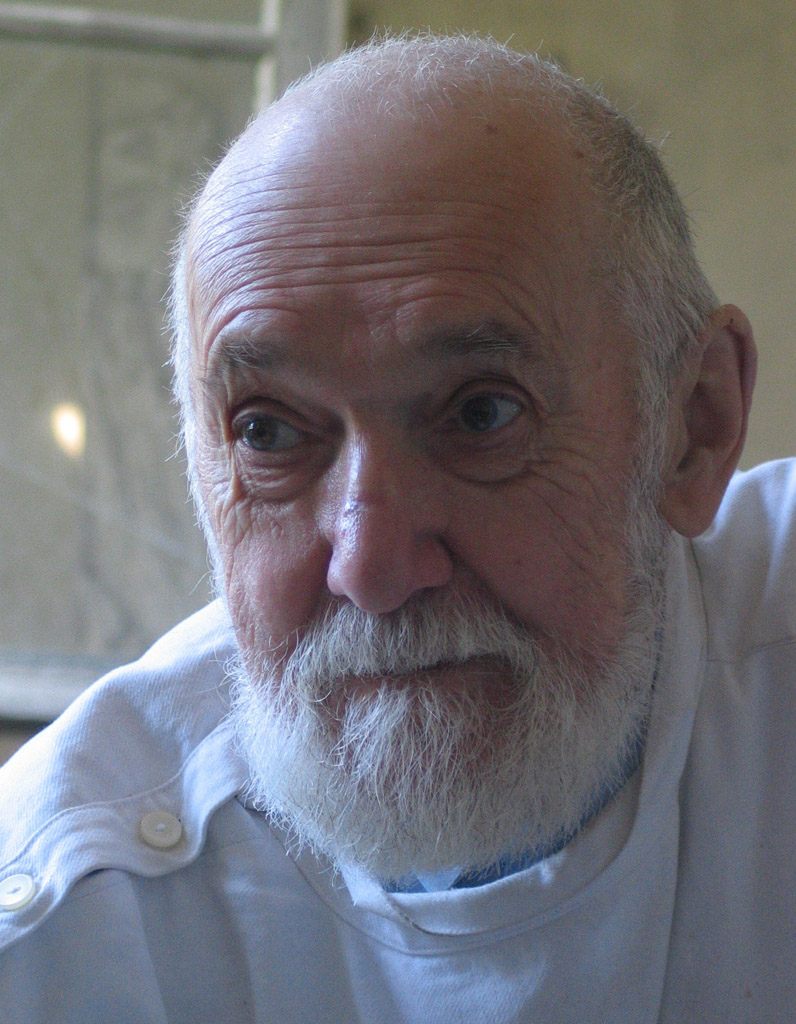
Jean Fréour.

La famille Bouchart, dont sont issus les seigneurs de Kerbouchart de Batz, a laissé plusieurs noms illustres, qui sont nés ou ont vécu dans la commune, tels que Nicolas Bouchart, né à Batz au XIVe siècle, un amiral du duché de Bretagne, Alain Bouchart, né à Batz-sur-Mer en 1478, décédé dans cette même commune en 1530, l'auteur des Grandes chroniques de Bretagne (1514), ou un autre Nicolas Bouchart, maître-maçon du duc Jean V de Bretagne.
La commune a également attiré nombre d'artistes tels les peintres François Hippolyte Lalaisse et Ferdinand du Puigaudeau, ou encore, ceux qui ont observé et restitué l’environnement et l’atmosphère des foyers des marais salants entre 1838 et 1852, comme Louise Zoé Coste, Henri-Alfred Darjou, Charles Fortin, Louis-Vincent Fouquet, Alexandre Longuet, Adolphe Midy et Théodore Valerio. Michel-Auguste Colle, né à Baccarat en 1872, s'installe à son tour à Kervalet où il décède en 1949. Jean Fréour, né en 1919 à Nantes et mort à Batz-sur-Mer en 2010, est, lui, un sculpteur, qui se fixe à Batz en 1954. Il en est le maire durant une année, au terme de laquelle, en désaccord sur les projets d’urbanisme du préfet, il démissionne, demeurant conseiller municipal jusqu’en 1983. On lui doit de nombreuses statues, dont celle qui orne l'accès au musée des marais salants.
Des écrivains ont également honoré Batz-sur-Mer, comme Honoré de Balzac qui y fait plusieurs séjours dans les années 1830, en compagnie de son égérie et amante Laure de Berny. Francine Caron, poète et universitaire, est née dans la commune en 1945.
Le mathématicien russe Pavel Urysohn, né en 1898 à Odessa (Ukraine actuelle) est mort accidentellement par noyade en 1924 à Batz-sur-Mer, lorsqu'il y était en vacance avec son amant, Pavel Aleksandrov, mathématicien lui aussi.

### Héraldique, devise et logotype

#### Héraldique
| Blason de Batz-sur-Mer | Blason  | Parti : au premier, d'argent à trois dauphins de sable ; au second, d'azur à la crosse d'or. Devise / CriTerre et mer ne crains. |
| Blason de Batz-sur-Mer | Détails | Le premier parti reprend les armes de Nicolas Bouchart, Grand Amiral de Bretagne en 1374 (sceau de 1387). Le second parti reprend les armes du prieuré de Saint-Guénolé construit sur des terrains donnés par le duc de Bretagne Alain II « Barbe Torte » aux moines de l'abbaye de Landevenec en 945 Armoiries adoptées par la paroisse le 9 septembre 1928, sur proposition du marquis de l’Estaubillon, et par la commune en 1933. |

#### Logotype

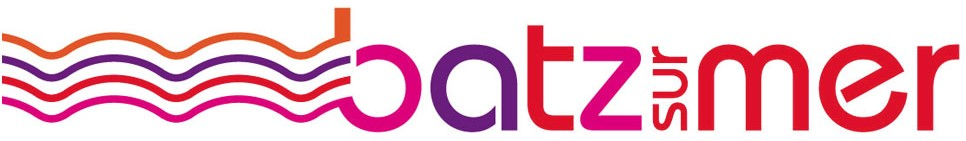
Logo de Batz-sur-Mer

.